# Hamburgs historische Mühlen
Hamburgs historische Mühlen wurden im frühen Mittelalter bereits als Wassermühlen an Hamburgs Flüssen, der Alster und Bille sowie an deren Nebenflüssen betrieben. Die Flussläufe wurden zu Mühlenteichen aufgestaut, um mit dem erzeugten Wassergefälle die Mühlenräder anzutreiben. Es waren vorrangig Getreidemühlen, die der Ernährung der Hamburger Bevölkerung dienten. Mit der Aufstauung der Alster im 12. und 13. Jahrhundert zum Betreiben der ersten Hamburger Stadtmühlen am Niederdamm und Oberdamm (dem heutigen Jungfernstieg) wurde das Stadtbild Hamburgs mit der Kleinen Alster, Binnen- und Außenalster nachhaltig geprägt.

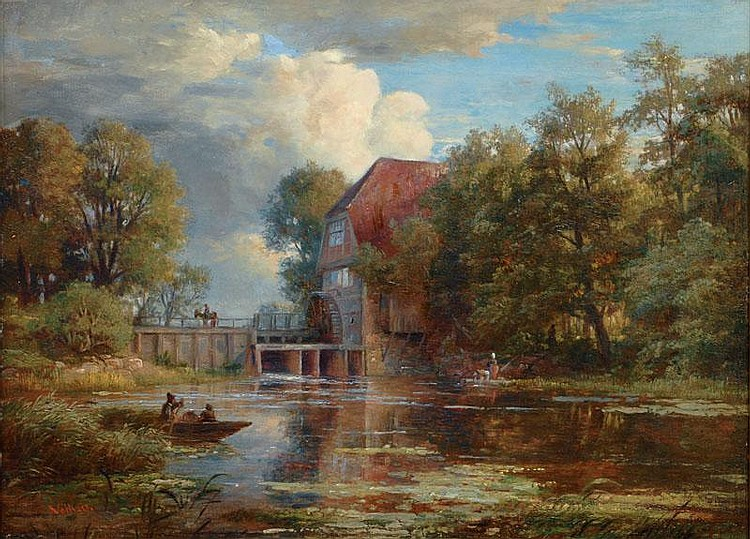
Wohldorfer Mühle, 19. Jahrhundert

Später wurde die Wasserkraft auch in Kupfer-, Öl-, Säge-, Papier-, Walk- und Pulvermühlen genutzt, die zur wirtschaftlichen Entwicklung insbesondere der Hamburger Regionen entlang der Wandse (heute Wandsbek) und der Glinder Au (heute Billstedt) deutlich beitrugen.
Die wenigen heute noch existierenden Mühlen sind Zeugen dieser Geschichte, wie die Wohldorfer Mühle an der Oberalster und die Alte Mühle an der Saselbek. Sie werden aufgrund ihrer landschaftlich schönen Lage nur noch als Ausflugsgaststätten genutzt. In der Steinbeker Mühle an der Glinder Au in Kirchsteinbek dient die Wasserkraft heute nur noch der Stromerzeugung.
Mit der zunehmenden Besiedelung des Hamburger Umlandes und der damit verbundenen Entwaldung großer Gebiete, gingen große Entwässerungsflächen für die Flussläufe verloren. Der damit verbundene Rückgang der Wasserzuflüsse machte mit Beginn des 19. Jahrhunderts die Wassermühlen unrentabel, so dass mehr Windmühlen in Hamburg errichtet wurden. Später kamen Dampf- wie elektrisch angetriebene Mühlen hinzu, bzw. bestehende Wasser- wie Windmühlen wurden entsprechend umgerüstet.
Der Mühlenbetrieb war auch mit verschiedenen Gefahren verbunden. Eine größere Anzahl historischer Mühlen endete mit ihrer Zerstörung durch Brand. Nach heutigen Erfahrungen stellt die Staubexplosion des Mehls die größte Gefahrenquelle dar. Bei den Wassermühlen, die für ihren Antrieb das Flusswasser aufstauen, kam es zu Dammbrüchen, die das gesamte Mühlengebäude hinwegspülten, wie es bei der Alten Mühle in Sasel geschah.
Auf eine Vielzahl der ehemals existierenden Mühlen in Hamburg weisen noch viele Straßen- und Gewässernamen hin, die in ihren Namen „Mühle“, „Mühlenteich“ oder auch „Kupferteich“ tragen und auf eine ehemalige Mühle, bzw. Kupfermühle hinweisen.

## Hamburgs Stadtwassermühlen

### Bau des ersten Alsterstaus – Niederdamm

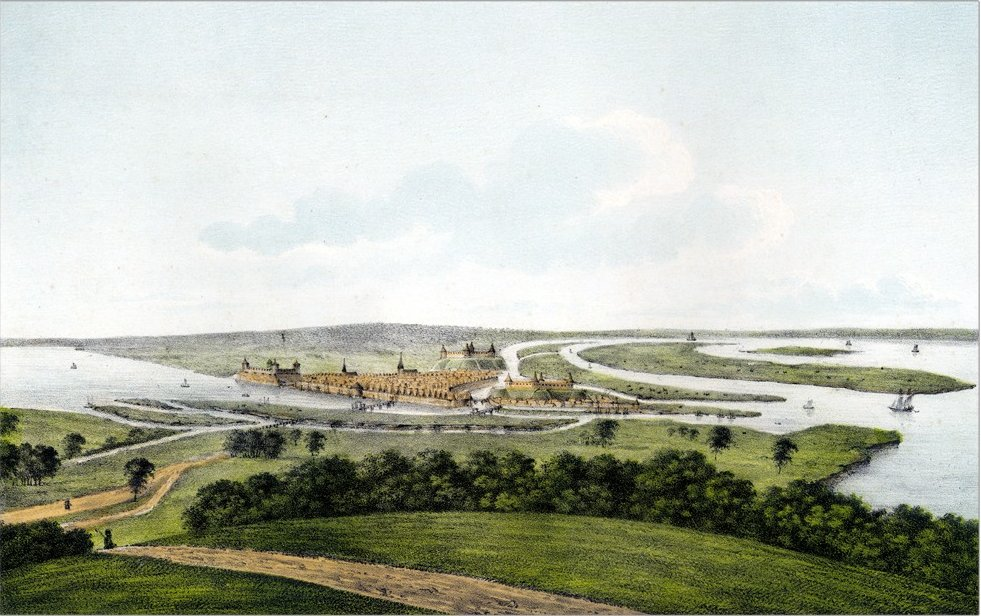
Hamburg 1150, Rekonstruktion des 19. Jahrhunderts; Stich von Chr. and P. Suhr

Mit der Aufstauung der Alster vor Hamburgs Altstadt um das Jahr 1072 (Melhop nennt hierfür das 12. Jahrhundert) wurden für die Stadt zwei wichtige Ziele erreicht. Bislang folgte der Wasserstand der Alster dem Ebbe- und Flut-Zyklus der Elbe, in dem dieser durch das Einströmen von Elbwasser täglich um etwa 2 Meter gesenkt bzw. angehoben wurde, bei Hochwasser bis zu 7 Meter. Die dadurch ausgelösten Überschwemmungen der Alsterniederung reichten bis nach Eppendorf und Winterhude. Der Verlauf des ersten Alster-Staudamms folgte der alten Landstraße, welche durch die Alsterfurt führte. Aus dem bisher s-förmigen Verlauf der Alster in der Alsterniederung (Karte von 1070) entstand mit der Alsterstau ein großflächiges Alsterbecken (Karte von 1150).
Mit dem Alsterstau wurde die erste stadtnahe Getreidemühle (Ohle Möle) gebaut (1195 erste urkundliche Erwähnung der Mühle), die mit 7 Meter Dammhöhe genügend Wassergefälle für den Antrieb der Mühlenräder hatte. Da die Mühle sich im Besitz des Grafen Adolf III. von Schauenburg (* 1160; † 3. Januar 1225) befand, wurde sie auch als Herrenmühle bezeichnet. Für die Ernährung der Hamburger Bevölkerung war die Mühle sehr bedeutsam. Der Standort der nicht mehr existierenden Mühle befand sich an der Mühlenbrücke im Zuge des Großen Burstah, die über das Nikolaifleet, den ursprünglichen Alster-Hauptarm, führt (siehe Hamburg-Karte von 1500). Durch den Alsterstau wurden flussaufwärts die landwirtschaftlich genutzten Wiesen dauerhaft überflutet. Für den Verlust der Weideflächen erhielt das Hamburger Domkapitel als der Eigentümer der Wiesen auf Anweisung von Graf Adolf III. eine Entschädigung von jährlich 6 Wispel Roggen aus dem Mühlenbetrieb (urkundlich erwähnt 1195).

### Bau des zweiten Alsterstaus – Oberdamm

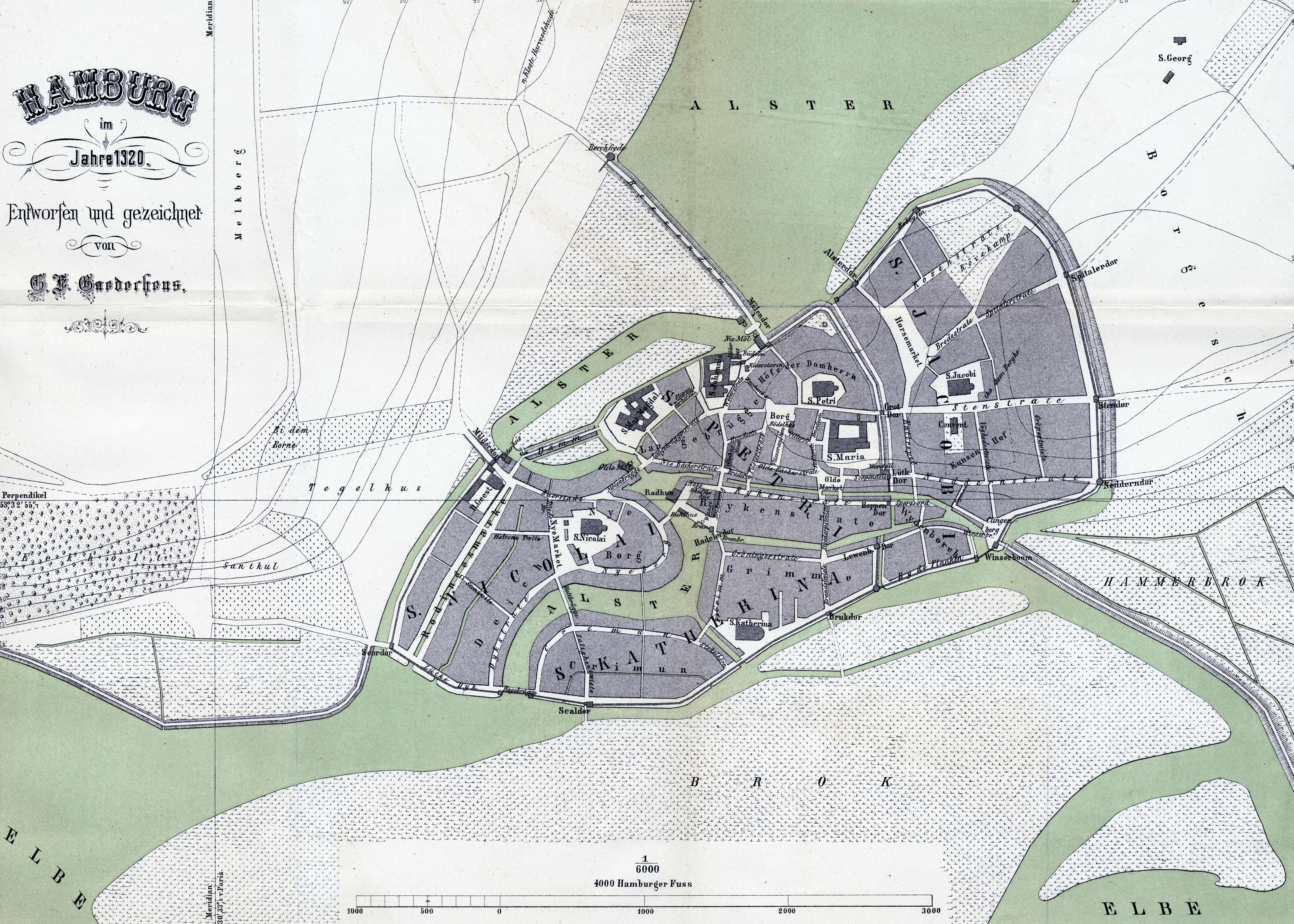
Hamburg von 1320

Im 13. Jahrhundert konnte die Ohle Möle den Getreidebedarf der Hamburger nicht mehr decken. Die Hamburger Bevölkerung wuchs aufgrund anhaltend politisch stabiler Verhältnisse um das Vierfache und demzufolge vergrößerte sich die bebaute Fläche Hamburgs um das Fünffache, westlich der Hamburger Altstadt entstand die erste „Neustadt“ um die Nikolaikirche (nicht zu verwechseln mit der heutigen Neustadt aus dem 17. Jahrhundert). Um 1235 veranlasste Graf Adolf IV. von Holstein (* vor 1205; † 8. Juli 1261 in Kiel) den Bau einer zweiten leistungsfähigeren Mühle. Flussaufwärts zum alten Damm (damit Niederdamm mit der Niedermühle) ließ er einen zweiten Alsterdamm, den Oberdamm mit der neuen Obermühle errichten, wo heute der Jungfernstieg verläuft (Karte von 1250). Der Oberdamm bekam zwei Durchlässe, einen zum Antrieb der Mühlräder und einen zweiten für das Regulieren des Wasserstandes der Alster oberhalb des Dammes. Der von dem Nieder- und Oberdamm eingeschlossene Abschnitt der Alster entspricht heute der Kleinen Alster. Zum Betrieb der Mühlen am Ober- und Niederdamm war eine abgestimmte Regulierung der Wasserstände durch das Setzen bzw. Ziehen der Schütten erforderlich, die durch einen autorisierten Schleusenmeister erfolgte.
Mit der eingestellten Stauhöhe des Oberdamms dehnte sich der Alsterstau flussaufwärts bis nach Eppendorf und Winterhude aus, der in der Fläche etwa der der heutigen Außenalster entspricht. (Heute erfolgt der Alsterstau über das Schleusenwehr der Rathausschleuse am Rathausmarkt, mit dem ein konstanter Wasserstand von etwa 3 Meter über Normal einstellt wird.) Die hierbei überfluteten Nutzflächen gingen dem Domkapitel verloren, wofür es mit 1.245 Renten aus dem Betrieb der Mühle entschädigt wurde. Auch die Eppendorfer Mühle an der Tarpenbek (heute am Eppendorfer Mühlenteich) verlor durch die Ausdehnung der Alsterfläche ihre Stauhöhe und wurde unwirksam, woraufhin auch die Eigentümer der Mühle entschädigt wurden.

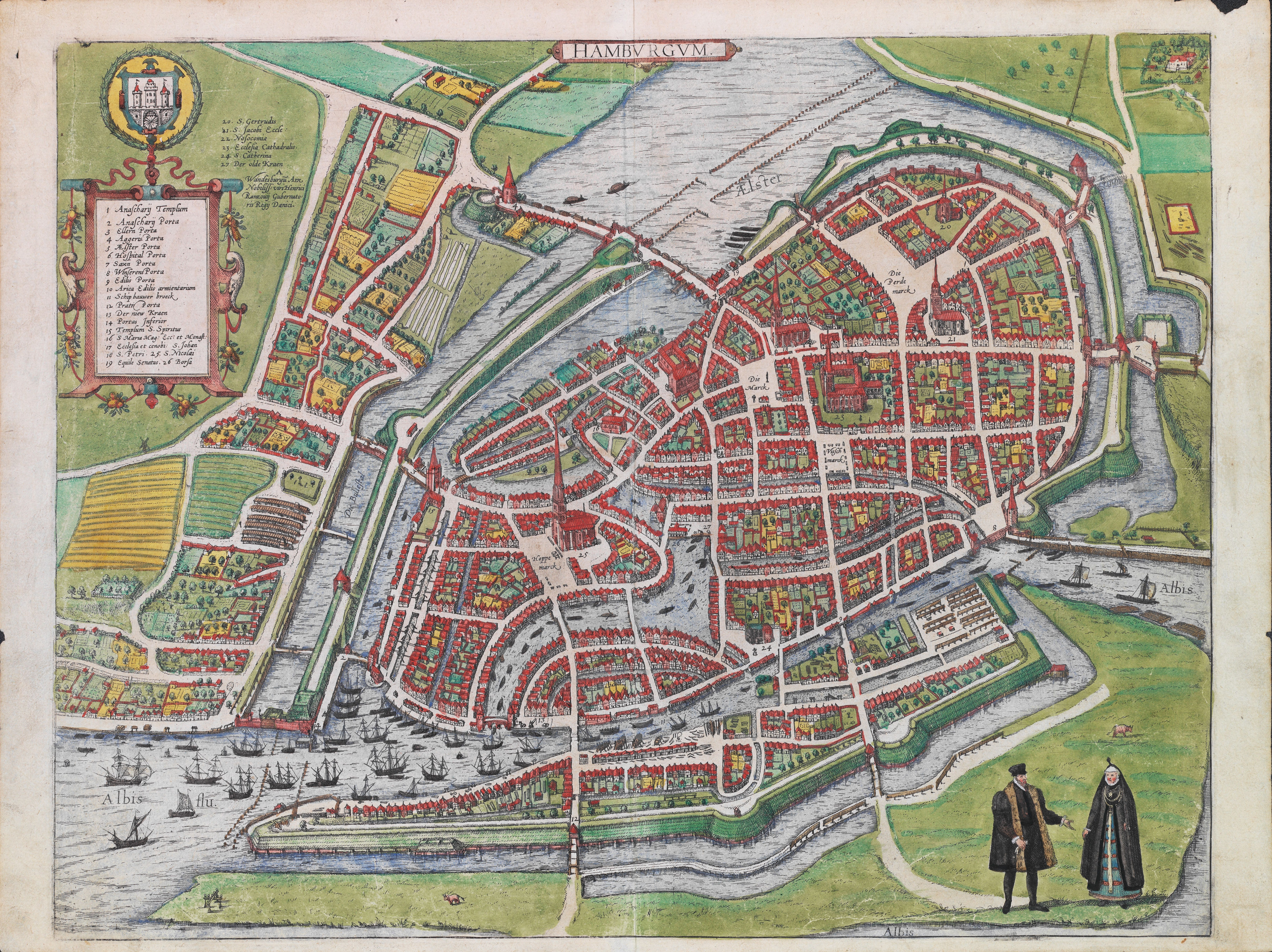
Hamburg um 1590, Mühlen am Oberdamm (4), Ohle Möle am Niederdamm und Mühle am Graskeller (3)

1256 erwarb der Hamburger Bürger Heinrich Reese die Mühle am Oberdamm, womit sie unter Kontrolle des Rates der Stadt gelangte. Später ging die Mühle in den Besitz des Rates der Stadt über. Der Oberdamm wurde später nach dem Namen des Mühlenbesitzers mit „Reesendamm“ benannt. (Heute trägt die Brücke über die Alster, die Teil des Jungfernstiegs ist, den Namen Reesendammbrücke.)
Die von der Mühle erzielten Getreideüberschüsse gingen in den Fernhandel, der sich mit der Bildung des Städtebundes der Hanse für Hamburg nachhaltig entwickelte.
Aufgrund des Wasserreichtums der Alster wurden im Oberdamm um 1530, auf der Westseite der Obermühle noch zwei weitere Mühlen sowie ein Pumpwerk zur Trinkwasserversorgung der Hamburger errichtet, die erste Hamburger Wasserkunst (siehe nachfolgenden Abschnitt). Um 1620 kamen zwei weitere Mühlen, eine Poliermühle (Pollermühle) und eine zweite Wasserkunst zum Einsatz. Neben den beiden Wasserrädern der Wasserkünste, trieb die Alster im Oberdamm 13 Mühlenräder an. Die Gesamtbreite der Mühlenschütten betrug 29 Meter.
Am Niederdamm befanden sich im 16. Jahrhundert neben der Ohle Möle noch eine weitere Mühle und eine Wasserkunst, die die Stauung der Kleinen Alster nutzten. Sie befanden sich an der 1530 errichteten Graskellerschleuse, vor dem alten Millerntor. Die Wasserkunst wurde 1535 und 1551 - der Kunst gegenüber - eine Walkmühle gebaut, die 1555 in eine Kornmühle (Graskellermühle) geändert wurde. Der Müller der Ohle Möle war zugleich Schleusenmeister für den Schiffsverkehr durch die Graskellerschleuse.
Mit der Errichtung der Hamburger Wallanlagen von 1616 bis 1625 und dem Bau der Lombardsbrücke wurde die Außenalster von der Binnenalster getrennt, womit der Reesendamm mit den Mühlen in das Zentrum der Stadt rückte. Der Reesendamm war eine wichtige Verbindung zwischen der mittelalterlichen Altstadt und der schnell besiedelten Neustadt, die sich entlang der Alster zu einer Flaniermeile, dem Jungfernstieg entwickelte.

### Elbeflut-Mühlen

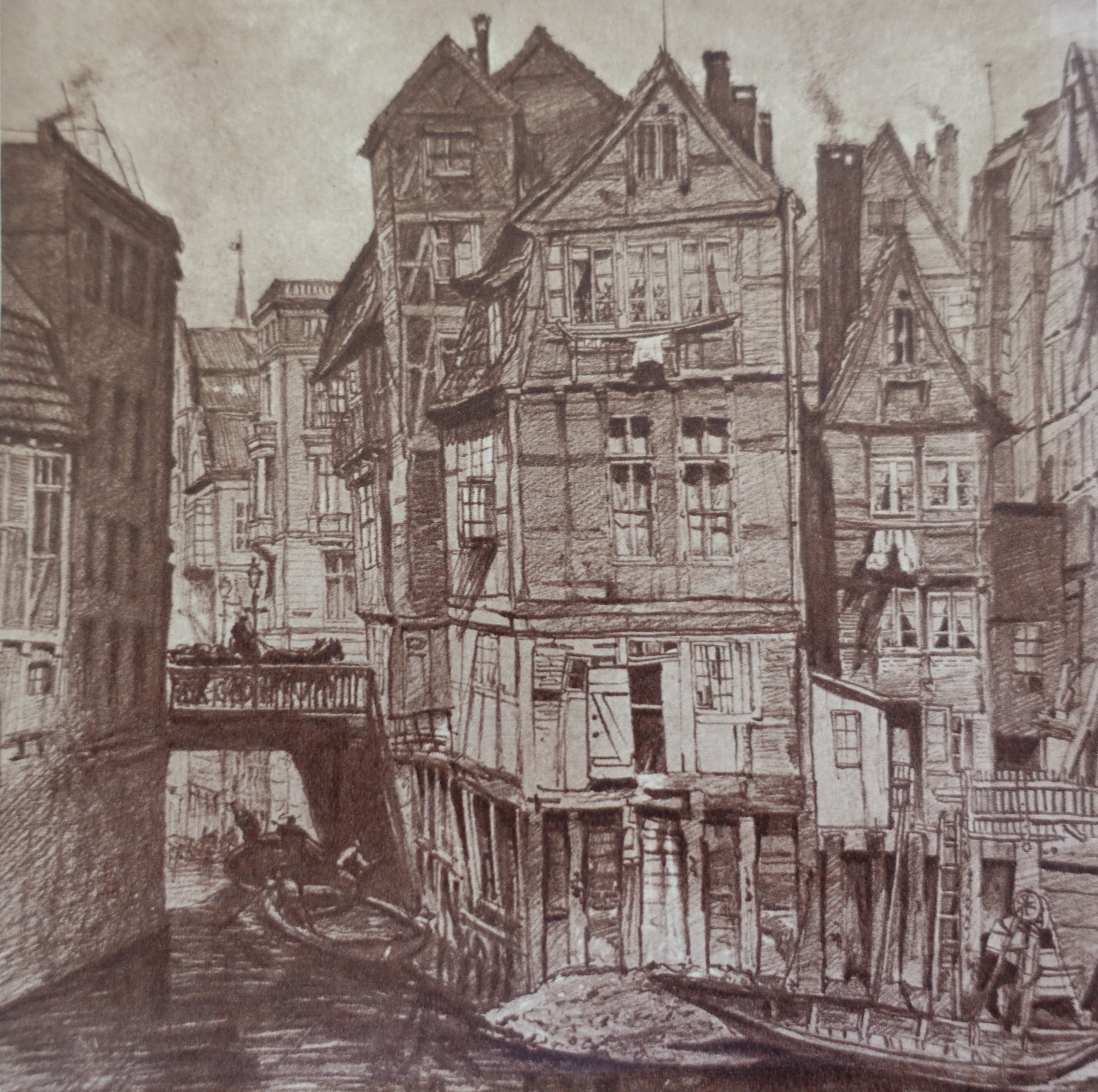
Rückseite der Poggenmühle um 1880

Am Stadtgraben, längs des Grasbrooks waren im 17. Jahrhundert zwei Elbeflut-Mühlen im Einsatz und nutzten das aufgestaute Flutwasser der Elbe zu ihrem Antrieb.
Die Mühle am Kleinen Fleet, an dem schon früher eine Mühle stand, wurde 1685 mit zwei Gängen neu gebaut. Die Poggenmühle mit drei Gängen bestand schon 1623.
Beide Mühlen erhielten ihre Antriebskraft aus dem Wasser des Stadtgrabens. Bei Flut füllte sich der Stadtgraben, der bei höchstem Stand von den beiden Schleusen am Theerhof und dem hölzernen Wamms eingeschlossen wurde. Bei Ebbe öffneten die Schleusen und die Mühlen mahlten mit dem ablaufenden Wasser, solange bis die Flut wieder kam.
Die Poggenmühle diente auf dem Wandrahm, dem nördlichen Teil des Grasbrooks zum Walken und Färben von Stoffen, für die Stadt Hamburg war es über einige Jahrhunderte ein erfolgreicher Gewerbezweig. Als Walk- und Pochmühle wurde sie im volksmündlichen Wortspiel Poggenmühle genannt. 1841 wurde die Mühle außer Betrieb genommen und das Mahlwerk 1850 weggeräumt. Das Mühlengebäude an der heutigen Poggenmühlen-Brücke wurde 1865 abgebrochen, um die hölzerne Brücke durch eine Steinbrücke zu erneuern und zu verbreitern.

### Rückgang der Rentabilität der städtischen Wassermühlen

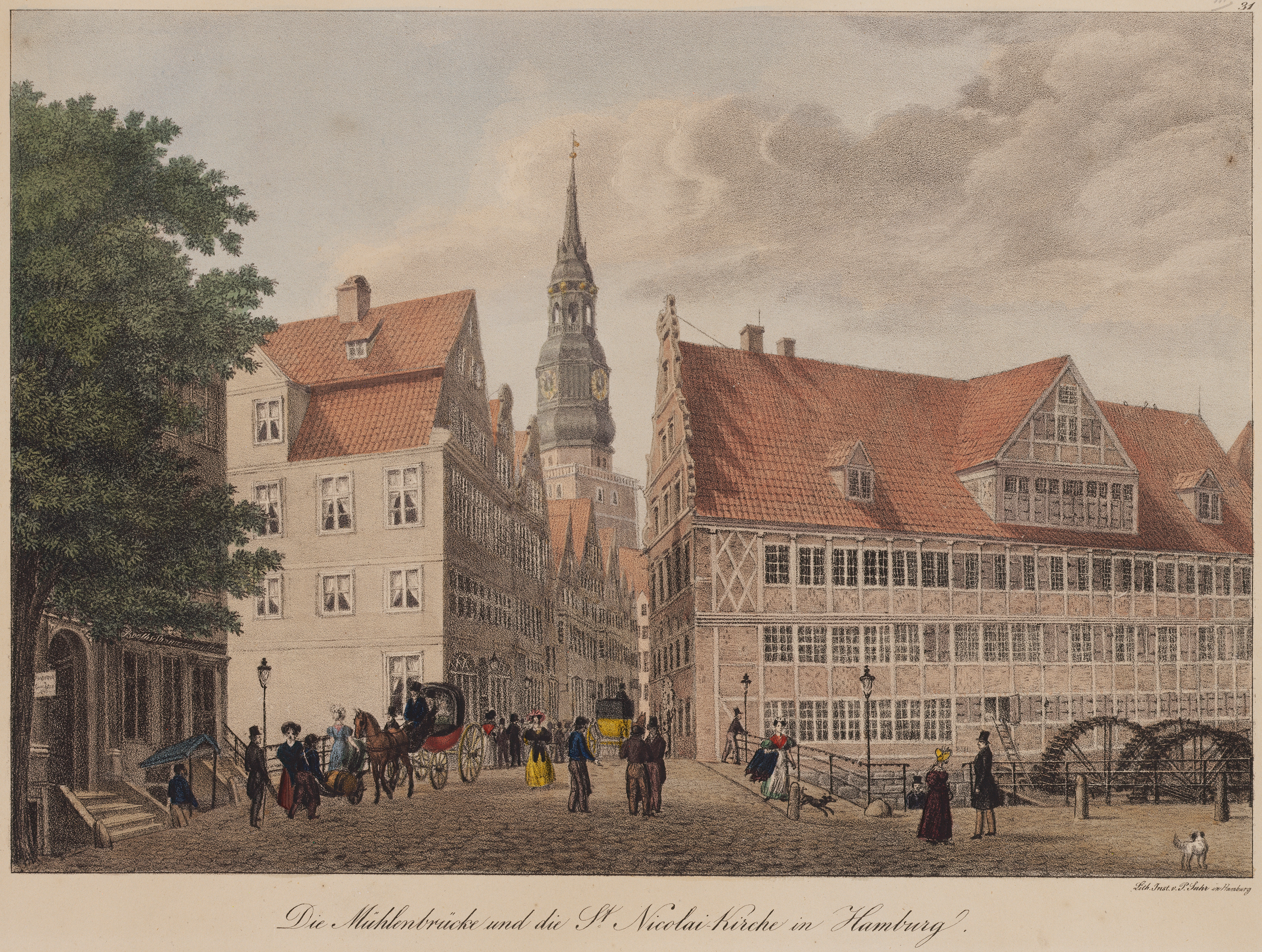
Mühlenbrücke, Wasserräder der Niedermühle, St. Nicolai-Kirche, 1832

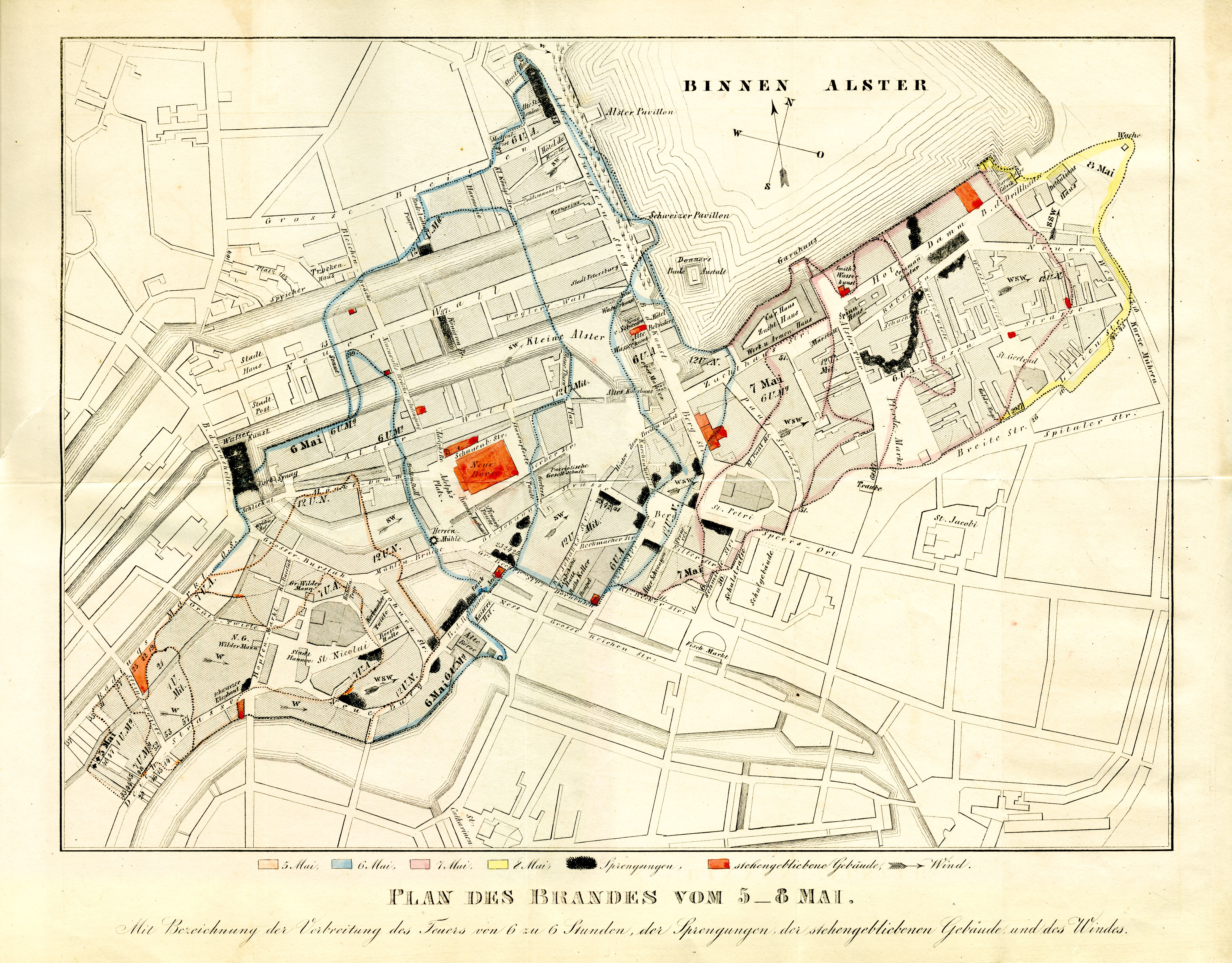
1842: Alte und Neue Wasserkünste und Obere Mühlen am Oberdamm, Wasserkunst und die Herren Mühle am Niederdamm

Mit Beginn des 19. Jahrhunderts konnten die städtischen Wassermühlen den Mehlbedarf der Hamburger nicht mehr decken. Die fortschreitende Entwaldung und Kultivierung der Ländereien an der Oberalster und ihrer Zuflüsse bewirkte einen abnehmenden Zustrom der Alster und damit einen zunehmenden Wassermangel zum Betrieb der Mühlen. Auch eine allmähliche Zunahme der Fluthöhe der Elbe schränkte den Betrieb der Mühlen erheblich ein. Bei hohem Elbwasserstand kam der Betrieb der Niedermühlen gänzlich zum Erliegen, so dass im Durchschnitt nur noch vier Stunden am Tag gemahlen werden konnte. Diese einschränkenden Bedingungen führten vermehrt zum Bau von Windmühlen auf den Hamburger Wallanlagen, zu dampfgetrieben Mühlen und Elbe-Flutmühlen, die vom aufgestauten Elbwasser angetrieben wurden.
Im Besitz der Stadt Hamburg waren vier Wassermühlen am Oberdamm mit 13 Rädergängen, fünf Mühlen am Niederdamm 14 mit Rädergängen und zwei Elbe-Flutmühlen am Kleinen Fleet und Holländischen Brook. Weiterhin waren vier Kornwindmühlen im Besitz der Stadt. Einige Roßmühlen waren im Privatbesitz. Zwei Dampfmühlen befanden sich am Kehrwiederwall und am Seemannshaus. Die Graskellermühle wurde 1839 wegen zu geringen Ertrages abgebaut.
Die Stadtwassermühlen am Ober- und Niederdamm erzeugten im 19. Jahrhundert jährlich 3.500 Last (= 115.500 hl) Mehl, davon 2.000 Last von den Obermühlen und 1.500 Last von den Niedermühlen. Die Hamburger Windmühlen mahlten jährlich 1.000 bis 1.200 Last Mehl und die Hamburger Dampfmühlen 2.500 Last Mehl (siehe auch Abschnitt Mahlmengen Hamburger Mühlen).
In Folge des großen Hamburger Brandes von 1842 wurden alle Mühlen und Alsterkünste am Nieder- und Oberdamm zerstört. Die Niedermühlen wurden wegen der geringeren Rentabilität nicht wieder aufgebaut. Eine neue Stadtwassermühle wurde am Bleichenfleet an der Poststraßenbrücke gebaut und 1854 in Betrieb genommen. Um hierfür einen Alster-Zufluss zu erhalten, wurde der Jungfernstieg durch einen 158 Meter langen Mühlenkanal untertunnelt. Ein zweiter, parallel verlaufender Tunnel diente der Regulierung des Wasserstandes der Alster und zur Freispülung des Bleichenfleets gegen Verschlammung und Verschmutzung. Im Zuge dieser Umbaumaßnahmen wurde auch die lang ersehnte Elbe-Alster-Verbindung mit dem Bau der Rathausschleuse an der Schleusenbrücke realisiert. Damit verschob sich auch der Alsterstau vom Jungfernstieg zur Schleusenbrücke, womit der Wasserstand der Kleinen Alster auf das Niveau der Binnen- und Außenalster angehoben wurde und damit auch das Stadtbild verschönerte.

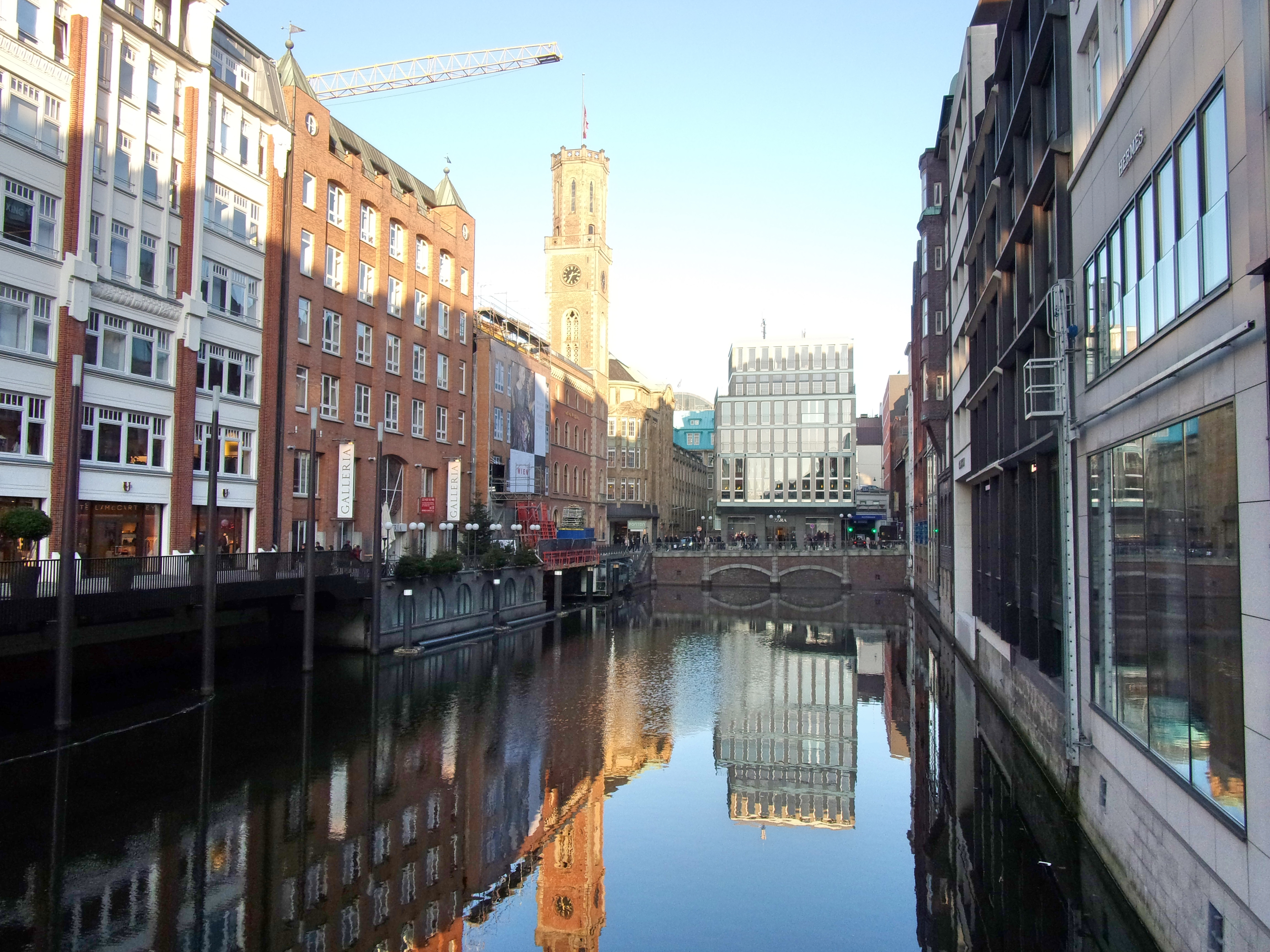
Das Bleichenfleet endet an der Postbrücke an der Poststraße, Standort der ehemaligen Elektrischen Centralstation

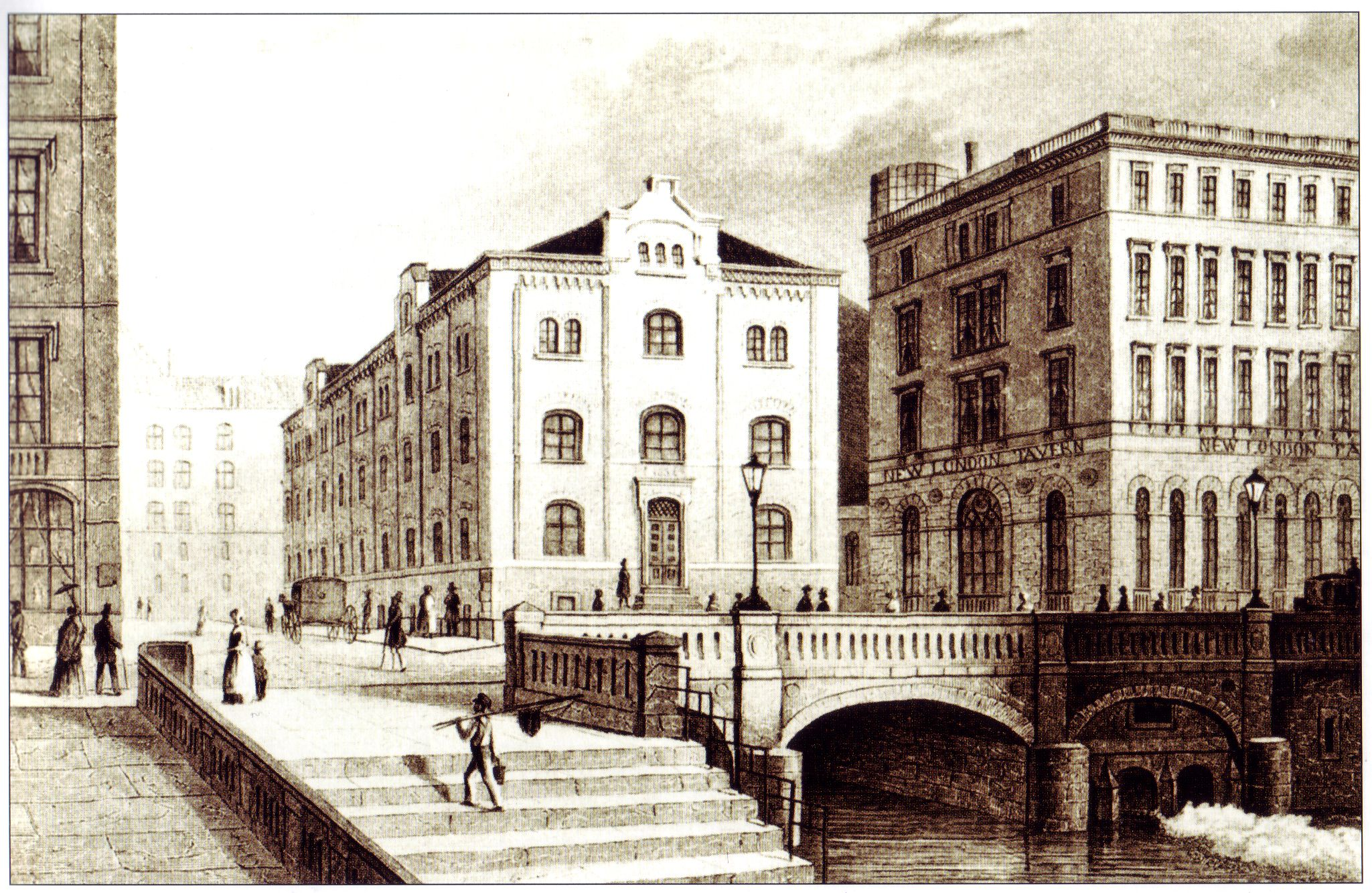
Stadtwassermühle, später „Elektrische Centralstation“

Der Betrieb der Stadtwassermühle am Bleichenfleet wurde bereits 1887 wieder eingestellt, da der Wasserbedarf für den Schleusenbetrieb als notwendiger erachtet wurde. Das Mühlengebäude wurde zu einem Wasserkraftwerk umgebaut, der ersten „Elektrischen Centralstation“ Hamburgs, die ab 1888 211 Hamburger Anwohner mit elektrischem Strom versorgte. Der Mühlenkanal diente in den 1950er Jahren als Notauslass der Alsterschleusen bei Hochwasser. Die Verbreiterung der Alsterschleuse machte den Tunnel überflüssig, so dass er 1974 teilweise und im Frühjahr 1976 schließlich ganz verfüllt wurde. Die andersfarbigen Klinker in den vermauerten Brückenbögen der Postbrücke sind daher heute die letzten Hinweise auf den Mühlenkanal.

### Alsterwasserkünste
Zur Verbesserung der Wasserversorgung der stetig wachsenden Stadtbevölkerung wurden um 1531 am Oberdamm (Reesendamm) und 1535 am Niederdamm (am Graskeller) zwei Alsterwasserkünste gebaut. Mit den von der Wasserkraft der Alster angetriebenen Pumpen wurde das Wasser in hoch liegende Sammelbehälter (die Kumme) gepumpt, um von dort aus über die Schwerkraft das Wasser etwa 500 Hamburger Haushalten zufließen zu lassen. Die Wasserzuleitung zu den Haushalten erfolgte über Rohrleitungen, die aus ausgehöhlten Baumstämmen bestanden und mittels Bleimuffen zusammengefügt waren. Da der Wasserdruck aus den 18 bis 22 Meter über N.N. hohen Sammelbehältern gering war, konnten die höher gelegenen Stadtteile nicht mit dem Alsterwasser versorgt werden. Sie wurden nach wie vor von Wasserträgern (so dem Hamburger Hummel) versorgt. Die Kosten für den Wasseranschluss waren hoch, zu den jährlichen Kosten, musste ein Eintrittsgeld von mehreren hundert Mark bezahlt werden.
1620 wurde eine dritte Wasserkunst am Oberdamm gebaut. Bis vor dem großen Hamburger Brand im Jahr 1842 arbeiteten insgesamt acht „Stadtwassermühlen“, deren Pumpen von hölzernen Schaufelrädern von 6,5 m Durchmesser angetrieben wurden. Fünf der Mühlen wurden durch den Brand zerstört.

## Wassermühlen an der Alster und ihren Nebenflüssen
An der Alster mit ihren Nebenflüssen hat es seit dem frühen Mittelalter eine Vielzahl von Wassermühlen gegeben, die die Wasserkraft durch das Aufstauen des Flusswassers zu Mühlenteichen nutzten. Von den vielen noch existierenden Mühlenteichen auf Hamburger Gebiet, die noch Zeugen der vergangenen Mühlen sind, sind heute nur noch einige dieser Mühlen vorhanden.

### Wassermühlen an der Ammersbek
An der Ammersbek, die im nördlichen Hamburger Stadtteil Duvenstedt linksseitig in die Alster mündet, befanden sich im angrenzenden Stadtteil Wohldorf zwei Wassermühlen, die Wohldorfer Kornmühle und wenige Kilometer flussaufwärts die Wohldorfer Kupfermühle jeweils mit eigenem Mühlenteich. Die Bauwerke beider Mühlen existieren heute noch, auch wenn sie nicht mehr als solche betrieben werden.
Die Wohldorfer Mühle, die als Kornmühle betrieben wurde, wird erstmals im Jahr 1471 im Zusammenhang mit den Ausgaben für einen Mühlstein erwähnt. 1480 ließ der Müller eine Brücke über die Ammersbek bauen, 1489–1494 wurde die Mühle ausgebessert. Bis in die Mitte des 19. Jahrhunderts herrschte Mühlenzwang, d. h. Bauern aus der weiteren Umgebung durften nur hier ihr Getreide mahlen lassen. Das hatte auch zur Folge, dass um 1874 auch ein Gasthof zur Mühle gehörte, in dem die Bauern auf das Mahlen ihres Getreides warten konnten. 1863 wurde für den Müller ein Wohnhaus errichtet, das heute noch am Mühlenredder 35 als Gasthaus existiert.
Flussaufwärts der Ammersbek wurde 1622 die Wohldorfer Kupfermühle errichtet, in der zu Beginn Messingdrähte, ab 1686 Kupferplatten für Schiffsböden aus erhitzten Kupferbarren gehämmert wurden. Da beide Mühlenteiche durch die Ammersbek gespeist wurden, war der Müller der Kupfermühle verpflichtet darauf zu achten, dass bei der Wasserentnahme für seine Mühle der Betrieb der flussabwärts liegenden Kornmühle noch genügend Wasserzulauf hatte. 1733 wurde die baufällige Mühle durch einen Neubau ersetzt.1841 wurde die Mühle um ein Fabrikgebäude für eine Baumwollweberei erweitert, in dem bis zu 150 Arbeiter beschäftigt wurden. 1899 wurde der Kupferhof stillgelegt und das Mühlengebäude zu einem Wohnhaus umgebaut, das heute noch existiert.
1809 wurde am Mühlenteich zusätzlich zur Kornmühle eine Ölmühle mit einem eigenen Mühlenrad errichtet. Bei geringem Wasserstand im Mühlenteich durfte aus Versorgungsgründen nur die Kornmühle und nicht die Ölmühle betrieben werden. 1860 wurde Ölmühle wieder abgebaut.

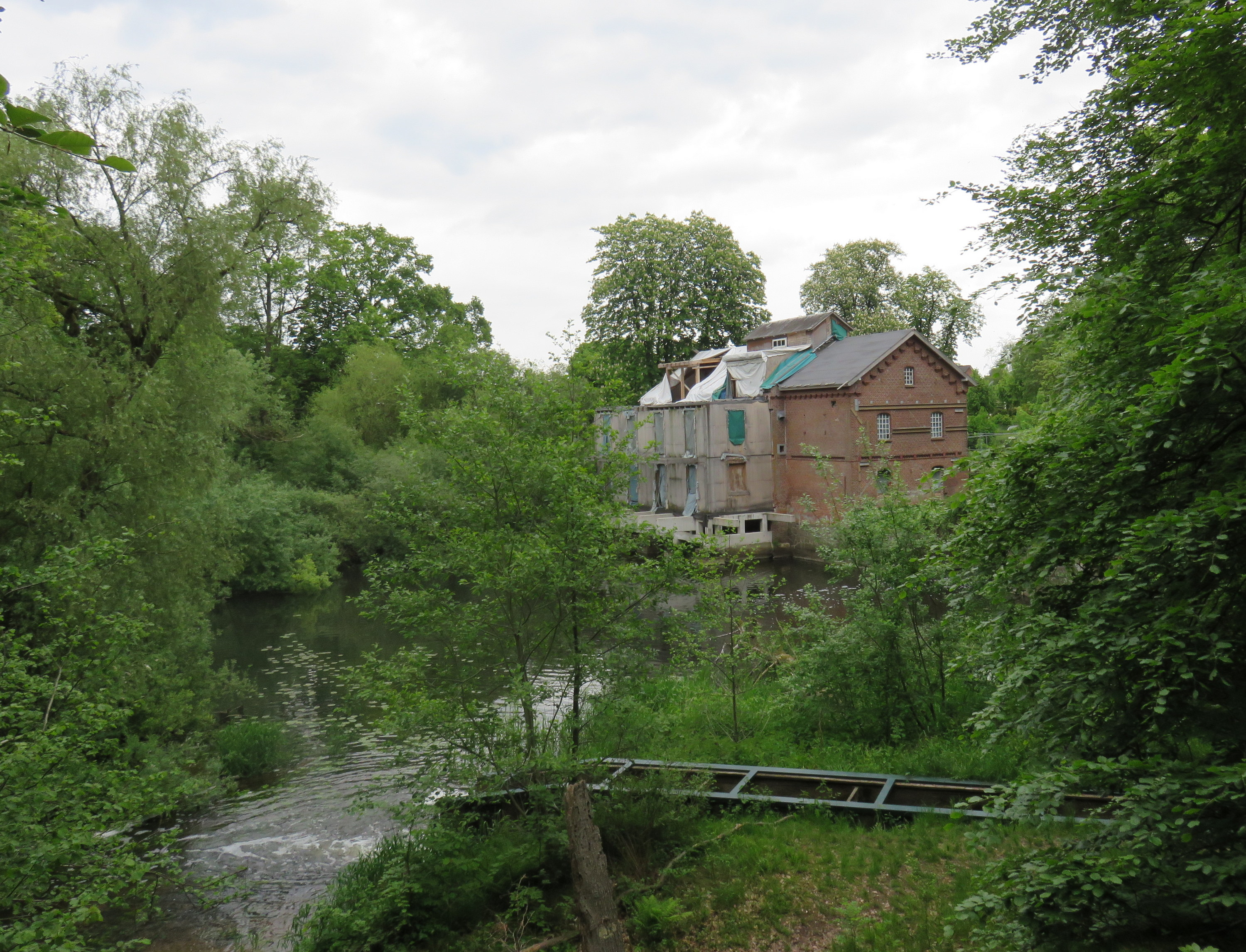
Wohldorfer Mühle, Fischtreppe am Mühlenteich
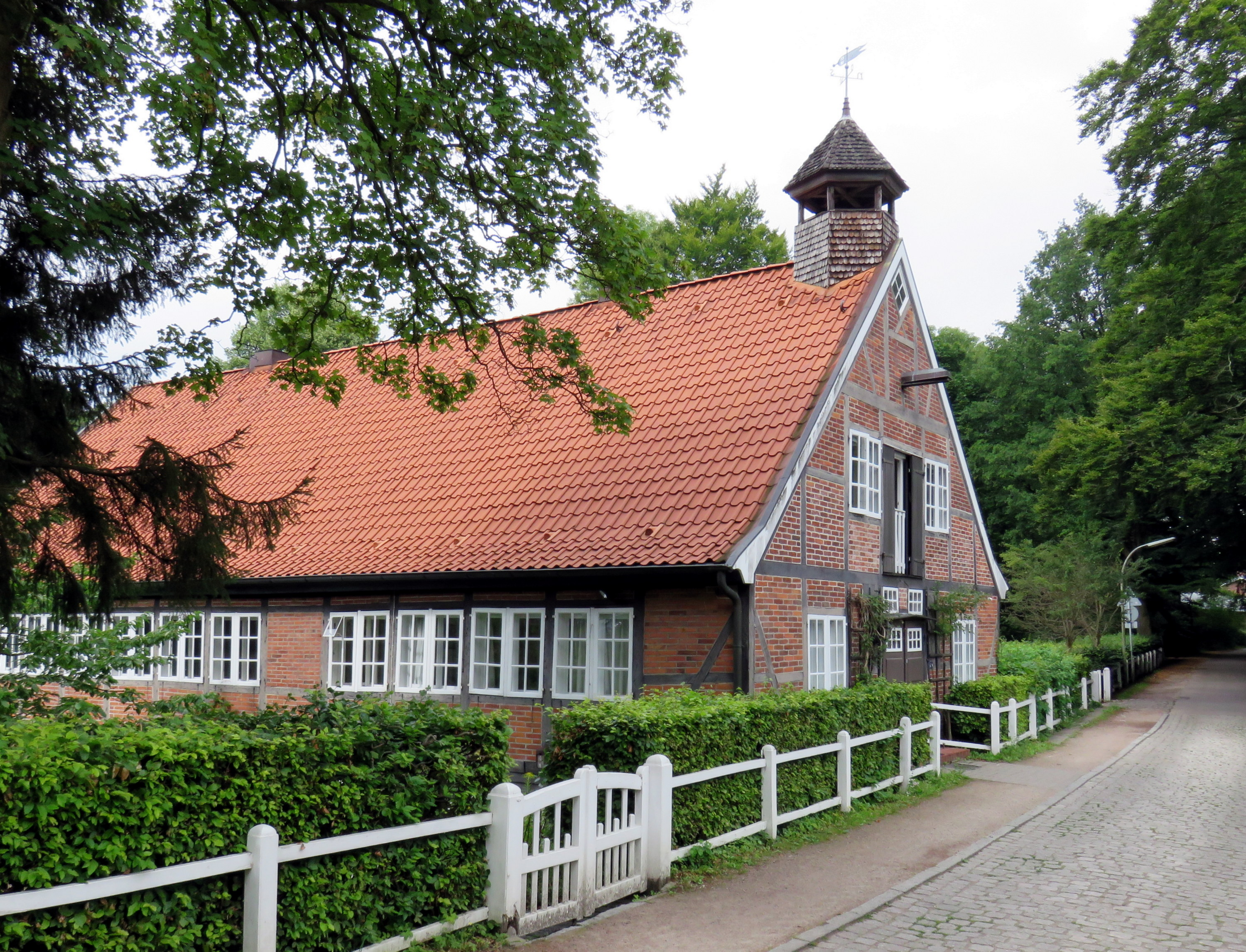
Ehemaliges Mühlengebäude der Kupfermühle
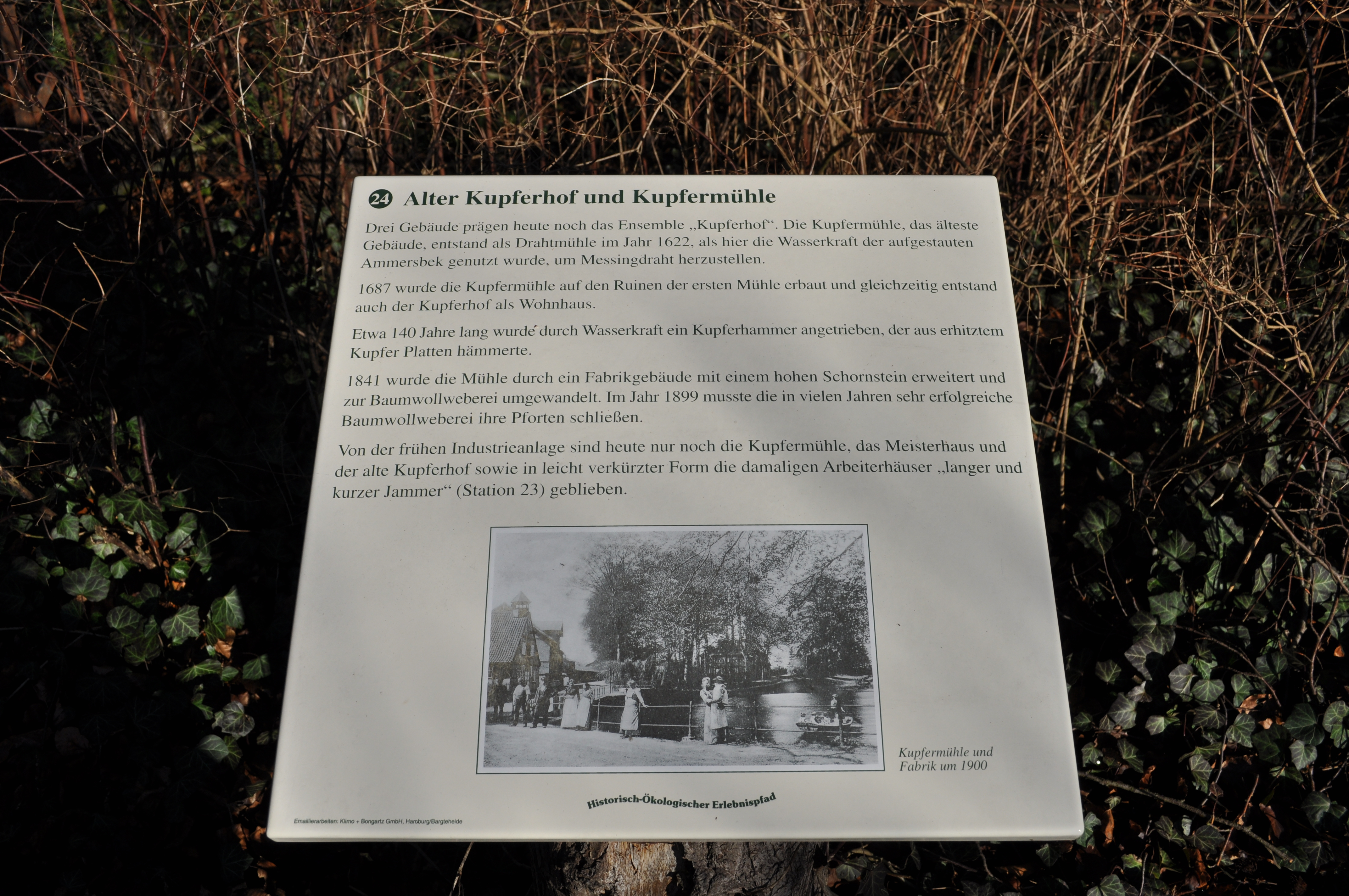
Info-Tafel Alter Kupferhof

### Alte Mühle an der Saselbek

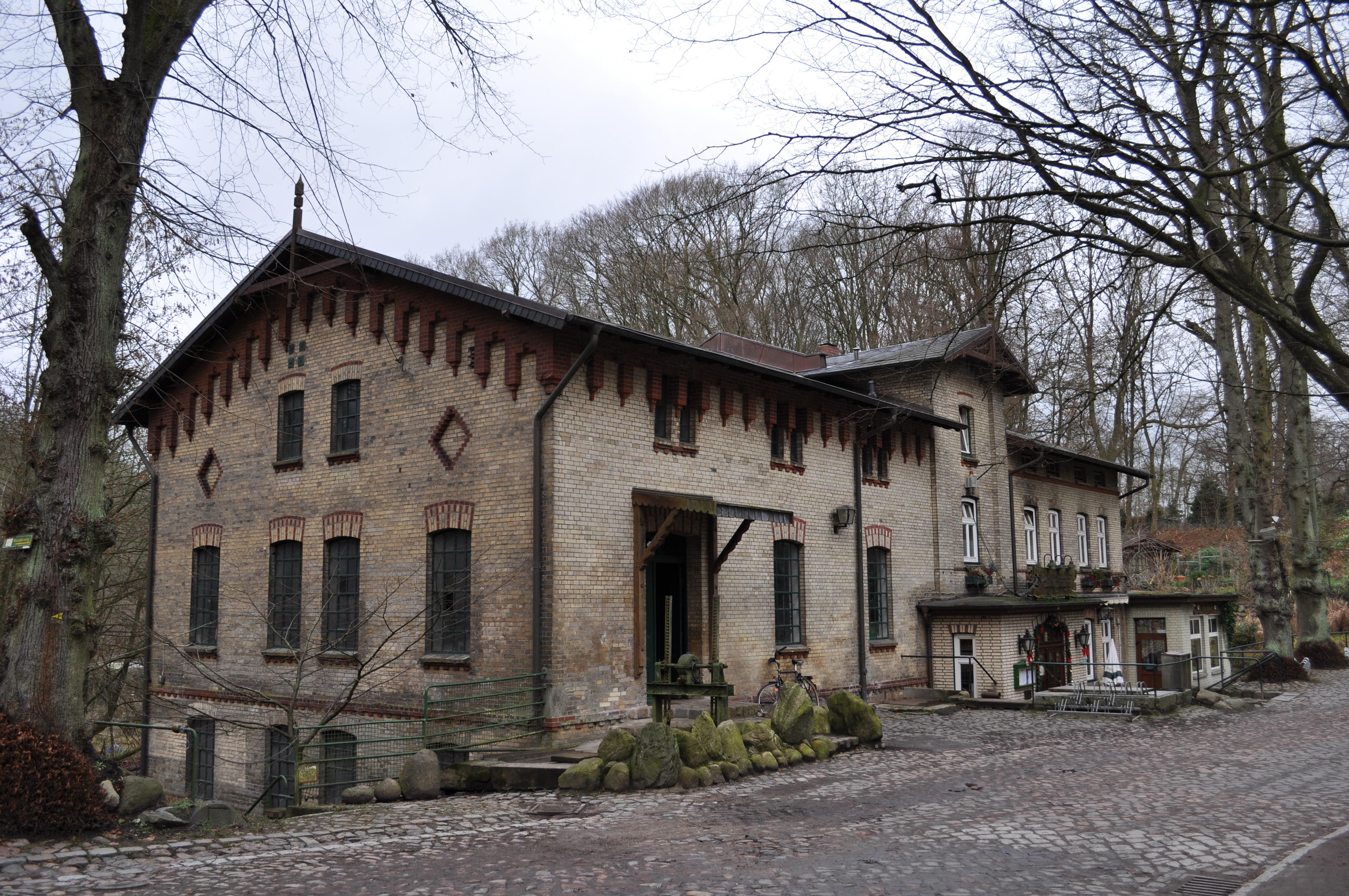
Alte Mühle, der Mühlentrakt befindet sich im linken Teil des Gebäudes.

Die Alte Mühle an der Grenze zwischen Sasel und Bergstedt nutzte die Wasserkraft der aufgestauten Saselbek kurz vor deren Mündung in die Alster. Flussabwärts der Alster befindet sich die Mellingburger Schleuse. Da die Mühle wie auch die Schleuse auf einen ausreichenden Wasserstau angewiesen ist, kam es oftmals zu Streitigkeiten über die Wasserregulierung zwischen dem Müller und dem Schleusenwärter. Zur Schlichtung des Streites wurde vom Hamburger Rat eine Verordnung über die Dauer der Stauzeit und Stauhöhe der Schleuse erlassen.
Anfangs wurde in der Mühle Holz und Rinde zum Gerben, später auch Weichholz zur Herstellung von Schießpulver gemahlen. Im Dreißigjährigen Krieg (1618 bis 1648) war sie eine Pulvermühle, die 1641 explodierte, 1689 wurde sie wieder aufgebaut. 1695 wurde der Mühle das Recht erteilt, das Mehl für die Einwohner der Dörfer Bramfeld, Steilshoop, Alsterdorf, Meiendorf und Oldenfelde zu mahlen, womit diese Dörfer verpflichtet waren, ihr Mehl nur dort malen zu lassen. Der Mahlzwang wurde 1865 wieder aufgehoben. Durch den Bruch des Mühlendammes im Jahr 1735 wurde das Wohn- und Mühlengebäude völlig weggerissen, später wurde es wieder aufgebaut. 1882 wurde das Gebäude durch einen Brand erneut zerstört, es wurde in seinem heutigen Erscheinungsbild wieder aufgebaut und steht heute unter Denkmalschutz (Nr. 1518).

### Kupfermühlen an der Mellingbek
An der Mellingbek, die im Hohenbuchenpark von Poppenbüttel rechtsseitig in die Alster mündet, befanden sich im 17. bis zum Anfang des 20. Jahrhunderts zwei Wassermühlen, von denen heute nur noch die Mühlenteiche und die Staumauern der beiden Mühlen existieren. Die Obere Mühle war eine Kupfermühle, die ihren Antrieb aus dem 900 Meter aufgestauten Kupferteich gewann. Mit einem Hammerwerk ausgerüstet, diente die Mühle zur Herstellung von Kupferplatten für Dächer und Schiffe sowie Platten für Kupferkessel zum Sieden von Zucker für Ostindien. Das Kupfer kam aus Mexiko und Peru. Für den An- und Abtransport der Produkte wurde an der Einmündung der Mellingbek in die Alster ein kleiner Hafen angelegt, von dem aus die Kupferplatten auf eigenen Lastkähnen über die Alster zum Hamburger Hafen transportiert wurden.
Flussabwärts der Mellingbek, kurz vor der Einmündung in die Alster, befand sich im heutigen Hohenbuchenpark die Untere Mühle. Sie wurde um 1686 als Pulver- und Kupfermühle betrieben. 1765 erwarb der Hamburger Zuckerbäcker Hinrich Christian Olde (1727–1789) die zwei Mühlen und die zugehörigen Ländereien. Den Hohenbuchenpark ließ er nach englischem Vorbild anlegen, der in seiner wesentlichen Anlage noch heute erhalten ist. Im Erwerb von Landbesitz und den von ihm vorgenommenen baulichen und landwirtschaftlichen Veränderungen lag Olde mit dem Hamburger Domkapitel, dem Eigentümer des Dorfes Poppenbüttel im heftigen Streit, den er mit Hilfe des dänischen Oberappellationsgerichts in Glückstadt erfolgreich abwenden konnte.
Die Erweiterung der Kupfer- und Walzmühle wurde im Auftrag von Olde vom Ingenieur Johann Theodor Reinke durchgeführt. Ab 1771 betrieb Olde zusätzlich zu den Kupfermühlen eine Silberschmelze, in der Rohlinge für die neue Königliche Münze zu Altona herstellt wurden. Im Zuge geldpolitischen Reformen in Dänemark produzierte er im Herbst 1780 50.000 Münzen (Sechsling und Schilling) pro Woche. In dieser Zeit wurde der Mühlenteich auch Silberteich genannt. Um 1786 prägte Olde auch Münzen für den dänischen König. Mit dem Tod von Olde 1789 wurde sein Unternehmen hoch verschuldet eingestellt.
Um 1850 wurde die Obere Kupfermühle in ein Sägewerk und später in eine Ölmühle umgebaut. Anfang des 20. Jahrhunderts diente Untere Mühle zur Stromerzeugung mittels eines eingebauten Generators. 1922 brannte die Mühle ab, 1929 wurde der Mühlenbetrieb eingestellt.

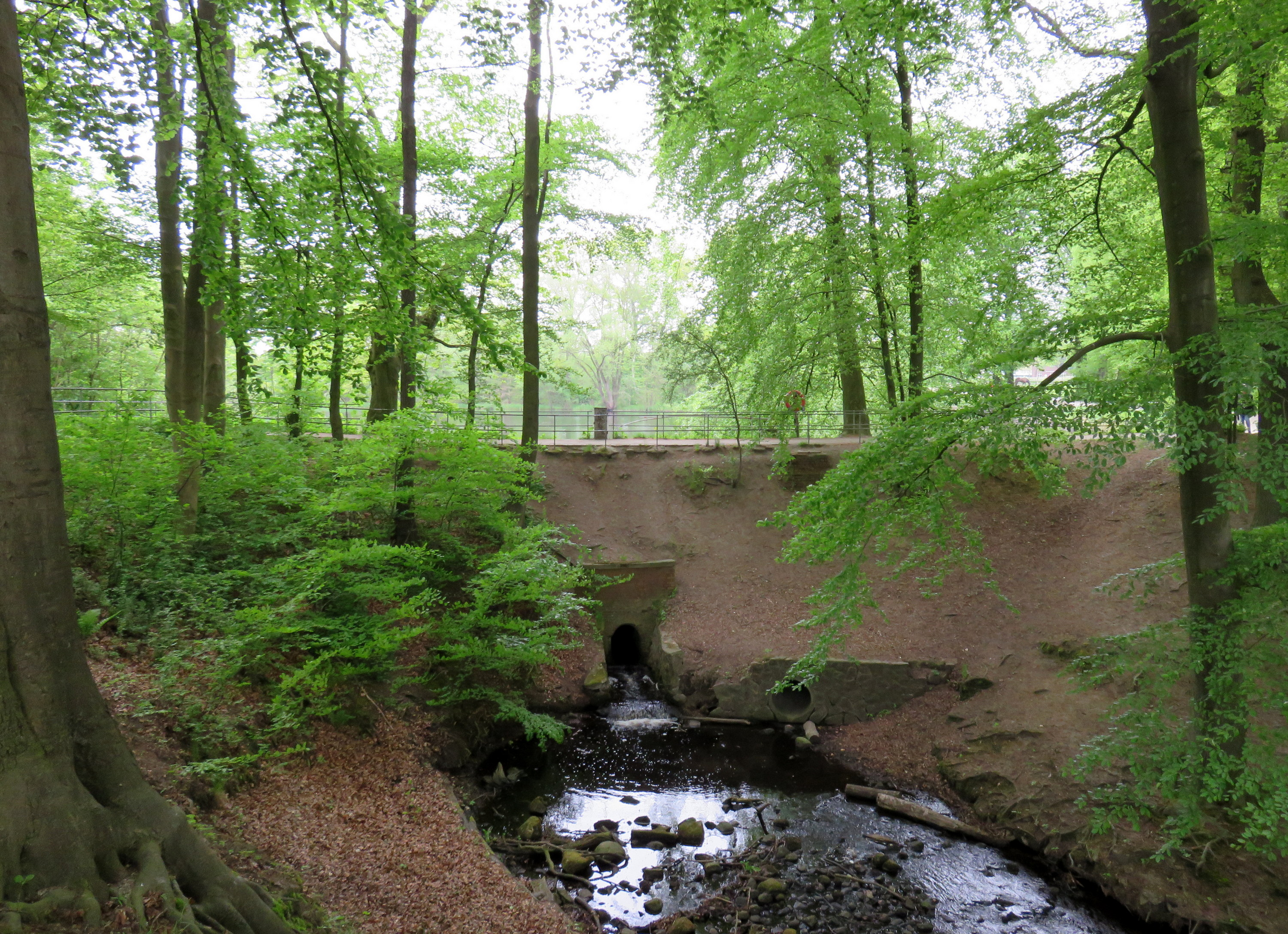
Ehemaliger Mühlenstaudamm am Austritt aus dem Kupferteich
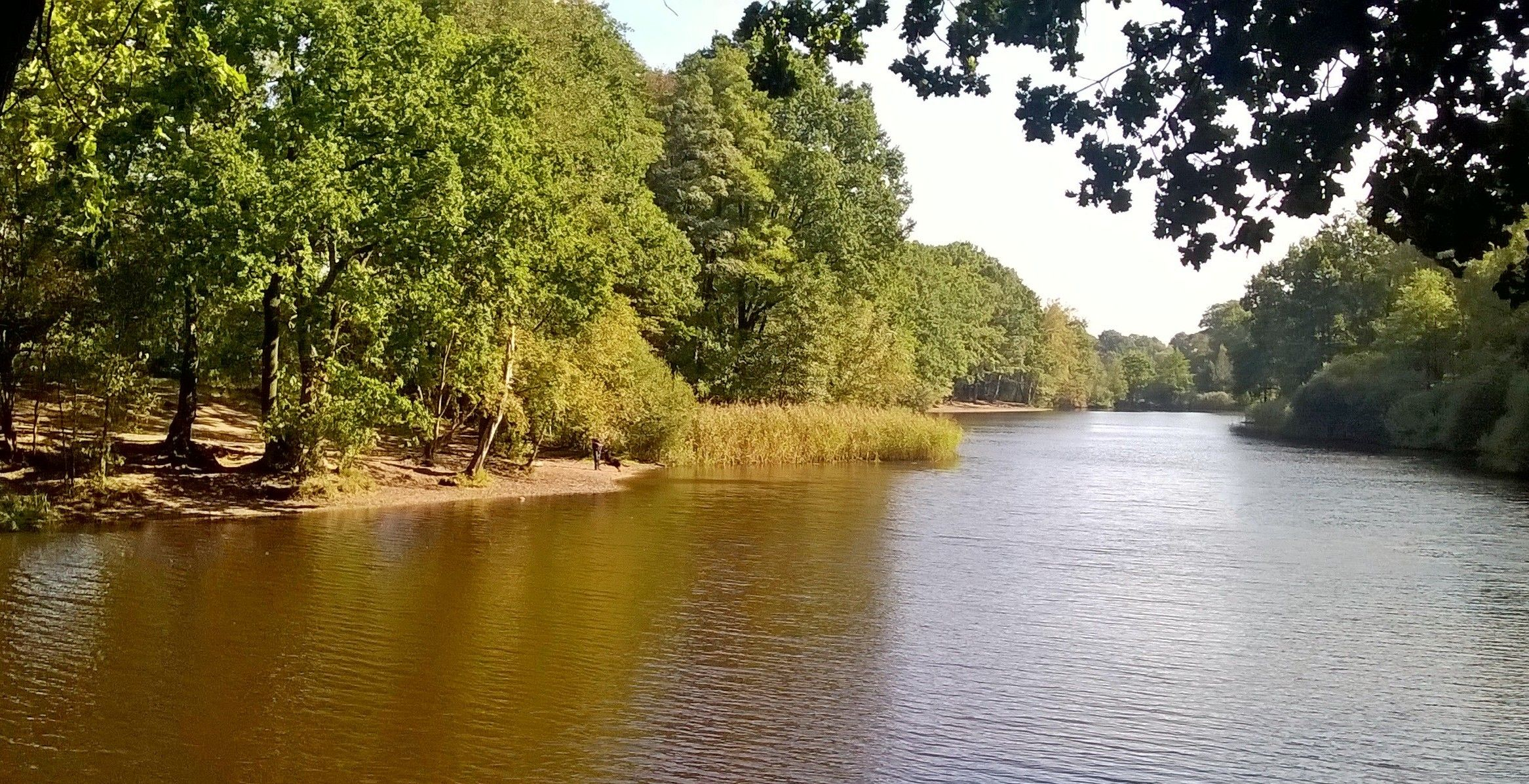
Kupferteich
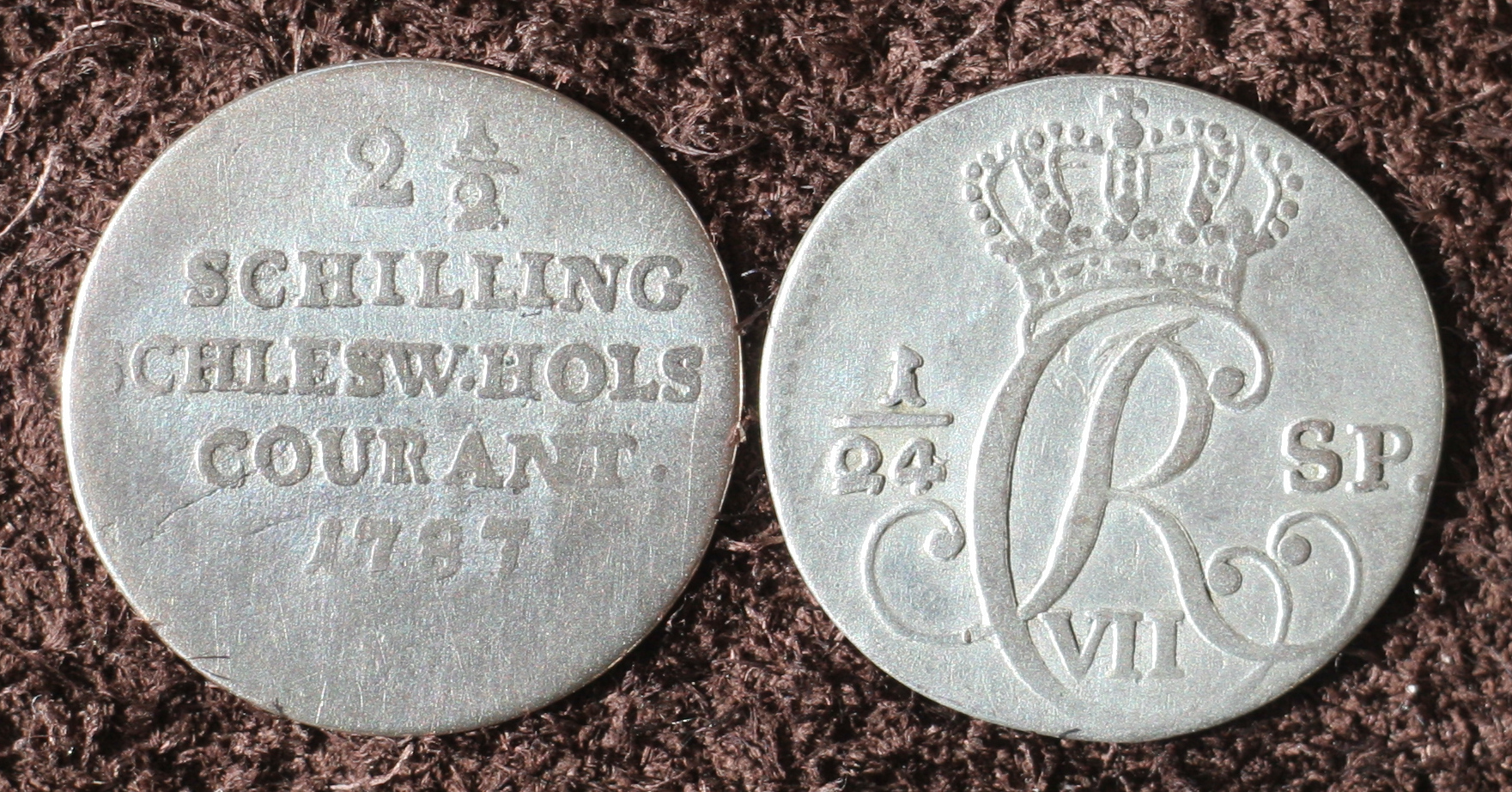
2 ½-Schillinge Schleswig-Holsteinisch Courant (1787)

### Wassermühle in Wellingsbüttel

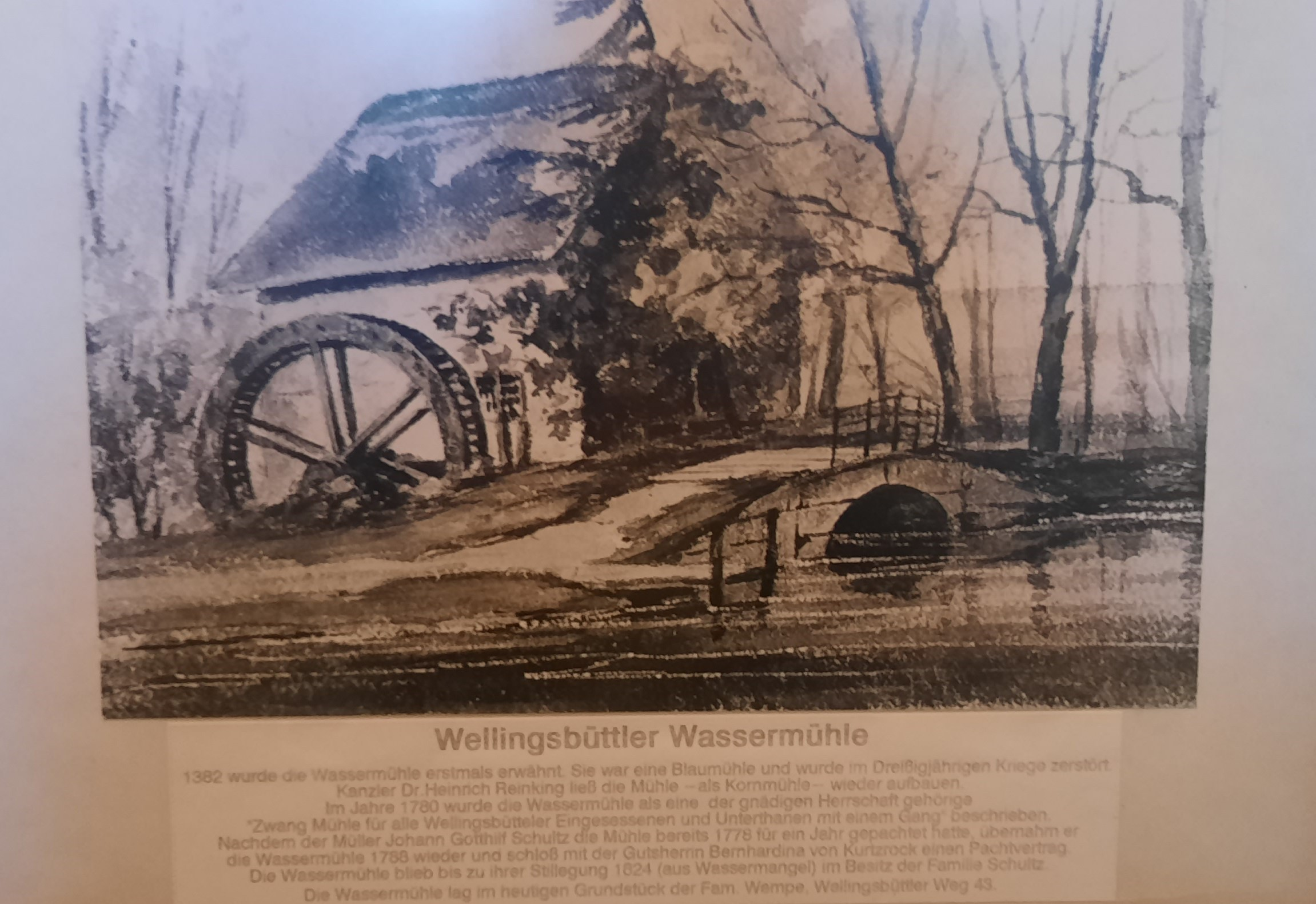
Wellingsbüttler Wassermühle

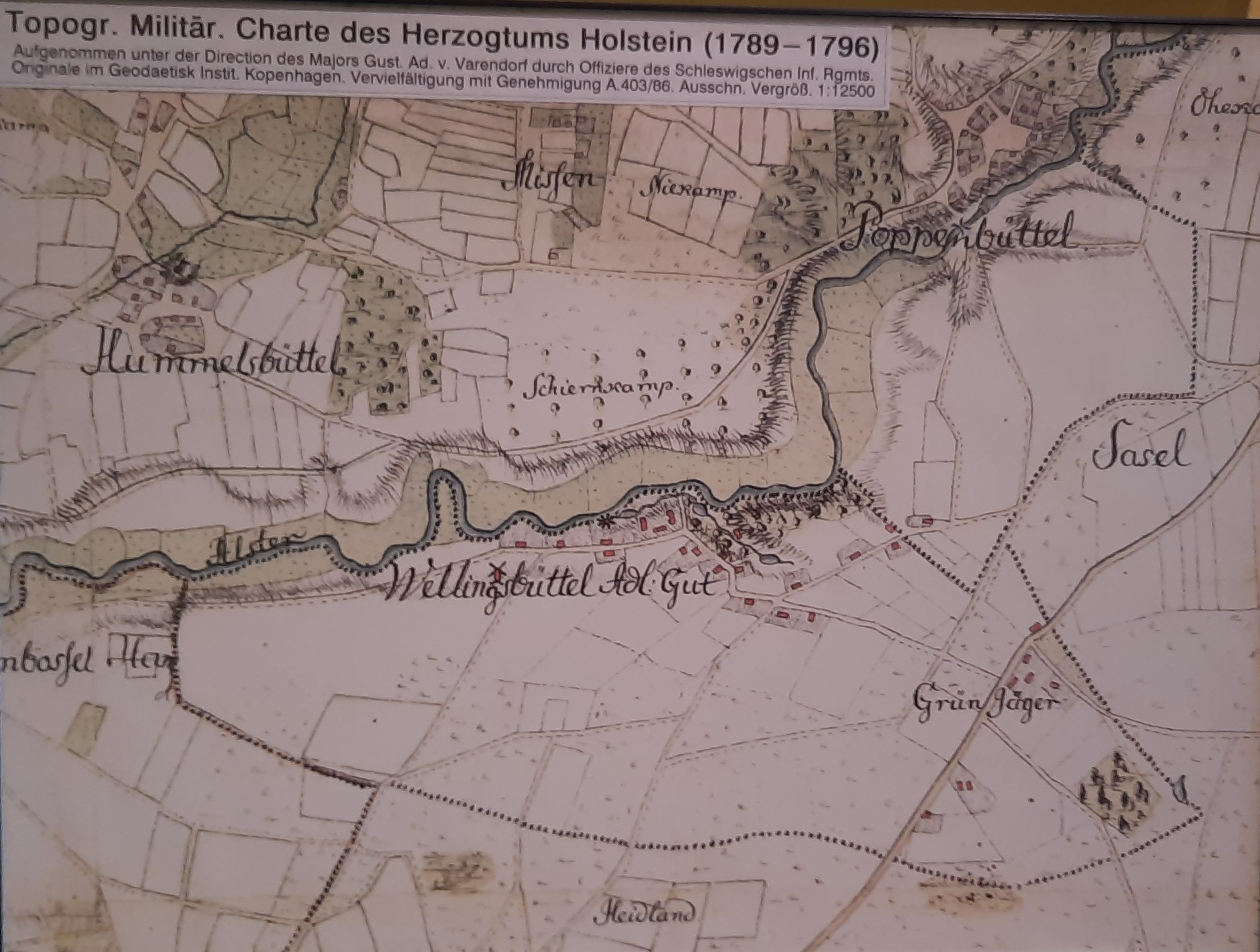
Landkarte von Wellingsbüttel (1789–1796) mit den Standorten der Wasser- und Windmühle

Um 1382 gab es einen ersten Hinweis auf einen Mühlenbetrieb in Wellingsbüttel. Beim Verkauf des Dorfes Wellingsbüttel „mit allem Zubehör“ durch die Knappen Emeke und Marquard Struß an die Hamburger Bürger Marquard und Thomas Oven für 80 Mark wurde eine Wasser-Stauung („wate runde stowinge deß waters“) genannt, die auf den Betrieb einer Wassermühle hindeutet.
Die Wassermühle in Wellingsbüttel soll um 1620 als Blaumühle gebaut worden sein. Sie wurde von dem Wasserlauf des Baches gespeist, der die Teiche am Gasthof Friedenseiche und den Kuhteich - vor der Einmündung in die Alster - durchfluss. Im Dreißigjährigen Krieg wurde sie zerstört und später als Kornmühle wieder aufgebaut.
1780 wurde die eingängige Mühle als Zwang-Mühle für alle Wellingsbüttler. Im Lehnsbrief von 1810 an Friedrich Karl Ludwig mit dem Gut Wellingsbüttel wird die Mühle, die sich dicht am Gutshof befand, erwähnt. Zum Verkauf des Gutes von 1846 an den Hamburger Kaufmann Jauch wurde vermerkt, dass sich die Wassermühle nebst Wohnhaus außerhalb des Hofes befand. Wegen Wassermangels war die Mühle bereits seit 1824 außer Betrieb, 1847 wurde sie abgebrochen. Der Mahlbedarf wurde durch eine bereits Ende des 18. Jahrhunderts in Wellingsbüttel erbaute Windmühle gedeckt, die bis 1918 betrieben wurde.
Die Wassermühle lag am heutigen Wellingsbüttler Weg 43. Der Mühlenbach, der vor der Mühle noch über drei, heute noch existierende Teiche längs der Alster verlief, wurde 1888 aufgehoben, indem nach dem flussaufwärts liegenden Kuhteich ein direkter Zugang zur Alster geschaffen wurde.

### Fuhlsbüttler Kornmühle
Das Dorf Fuhlsbüttel (ursprünglicher Name Fulesbotle) besaß bereits vor 1283 eine Kornmühle, die vom Wasser der Alster angetrieben wurde. 1358 wurde sie an einen Hamburger Bürger verkauft. 1420 wird von einer zweiten Mühle berichtet, die ebenfalls in den Besitz der Hamburger überging. Die Mühlen lagen an der Fuhlsbüttler Alsterfurt, die für die Hamburger für den Bau einer Schleuse von besonderem Interesse war. Es sollte ein Schiffsweg über die Alster und Trave zwischen Hamburg und Lübeck geschaffen werden. Um 1478 wurde die Fuhlsbüttler Schleuse gebaut.
Um 1560 wurde auf dem linken Alsterufer, gegenüber der alten Kornmühle eine weitere Mühle gebaut, die zunächst als Pulvermühle betrieben wurde. 1572 riss ein Dammbruch die Mühle weg. Die wieder aufgebaute Mühle wurde wenige Jahre später durch hohes Wasser der Alster wieder zerstört. 1581 brannte die Pulvermühle nieder. Der als gefährlich eingestufte Pulvermühlenbetrieb wurde daraufhin eingestellt. Um 1600 wurde an ihrer Stelle eine Draht- und Hammermühle errichtet, die später auf Säge- und Farbholzbetrieb (Blaumühle) und daran anschließend auf Papierwalken umgestellt wurde. 1873 brannte die Mühle nieder und wurde durch einen Neubau ersetzt.
Heute existiert nur noch der Mühlenteich an der ehemaligen Alsterfurt, wo die Ratsmühlendammbrücke mit dem Ratsmühlendamm die Alster überspannt. Auch das Restaurant zur Ratsmühle weist noch auf die damaligen Mühlen hin.

### Eppendorfer Mühle
Die Eppendorfer Mühle nutzte zum Antrieb ihres Mühlenrades die Stauung der Tarpenbek, bevor diese in die Alster mündet. Heute besteht hiervon nur noch der Eppendorfer Mühlenteich. Die Mühle existierte bereits 1245, als der Reesendamm zum Betrieb der Hamburger Stadtmühle errichtet wurde. Mit dem Aufstau der Alster auf 7,45 m (im Winter) und 6,95 (im Sommer) dehnte sich auch der Alstersee entsprechend aus und reduzierte gleichsam das Wassergefälle der Eppendorfer Mühle. Für den Verlust der Wirksamkeit der Mühle erhielt das Domkapitel als Eigentümer der Mühle Schadensersatz aus dem Erlös der neuen Mühle am Reesendamm. 1263 wurde die Leistung der Mühle mit zwei Rädern wieder hergestellt, der Mühlenteich wurde um 1,538 Meter gegenüber Sommerpeil der Alster aufgestaut. 1341 wurde die Mühle von Graf Adolph von Holstein für 150 Mark an das Kloster Herwerdeshude verkauft. Die Eppendorfer Mühle wird auch in den Jahren 1578 und 1682 namentlich erwähnt.

### Eidelstedter Mühle
Die Eidelstedter Mühle, eine Wassermühle an der aufgestauten Mühlenau, wird erstmals um 1350 in den Verzeichnungen der Einkünfte und Besitzungen des Hamburger Domkapitels erwähnt. Sie gehörte den Grafen von Holstein und Stormarn aus dem Haus Schauenburg. 1640 erwarben die Könige von Dänemark die Mühle und verpachten die Mühlenrechte. Im Jahr 1707 wurde eine Windmühle zum Mahlen von Roggen hinzugebaut, um in den wasserarmen Zeiten die Mühlarbeit zu verrichten (siehe Abschnitt Hamburgs Windmühlen / Eidelstedt). Wegen Wassermangel in der Mühlenau erhielt die Mühle im Jahr 1863 eine Dampfmaschine und 1866 den vierten Mahlgang. Im Jahr 1900 wurde der Wasserantrieb der Mühle stillgelegt, durch Einbau eines großen Dieselmotors wurde das Mahlwerk 1914 wieder in Betrieb genommen.
Als Nebenfluss der Kollau und diese, ein Nebenfluss der Tarpenbek, welche in die Alster mündet, ist die Mühlenau Teil des Alsterflusssystems. Die Eidelstedter Mühlen wie auch der Mühlenteich existieren nicht mehr, nur die heutigen Straßennamen, Mühlenort und Mühlenteich weisen noch auf den Standort der Mühlen hin (siehe Kartevergleich 19. Jahrhundert und heute).

### Diebsteicher Mühle
Am Diebsteich, nahe dem Dorf Eimsbüttel wurde 1705 eine Wassermühle errichtet. Westlich von dieser, an dem kleineren oder oberen Diebsteich wurde 1710 eine zweite Mühle gebaut, die aber nicht lange betrieben wurde. 1721 kam es zum Streit um den Besitz der Diebsteicher Mühle, der sich aus der Grenzfestlegung der Stadt Altona durch den dänischen König Friderico III. ergab. Aus dem - heute nicht mehr existierenden - Diebsteich entsprang die Isebek, ein ebenfalls nicht mehr vorhandener Zufluss der Alster, der heute nur noch aus dem Isebekkanal ohne Zufluss besteht.

### Wassermühlen an der Wandse
Seit dem 13. Jahrhundert wurde die Wasserkraft der Wandse zum Antrieb mehrerer Wassermühlen genutzt. Der Fluss wurde daher auch Mühlenstrom oder Mühlenbek genannt, an dem zeitweise bis zu acht Wassermühlen betrieben wurden, davon sechs auf Wandsbeker Gebiet. Seit etwa 1820 führt der Fluss den heutigen Namen die Wandse. Vom Oberlauf der Wandse bis zur Mündung in die Alster befanden sich acht Mühlen. An der Berner Au, ein Nebenfluss der Wandse, gab es weiterhin eine Kupfermühle an dem noch heute existierenden Kupfermühlenteich. Sie diente seit dem 16. Jahrhundert zur Herstellung von Kupfer- und Messingblechen und Drähten. Mit den unterschiedlichen gewerblichen Zwecken lieferten die Mühlen die Grundlage für den Aufstieg Wandsbeks zu einem Gewerbeort.

#### Oldenfelder Mühle
Die Oldenfelder und Rahlstedter Mühlen wurden bereits im Hamburger Urkundenbuch 1309 erwähnt. Die Einkünfte der beiden gräflichen Mühlen betrugen im Jahr 1309 6 Mark. 1333 bestätigte der Sohn von Graf Gerhard II, dass die Wassermühlen dem Hamburger Domkapitel Abgaben zu leisten haben, die allein der Versorgung einer Priesterstelle dienen sollte.
Der Standort der Oldenfelder Wassermühle ist nicht gesichert. Eine Karte von 1782 weist den Standort an der Wandse an Grenze von Oldenfelde zu Alt-Rahlstedt (Birrenkovenallee) aus. Sie bestand aus einer kleinen Mühlenkate mit einem seitlich angebrachten Wasserrad. Im Inneren befand sich die Mahleinrichtung für das Getreide. Die Oldenfelder Wassermühle hatte knapp 300 Jahre bestanden.

#### Rahlstedter Mühle
Die Alt-Rahlstedter Mühle befand sich gegenüber dem Liliencronpark, wo heute das ehemalige Hintzesche Mühlengebäude steht. 1573 sind in der Trittauer Amtsrechnung Mühleneinnahmen von 40 Mark (lübisch) festgehalten, 1622 betrugen die Einnahmen 60 Reichstaler. Für den Mahlzwang und das Staurecht für die Mühle musste der Hamburger Müller Andreas Anderson 1701 an den Landesherren eine Gebühr von 25 Reichstalern zahlen. Die Mühle wurde als Grütz- und Graupenmühle betrieben.
1710 ging die Mühle in Konkurs und wurde Andreas Wolters für 7.700 Mark übernommen, der die Mühle mit zwei Gängen und zwei Rädern in eine Korn- und Brasilienmühle umbaute. Die aus Brasilien importierten Hölzer wurden zur Gewinnung von Farbstoffen vermahlen.

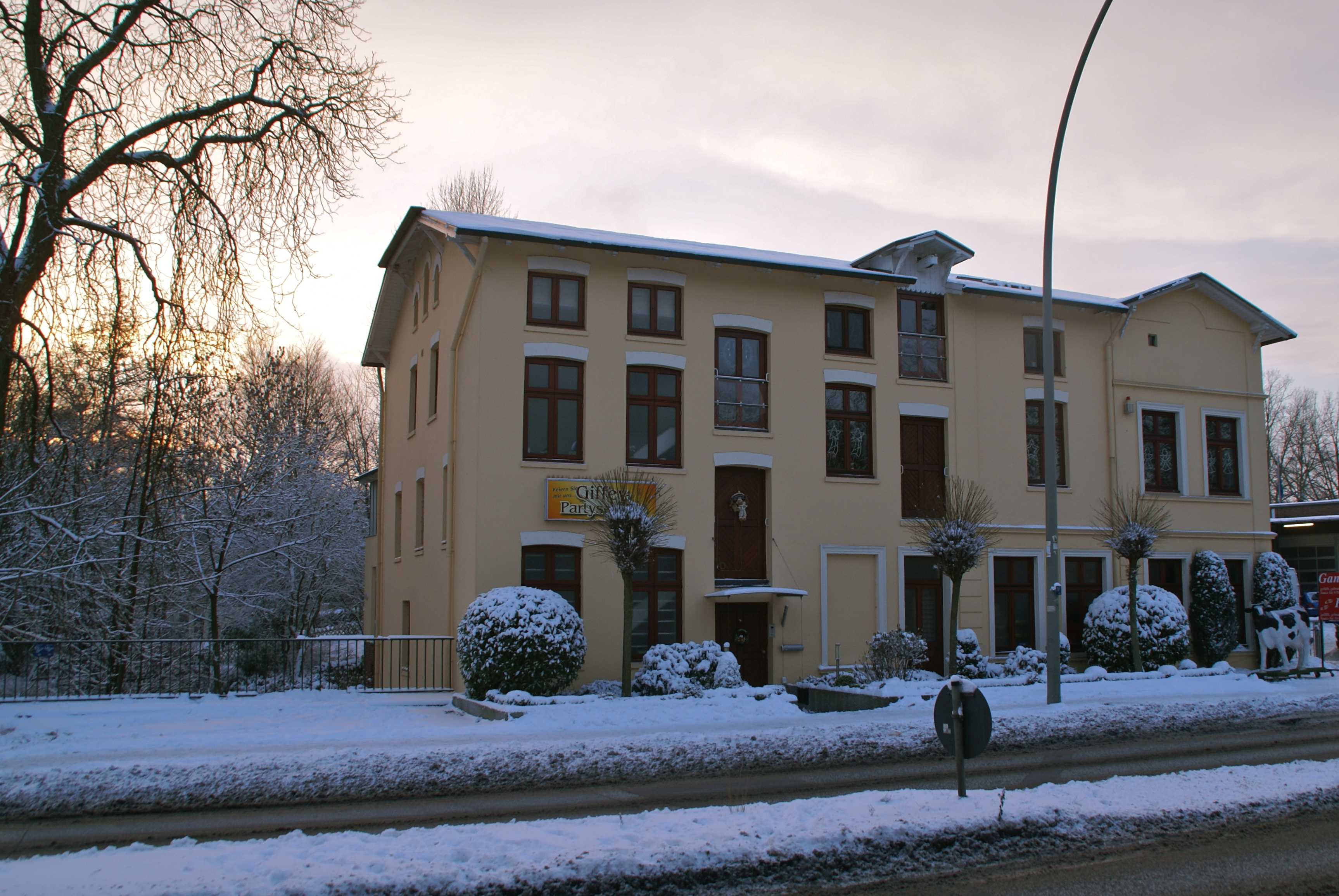
Ehemalige Rahlstedter Mühle

Ab 1728 war die Mühle im Besitz des Försters Clasen. Von 1749 bis 1769 ging die Mühle in den Besitz von Heinrich Hinsch über, der eine Lizenz erwarb, um Lohe zu mahlen (aus Rinde junger Eichen und Birken wurde der Extrakt zum Gerben von Leder gewonnen). 1775 wurde der Sohn Hans Hinrich Hinsch Pächter der Mühle. 1782 wird der Müller Friedrich Maas genannt. 1797 wurde Hans Hinrich Hinsch, Sohn des gleichnamigen Vaters wieder Müller der Mühle. 1811 erhielt er einen 10-Jahres-Vertrag zum Mühlenzwang, wofür er Strom-Geld von 42 Reichstalern entrichten musste. 1817 ging die Mühle in Konkurs. Danach wechselten die Mühlenbesitzer mehrmals, 1821 war es der Müller Claus Behrens und 1827 Hein Hinrich Otto Ansborn.
Die Rahlstedter Mühle erhielt 1889 zusätzlich eine Dampfmaschine, 1907 wurde auf Turbinenbetrieb umgestellt. Das Mühlenrad wurde in den 1920er Jahren abgebaut, der Mühlenteich 1932 trockengelegt und zum Liliencronpark mit Zierteich umgestaltet. Das Gebäude der Mühle existiert heute noch und befindet sich an der Rahlstedter Bahnhofstraße 58 und wird kommerziell genutzt.

#### Loher Mühle und Pulverhofmühle
Die Loher Mühle und die Pulverhofmühle gehörten wie die Oldenfelder und die Alt-Rahlstedter Mühle seit 1646 auch zum Gut Wandsbek. Die Loher Mühle (am Wandseredder) wurde 1602 von Ditmar Koel, die Pulverhofmühle (am Pulverhofteich) um 1581 errichtet.

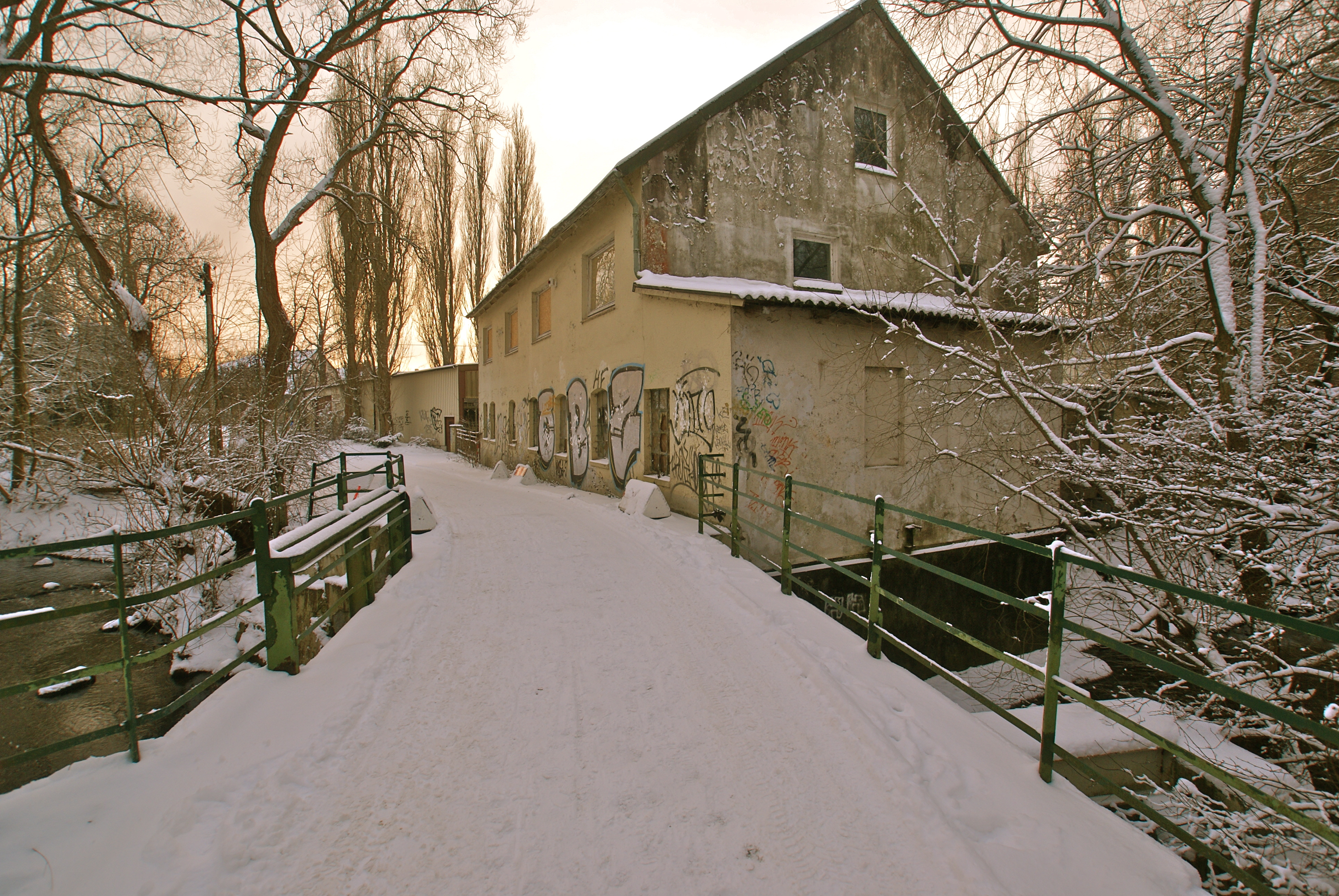
Loher Mühle (nahe Wandseredder in Rahlstedt)
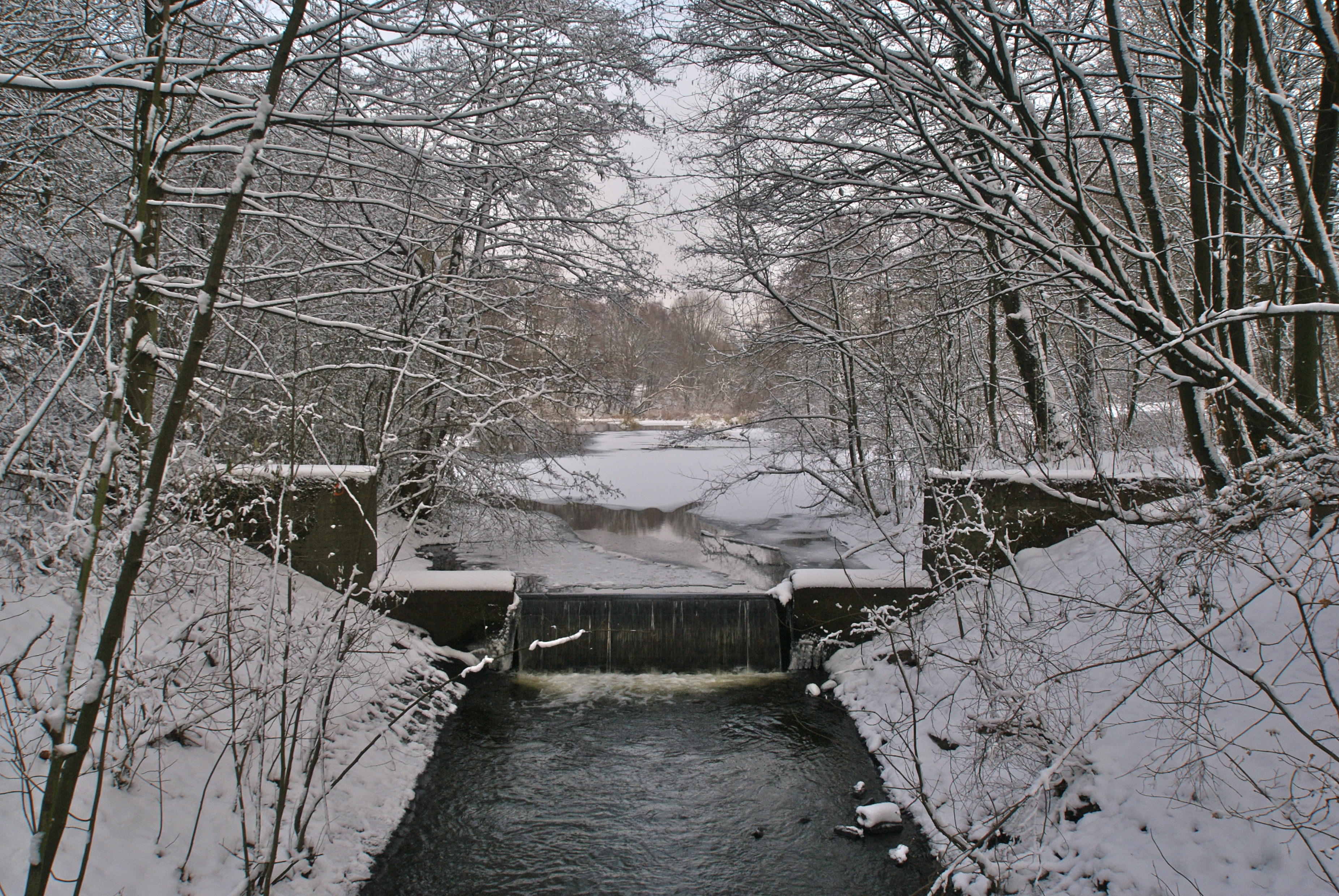
Mühlenteich der ehemaligen Wassermühle Pulverhof

#### Ölmühle
Die Ölmühle in dem ehemaligen Bauerndorf Hinschenfelde am Nordufer der Wandse (am heutigen Ölmühlenweg 33) wurde 1747 erstmals erwähnt. Sie diente der Ölgewinnung aus Sämereien und wurde bis in die 1960er Jahre gewerblich genutzt. 1971 wurde sie zu einem Studentenwohnheim umgebaut.

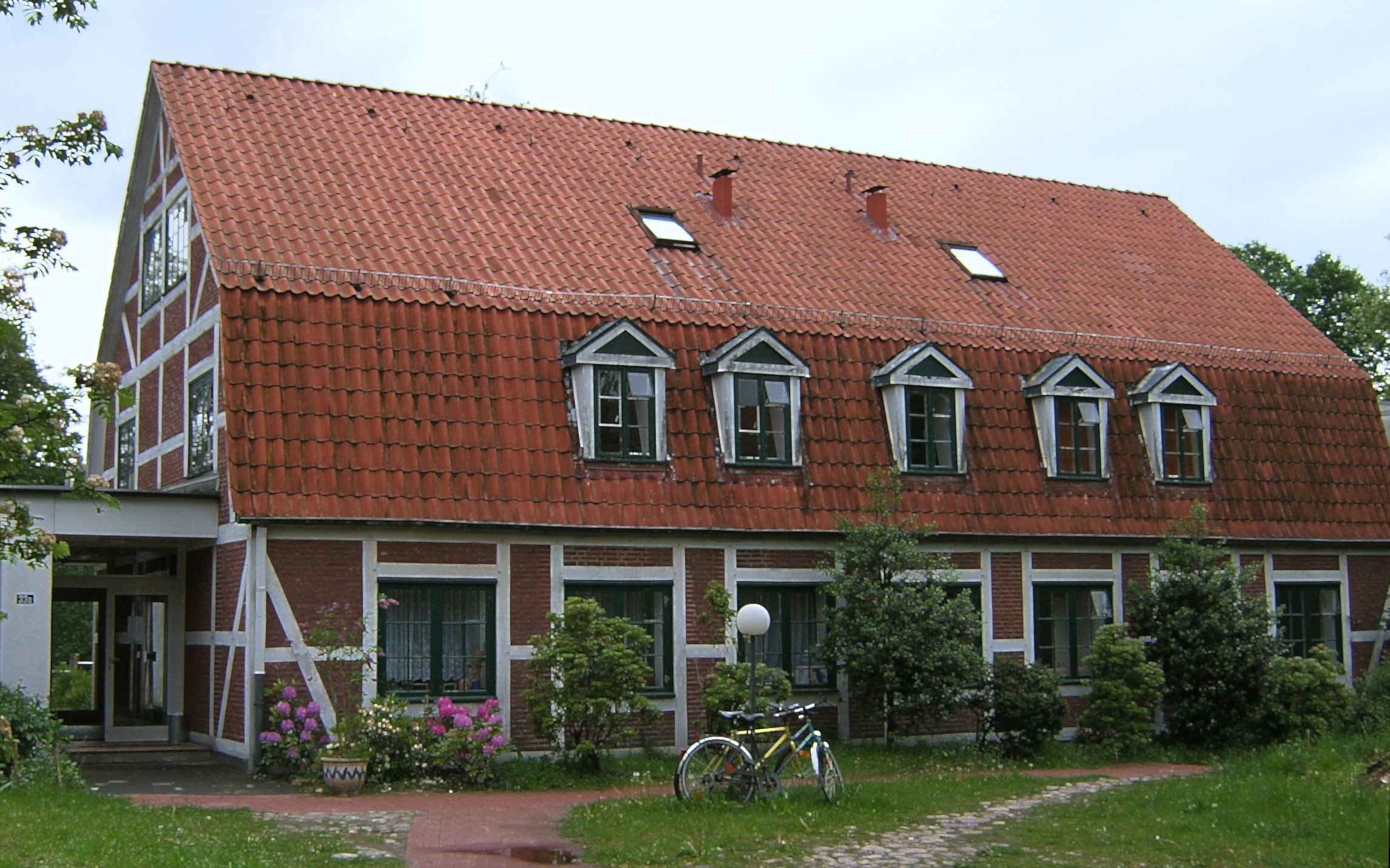
Ehemalige Ölmühle
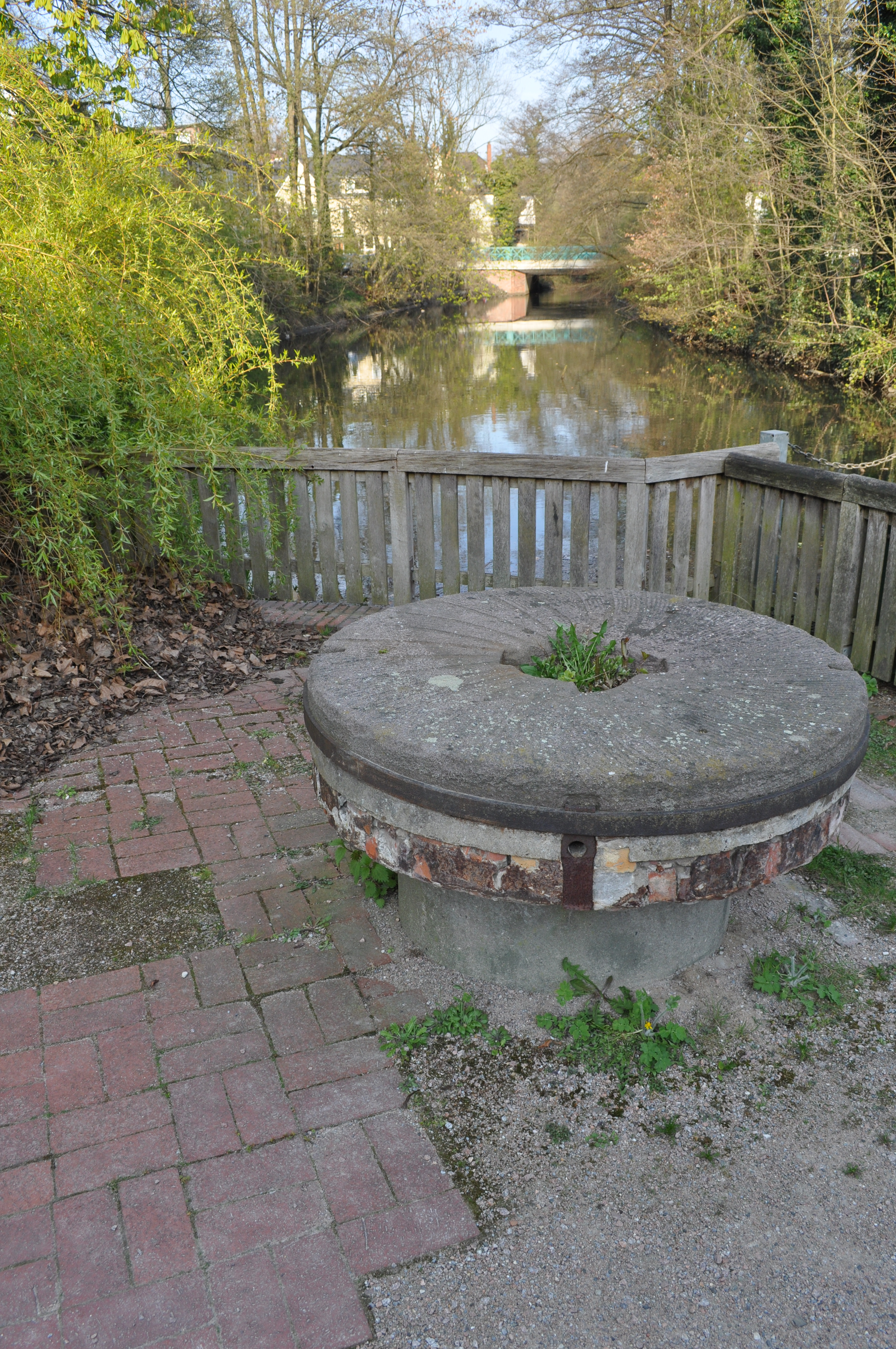
Mühlstein an der ehemaligen Ölmühle
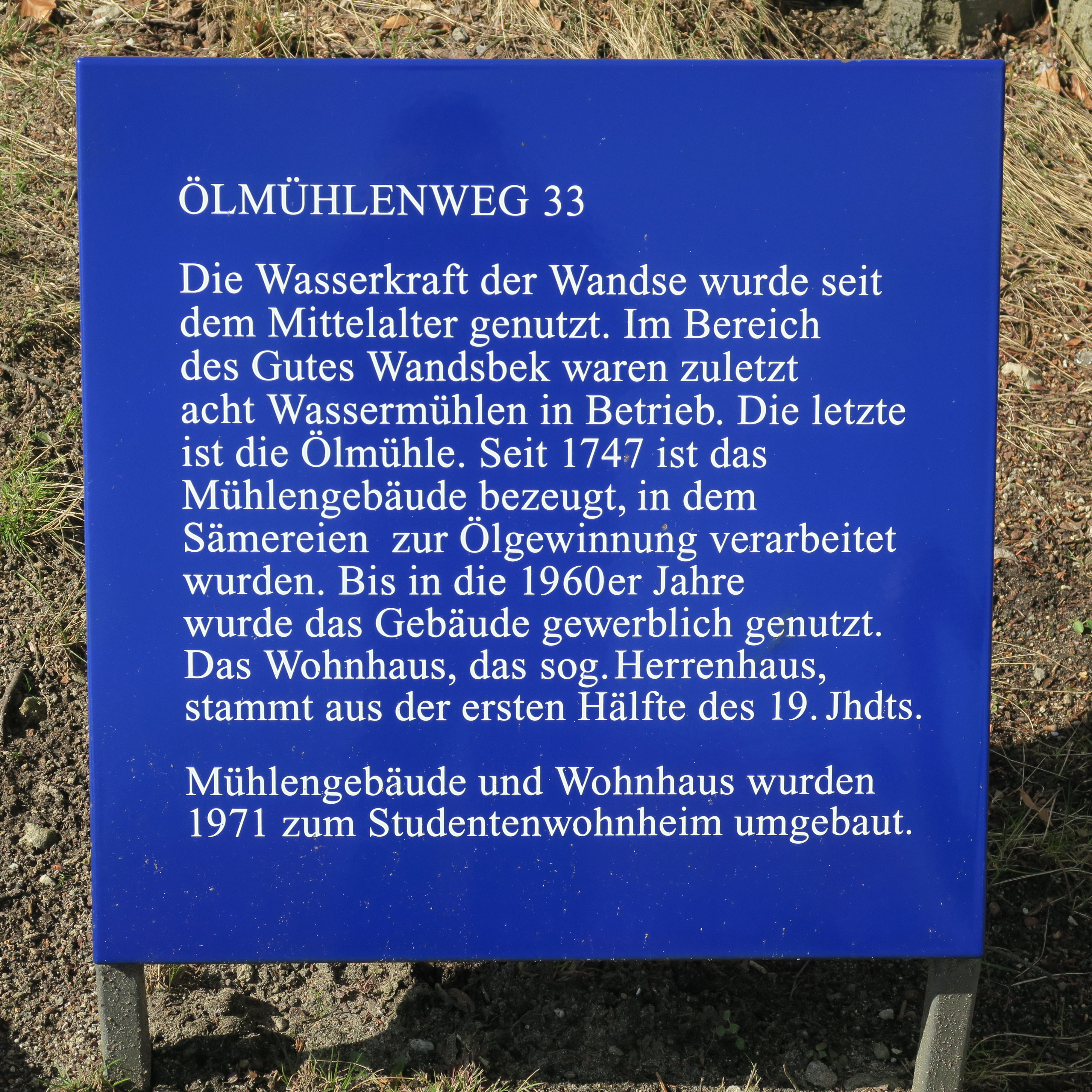
Info-Tafel am Ölmühlenweg 33

#### Eichtalmühle

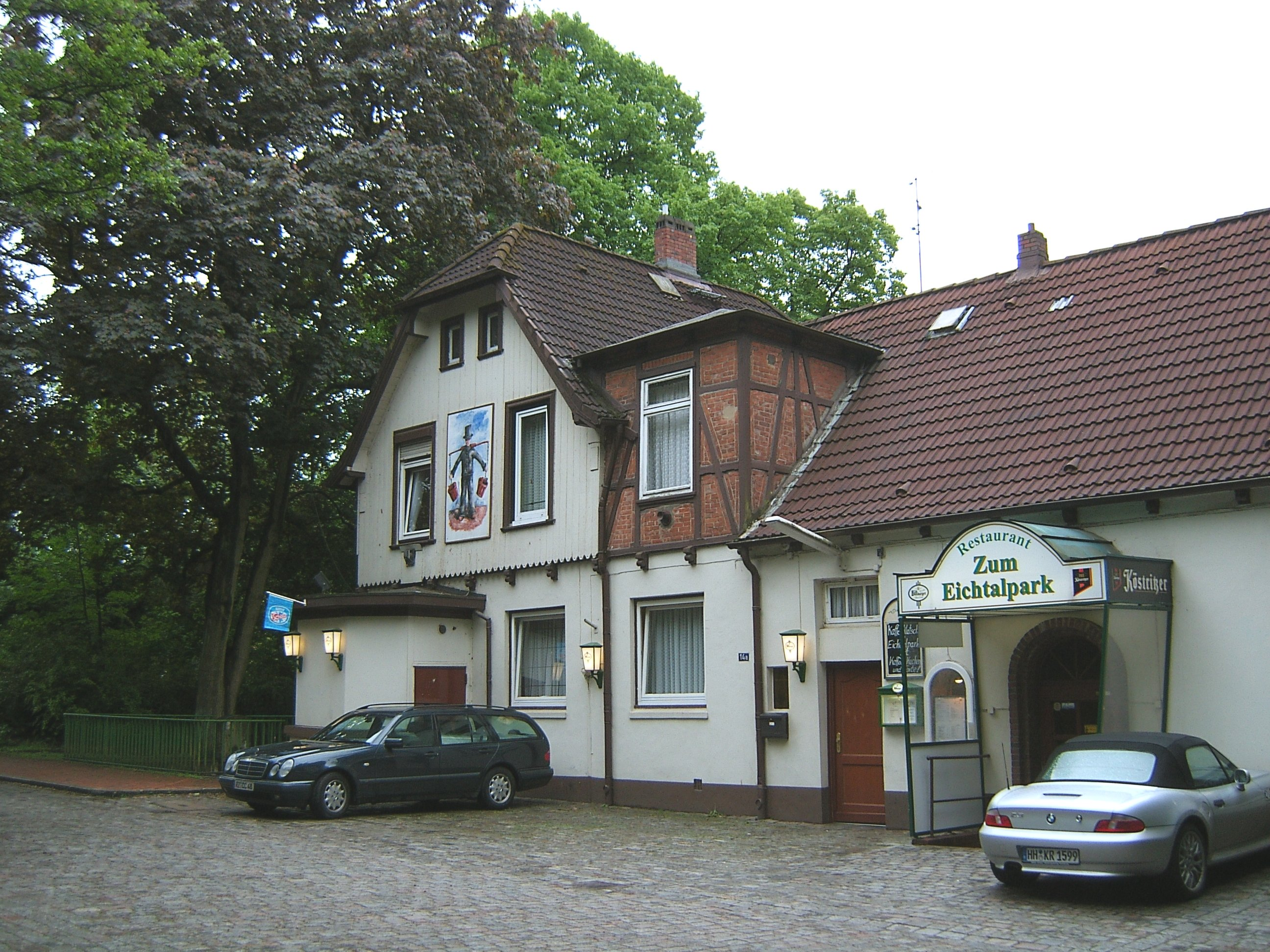
Ehemalige Eichtalmühle

Die Eichtalmühle, erstmals 1335 erwähnt, diente über vier Jahrhunderte abwechselnd als Korn-, Pulver- und Lohmühle. 1780 oder 1790 erwarb die Familie Luetkens die Wassermühle an der Ahrensburger Straße und betrieb sie als Lohmühle, die den begehrten Gerbstoff aus Eichenrinde herstellte. Der Gerbermeister Lucas Luetkens legte dazu eigens eine Eichenplantage an. Sein Enkel Caspar Lütkens wandelte die Plantage 1870 in einen Park um, dem heutigen Eichtalpark. 1885 brannte die Mühle ab. 1888 erfolgte der Zusammenschluss der Fabriken der Firmen C. O. Luetkens und G. Westendorff (zwischen Bramfelder und Manteuffelstraße), die in eine Aktiengesellschaft übergeführt wurden. Die alten Fabriken wurden von der AG abgebrochen und durch Neubauten ersetzt. Hergestellt wurden grubengegerbtes Sohlleder und fassgegerbtes Vacheleder.
Das heute noch existierende Gebäude wurde 1928 in ein Restaurant umgewandelt, das Wasserrad der Mühle wurde erst 1930 entfernt.

#### Holzmühle
Die Holzmühle oder Helbingmühle am Holzmühlenteich (früher Walkmühle) übernahm 1836 Johann Peter Hinrich Helbing und baute eine Kornbrennerei auf.

#### Rantzau-Mühle
Die Rantzau-Mühle am Mühlenteich wurde 1568 von Graf Heinrich Rantzau, Besitzer von Gut und Dorf Wandsbek, gebaut (heute quert die Mühlenstraße die Wandse am Auslauf des Mühlenteichs, am Eilbeker Weg/Ecke Brauhausstraße). Eine nachfolgende Dampfkornmühle wurde 1906 durch einen Brand zerstört.

#### Kuhmühle

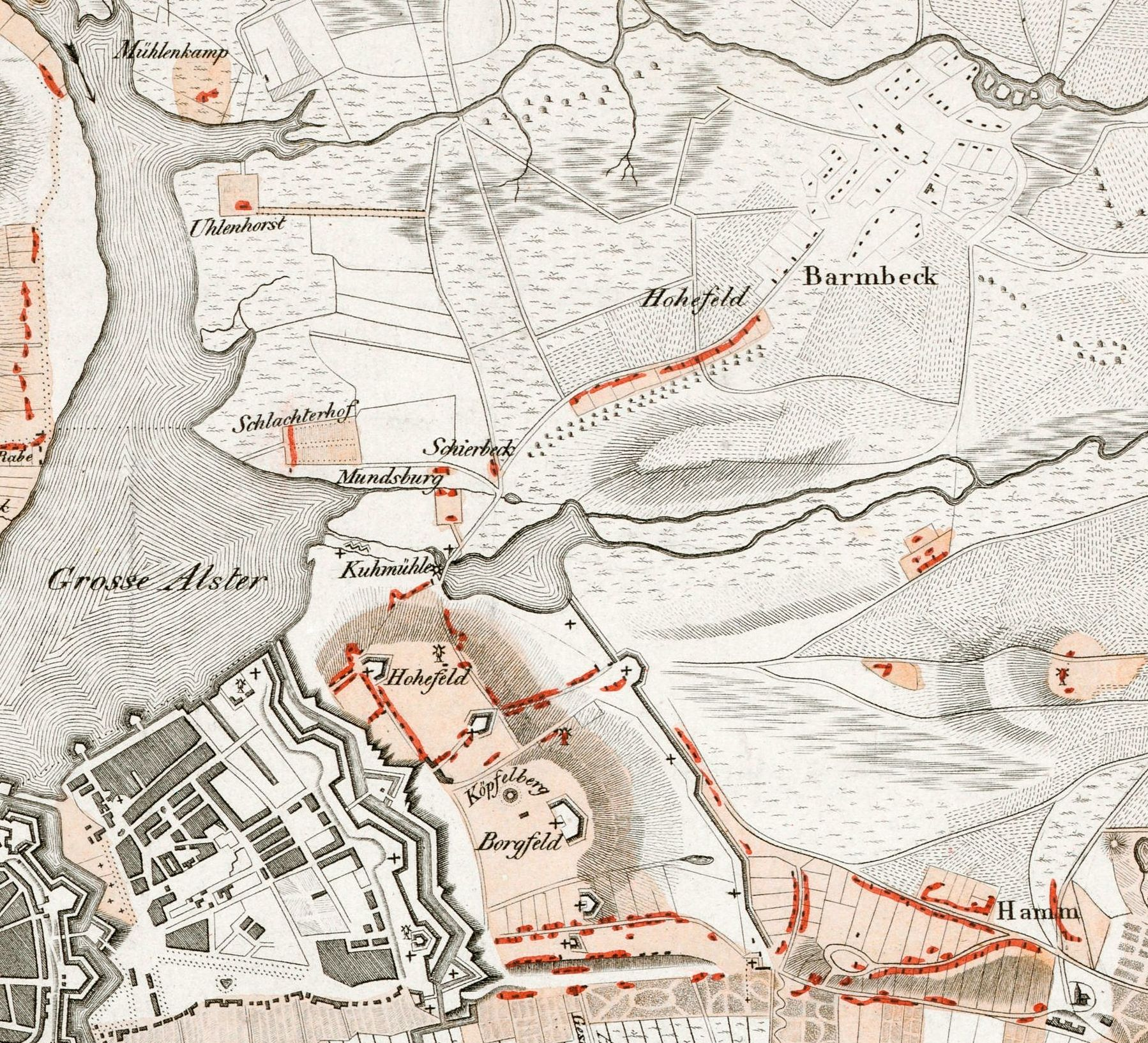
Kuhmühle in Hamburg-Hohenfelde (1820)

Die Kuhmühle in Hamburg-Hohenfelde gab es bereits im Jahr 1247 und hatte damals die Bezeichnung „Möle am Eylenbeke“. Sie wurde von dem Hamburger Rat an den Präfekten Hartwig verkauft.
In der Beurkundung vom 30. November 1247 wurde erwähnt, dass die Kornrenten der Mühle des Präfekten Hartwig am Blenbeke dem Klosters Herwerdeshude zugesprochen wurden.
Als Mühlenbach wird in den Urkunden die Eilbek genannt, auf älteren Karten wird jedoch der Umlauf der Mühle als Schürbek verzeichnet bzw. die Scorbek.  Der Damm in der Eilbek staute den Mühlenteich auf 1,672 Meter über dem Sommerpeil der Alster. Die Kornmühle, die mit zwei Rädern betrieben wurde, zählte zu den wichtigsten Versorgungsbetrieben der damaligen Zeit.
Der Name Kuhmühle geht auf die umliegenden Kuhweiden am Auslauf des Kuhmühlenteiches zurück. Nach der ersten Müllerin Armgart um 1480 wurde die parallel zum Kanal verlaufende Armgartstraße benannt. Durch einen neuen Pächter im Jahr 1608 verwahrloste die Mühle, der Mühlenteich verunkrautete und alle Wasserläufe und Brunnen verstopften. Der neue Pächter Jacob Elers setzte die Mühle wieder instand. Zusätzlich errichtete er auf dem Nachbargelände eine Pulvermühle, wobei er verpflichtet war, dass die Leistung der Kornmühle durch den Betrieb der Pulvermühle nicht gemindert wird. Weiterhin musste er für etwaige Explosionsschäden der Pulvermühle haften sowie der Stadt Hamburg preiswertes Pulver liefern. Unter seiner Leitung wurde die Kuhmühle die einträglichste von allen Mühlen des Rates.
Als die Franzosen 1813 alle Gebäude vor der Stadt abrissen, um ein freies Schussfeld zu erhalten, wurde die Mühle dank ihrer großen Bedeutung verschont. Durch die starke Wasserknappheit im 19. Jahrhundert konnte die Kuhmühle nur noch einen Bruchteil des anfallenden Getreides mahlen.
Als die Eilbek 1866 in einen breiten Kanal umgebaut wurde, verschmutzte der Mühlenteich zunehmend durch erhöhte Zuflüsse. Um diese Verschmutzung zu unterbinden, wurde der Mühlenstau aufgehoben und die Mühle abgebrochen. Am Ort der abgebrochenen Mühle wurde 1874 eine Brücke gebaut, die den Namen Kuhmühlenbrücke trägt. 1877 wurde die Eilbek bedeutend verbreitert und vertieft, um sie für Dampfschiffe befahrbar zu machen.
Heute ist der Kuhmühlenteich Teil des von der Wandse durchflossenen Eilbekkanals und des anschließenden Mundsburger Kanals, der in die Alster mündet.

## Wassermühlen an der Bille und ihren Nebenflüssen

### Bergedorfer Mühlen

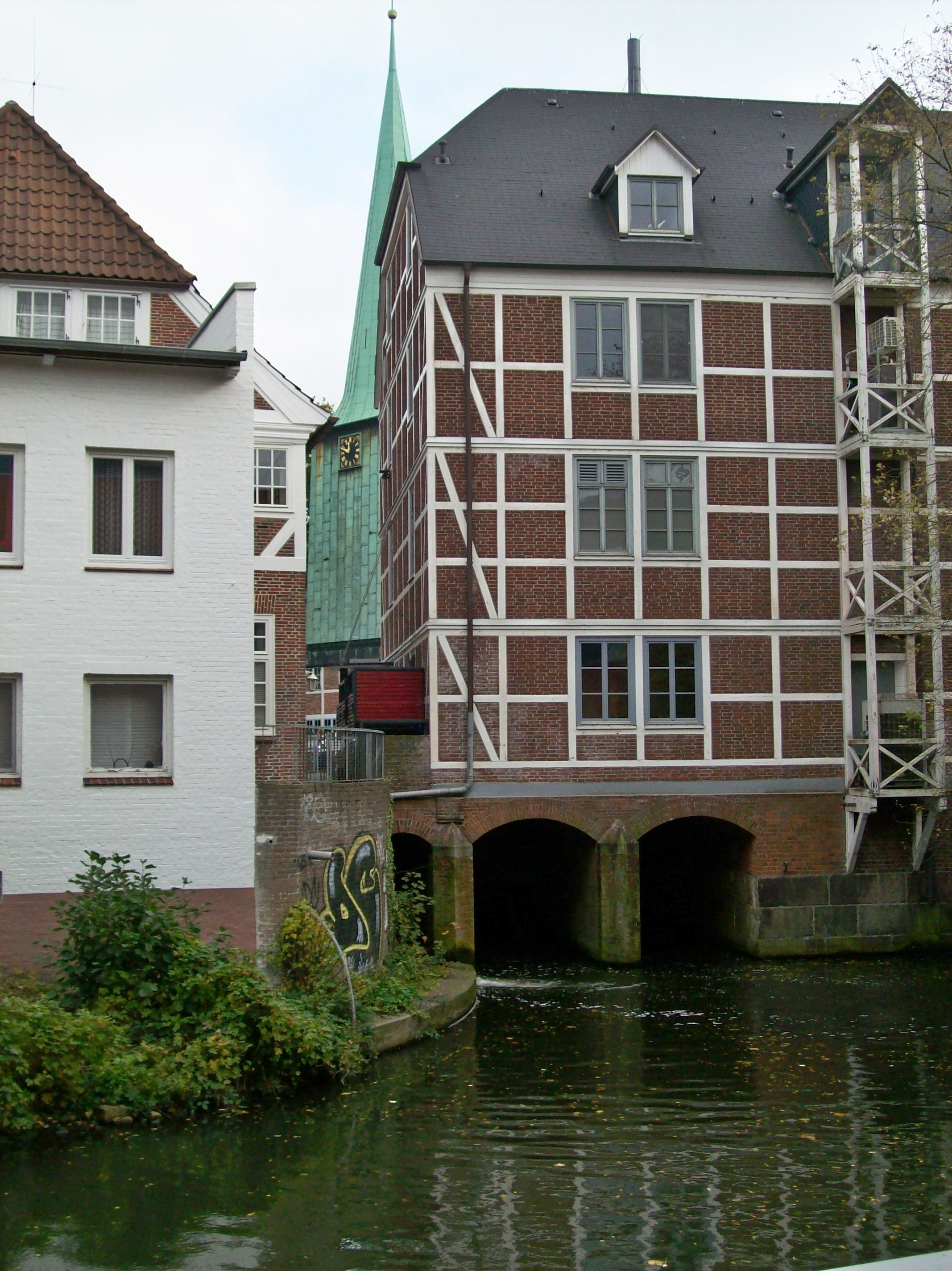
Ehemalige Bergedorfer Kornmühle

Bergedorf verfügte seit dem 13. Jahrhundert über mehrere Wassermühlen. Die erste Bergedorfer Mühle befand sich im Osten der Stadt, an der aufgestauten Schulenbrooksbek, in der Schulenbrook Niederung. An die Mühle erinnern die Mühlenwiese (heute Bergedorfer Rathauspark) und der Möllers Kamp, der die Schulenbrooksbek quert.
1208 ließ Graf Albrecht von Orlamünde den Fluss Bille aufstauen und eine Mühle anlegen. Es wird angenommen, dass es eine erste Schutzeinrichtung zum Bau des Bergedorfer Schlosses war. Der Graf überließ der Gemeinde Bergedorf die Bille und die Mühle, deren Ertrag den dortigen Geistlichen zukommen sollte.
Das historische Fachwerkgebäude der Mühle wurde 1839 durch einen Neubau ersetzt, 1868 folgte eine Erweiterung. 1973 wurde das Gebäude abgerissen und in vereinfachter Form wieder aufgebaut.
Um 1600 hatte Bergedorf zwei Mühlen, die herrschaftliche Kornmühle und die im Besitz eines Hamburger Bürgers befindliche Sägemühle. Die 1545 errichtete Sägemühle wurde 1613 in eine Kupferhammer- und Schmelzmühle und 1633 in eine Lohmühle umgewandelt. Der Kupfermühle gegenüber befand sich eine Lohmühle. Beide Mühlen waren mit je zwei großen Wasserrädern ausgestattet. Die Bergedorfer Straßennamen Holzhude und Kupferhof sowie die Kupferhofterrassen Bergedorf am Schleusengraben erinnern an diese Mühlenanlage. Beide Mühlen existieren heute nicht mehr.

### Mühlen an der Glinder Au

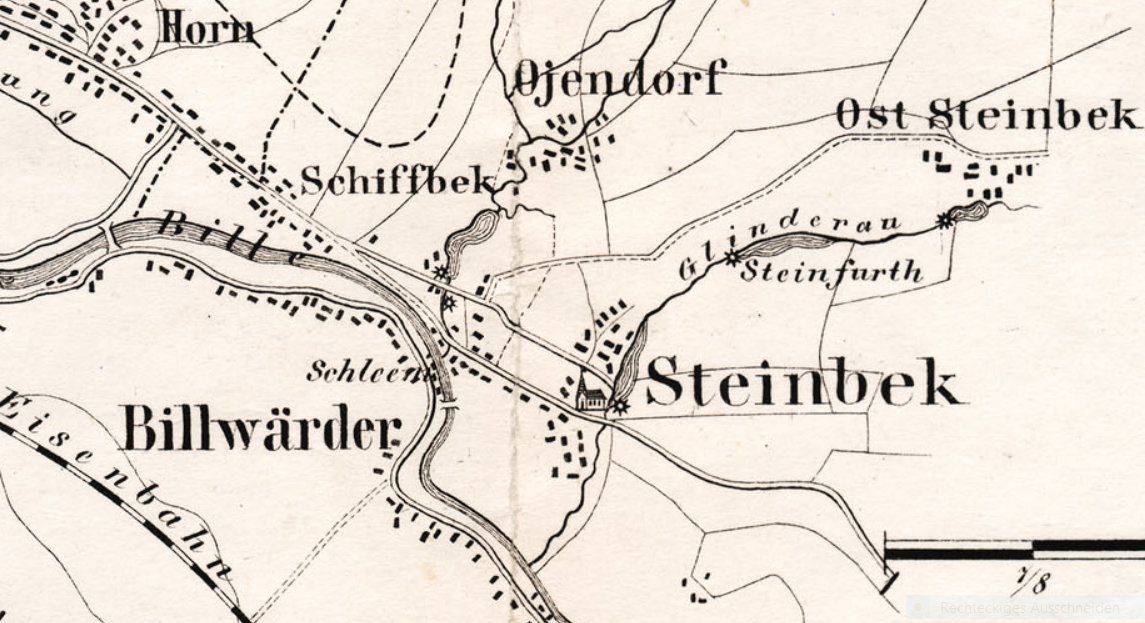
Mühlen an der Glinder Au und am Schleemer Bach

Oststeinbeker Wassermühle

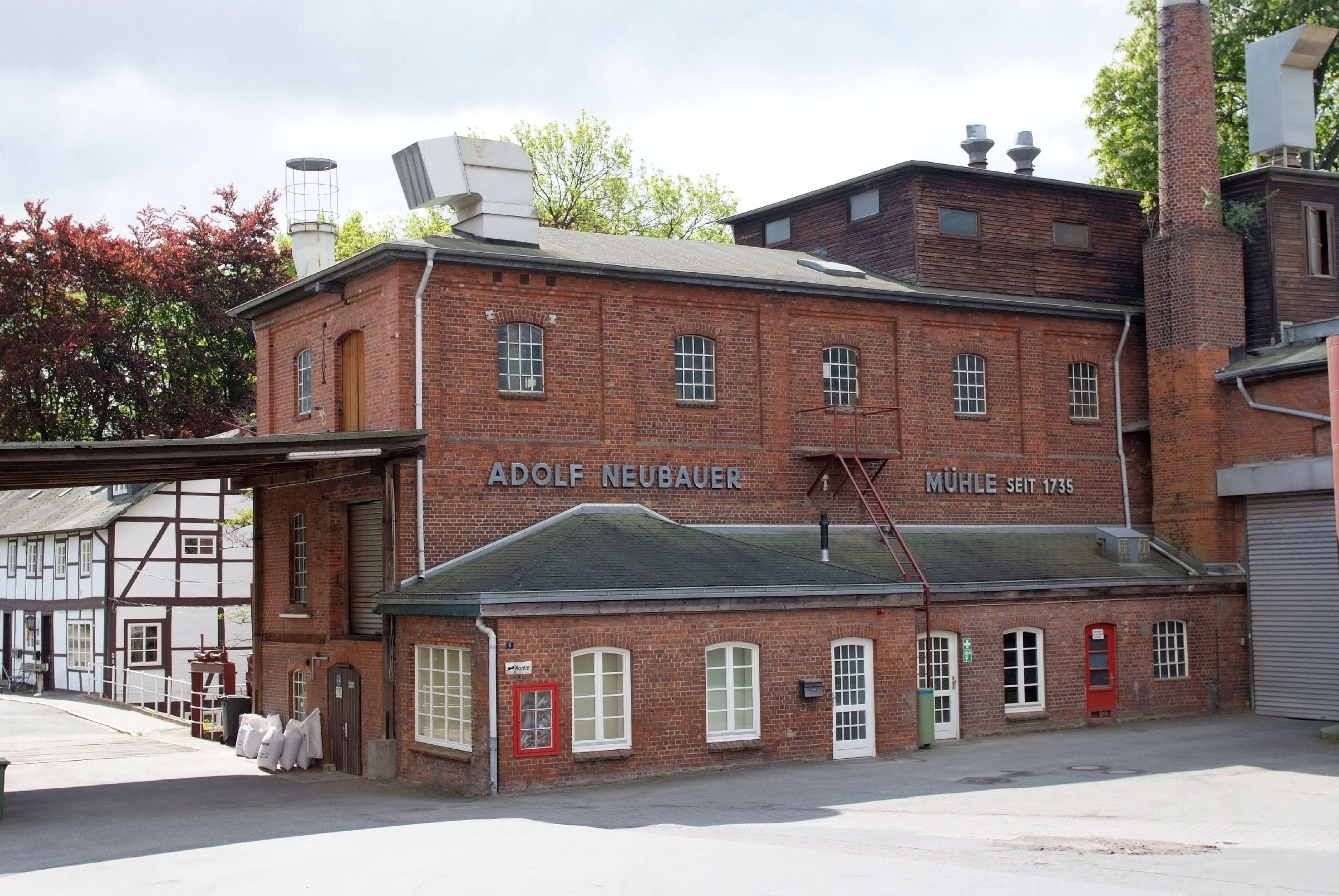
Steinbeker Mühle, links im Bild: das Mühlenwehr und Wohnhaus/weißes Fachwerkgebäude.

An der Glinder Au, die im Kreis Stormarn (Schleswig-Holstein) entspringt und in Hamburg-Billstedt in die Bille mündet, lagen fünf Wassermühlen, drei auf Schleswig Holsteiner und zwei auf Hamburger Gebiet:
- Glinder Mühle: Walk- und Fellmühle, später Kupfermühle, 1864 zur Farbholzmühle und 1868 zur Kornmühle umgebaut, ist heute ein Museum Glinder Mühle am Mühlenteich und Kupfermühlenweg.
- Domhorster Mühle (beim Domhorst Gut in Oststeinbek): Pulvermühle, 1581 errichtet, es existiert nur noch der Domhorster Mühlenteich.
- Oststeinbeker Mühle: 1313 erste urkundliche Erwähnung der Mühle anlässlich ihres Verkaufs.
- Steinfurther Mühle (in Billstedt): es existiert nur noch der Mühlenteich mit dem heutigen Namen Steinfurths Diek.
- Steinbeker Mühle (in Billstedt, Ortsteil Kirchsteinbek): 1321 erstmals urkundlich erwähnt, seit 1735 im Besitz der Familie Neubauer, existiert heute noch, An der Glinder Au 6.

Die Steinfurther Mühle im Dorf Steinfurth an der Glinder Au wurde 1578 im Auftrag des Herzogs Adolf von Holstein als Pulvermühle errichtet. Die Baukosten betrugen knapp 500 Mark, die Pacht zunächst 150 Mark, später 200 Mark im Jahr. 1601 wurde sie durch eine Lohmühle ergänzt, 1633 kam eine Fellgerbermühle hinzu. Die schadhaft gewordene Pulvermühle wurde durch den Neubau einer Kupfermühle ersetzt. Der Mühlbetrieb wurde 1901 eingestellt.
Die Steinbeker Mühle an der Glinder Au, im Ortsteil Kirchsteinbek wurde erstmals am 8. September 1321 durch den Verkauf des Dorfes Steinbek mit der Wassermühle für 800 Mark an das Kloster Reinbek durch Graf Johann III. von Holstein urkundlich erwähnt. Von den Einnahmen, die das Kloster aus der Steinbeker Mühle erzielte, wurden jährlich 8 Mark „zur Beschaffung von Röcken für die Nonnen“ verwendet. Wenig später, im Jahr 1342, erlitt die Mühle durch Brandstiftung schweren Schaden. Im Laufe der Jahrhunderte hatte die Steinbeker Mühle - wie auch bei anderen Mühlen an der Glinder Au - immer wieder mit wirtschaftlichen Schwierigkeiten zu kämpfen, sie wechselte wiederholt den Besitzer und wurde mehrfach gebrandschatzt. 1626 besaß die Mühle zwei Mahlgänge, einer für das Mahlen von Korn und einer für das Walken von Lumpen für die Papierfabrikation. Die Walkmühle wurde zu dieser Zeit vollständig erneuert und in den folgenden Jahrzehnten in eine Fellgerbermühle und Lohmühle umgestellt.
Seit 1735 befindet sich die Steinbeker Mühle im Besitz der Familie Neubauer und zählt zu den ältesten Betrieben Hamburgs. Zum Mühlenkomplex gehörten neben der Kornmühle mit zwei Mahlgängen und einer Holzmühle ein großes, mit Dachpfannen gedecktes Wohnhaus. 1769 wurden die unterschlächtigen Mühlräder durch oberschlächtige ersetzte, was aufgrund der damit verbundenen höheren Wasserstauung zu einem Rechtsstreit mit dem Müller der flussaufwärts liegenden Steinfurther Mühle führte, der schließlich durch die Setzung eines Wasserpostens bei der Steinbeker Mühle beigelegt wurde. 1920 wurden die Wasserräder durch eine Turbine mit einer Leistung von etwa 40 PS ersetzt, später wurden die Mühlsteine gegen Zentrifugalmühlen ausgetauscht. Zur Schokoladenherstellung wurden die Schalen von Kakaobohnen gemahlen. Der dabei entweichende Schokoladenduft brachte der Mühle den Namen „Kakaomühle“ ein. Seit 1937 wird hauptsächlich Glimmer vermahlen, der für Autolacke, Kosmetikprodukte und andere Kunststoffe verwendet wird. Heute wird die Wasserkraft der Glinde Au in der Mühle nur noch zur Stromerzeugung genutzt, die jedoch lediglich 10 % des Energiebedarfs des Betriebes deckt. Ein Unwetter mit Starkregen über Norddeutschland am 11. Mai 2018 verwandelte die Glinder Au zu einem reißenden Fluss. Neun Minuten habe es gedauert, bis der Bach sich vor dem Mühlenwehr aufgestaut hatte, bis es brach. Dabei wurde auch das Fundament der historischen Wassermühle um- und unterspült und eine Mauer des Hauses brach ein. Das Ensemble der Steinbeker Mühle steht heute unter Denkmalschutz und ist in der Liste der Kulturdenkmäler in Hamburg-Billstedt (Nr. 14301) enthalten.

### Mühlen am Schleemer Bach
Am Schleemer Bach, kurz vor der Einmündung in die Bille und etwa 2 km flussabwärts der Einmündung der Glinder Au in die Bille, wurden bereits in den Jahren 1256 und 1276 Kornmühlen erwähnt, die die Wasserkraft des Baches nutzten.
In den 1640er Jahren wurden die Schleemer Mühlen aktenkundig, die sich im Besitz des Hamburger Kaufmanns Albert Block befanden. Zwei Kupfermühlen baute er zu Papier- und Ölmühlen um. 1644 folgte der Bau einer Holzmühle mit zwei Mahlgängen für Brasilholz und Lohe. Der Betrieb von Korn- und Walkmühlen war ihm dagegen nicht gestattet. Sein Sohn und ein Enkel errichteten eine Holz- sowie eine Pulvermühle.
Im Jahre 1769 erwarb der Hamburger Kaufmann Jacob Schultze das Mühlenanwesen, das sich in einem sehr baufälligen Zustand befand. An der Stelle einer bereits viele Jahre zuvor gesprengten Pulvermühle errichtete er eine Papiermühle, die bis Anfang des 20. Jahrhunderts bestand. 1792 wurde das Mühlenanwesen um eine Windmühle ergänzt, die bis Mitte des 19. Jahrhunderts als Farbholzmühle und später dann zum Mahlen von Korn und Schrot genutzt wurde. Sie befand sich an der heutigen Straßenecke Kapellenstraße / Oberschleems.
Das Schleemer Mühlenwesen war im 19. Jahrhundert durch zahlreiche Besitzerwechseln, Abtretungen, Teilungen und einem Verfall der Mühlen geprägt. Nach Einstellung des Mühlewesens ging das Mühlengelände südlich der Möllner Landstraße 1910 an die Gemeinde Schiffbek, die es daraufhin in einen öffentlichen Park umwandelte, heute ist es der Schleemer Park mit dem noch existierenden Mühlenteich.

## Wassermühlen in den Elbvororten, Altona und Harburg

### Wassermühle am Mühlenberg

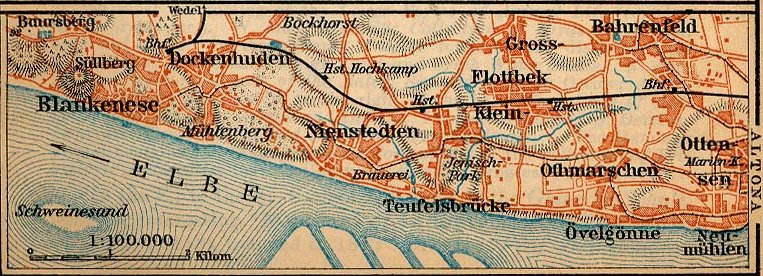
Elbvororte (Karte von 1910)

Im Ortsteil Mühlenberg von Blankenese gab es eine Korn-Wind- und eine Wassermühle, zu denen die Bauern der Ortschaften Dockenhuden, Blankenese, Nienstedten und Klein Flottbek zwangspflichtig waren, dort ihr Mehl mahlen zu lassen. Die Wassermühle am Mühlenteich verpfändete Graf Otto v. Schauenburg 1427 an den Hamburger Rathmann Erich v. Zeven.

### Wassermühlen in Nienstedten
An der Kleine Flottbek in Nienstedten, vor ihrer Einmündung in die Elbe gab es zwei Wassermühlen, deren Mühlenteiche im Wesselhoeftpark noch existieren.

### Wassermühle in Neumühlen
In Neumühlen, westlich von Altona befanden sich eine Korn-Wassermühle und eine Windmühle. Die Wassermühle war vor 1420 von einem Hamburger Mühlenherren gebaut. Über die Rechte der Mühle gab es Streit zwischen Hamburg und den Schauenburger Grafen. 1772 wurde die Mühle von der Hamburger Kämmerei verkauft.
Die Straße, an der sich die Mühle befand, wurde 1568 'Neumühlen' oder auch 'Nie Moel' genannt. 1864 erhielt das Gebiet am Elbufer den Namen Neumühlen.

### Wassermühle an der Pepermölenbek

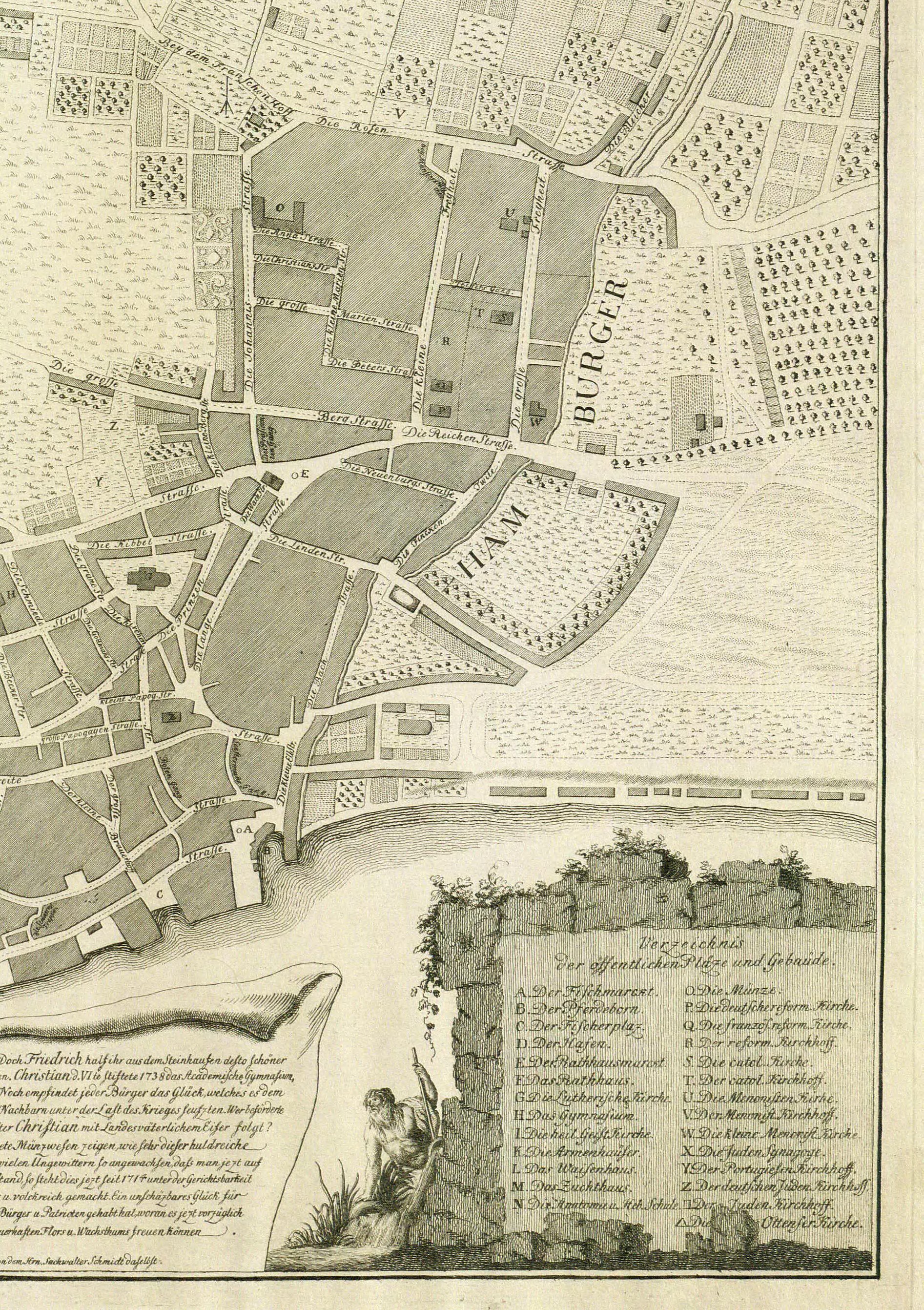
Die Pepermölenbek als Grenzbach zwischen Altona und Hamburg in einem Kupferstich von 1770.

An der Pepermölenbek, die in ihrem Verlauf dem Altonaer Grenzgraben zu Hamburg entsprach, gab es dicht vor seiner Einmündung in die Elbe eine Wassermühle, die Graf Adolf IV. 1276 dem Kloster Herwardershude in dem Dorf Herwardershude (im heutigen St. Pauli) übertrug. Der Bach, der von den bewaldeten Höhen des Grindels kam, war noch Jahrhunderte recht wasserreich.
Im Jahr 1665 erteilte der dänische König Friedrich III. bei einem Besuch in Altona dem Stadtpräsidenten Roland die Erlaubnis an der Elbe eine privilegierte Draht-, Kupfer- und Walkmühle an der Pepermölenbek anzulegen.

### Butenmühle in Harburg
Die Butenmühle in Hamburg-Harburg / Stadtteil Wilstorf ließ Otto II. um 1564/65 mit dem Aufstau der Engelbek zum Außenmühlenteich errichten. Die Engelbek, auch Mühlenbach genannt, fließt in den Seevekanal und dieser in die Süderelbe ab. Zur Zeit der Errichtung der Mühle bestand für die umliegenden Geestdörfer ein Mahlzwang.
Im Erbregister von 1667 wird der Außenmühlenteich als größter Fischteich des Amts Harburg erwähnt. Die Mühle, die etwa in der Mitte des Teiches gelegen hat, wurde 1930 abgebrochen. Um den Außenmühlenteich herum wurde 1926 der Harburger Stadtpark angelegt.

## Hamburgs Windmühlen

### Altstadt und Neustadt
Auf exponierten Hamburger Höhenlagen wurden im 17. Jahrhundert mehrere Windmühlen erbaut. Dazu wurden drei der 22 Bastionen der Hamburger Wallanlagen genutzt:
Bastion Casparus: Die Mühle mit zwei Gängen, die ursprünglich an der Mühlenstraße stand und der Straße ihren Namen gab, wurde um 1420 von einem holländischen Zimmermeister nach holländischer Art erbaut. In der Mühlenstraße lag gegenüber der Mühle auch das Eichholz, wonach die Mühle auch „Mühle im Eichholz“ genannt wurde. Im Jahr 1625 wurde sie von der Mühlenstraße auf die Bastion verlegt, wo sich heute der 1906 angelegte Alter Elbpark und das im selben Jahr errichtete Otto-von-Bismarck-Denkmal befinden. In den Jahren 1725 und 1775 brannte die Mühle ab und wurde jeweils wieder aufgebaut.
Bastion Henricus: Windmühle mit zwei Gängen, seit 1645 und wohl auch schon früher auf der Bastion, 1755 abgebrannt und wieder aufgebaut.
Bastion Bartholdus: 1625 baute der Zimmermeister des Rathes Hinrich Hopmann die Mühle mit 2 Gängen (heute nahe den Deichtorhallen am Deichtorplatz). Neben der Windmühle befand sich auch eine Roßmühle, beide wurden bis 1810 betrieben.
Am Reesendamm (Oberdamm) stand 1524 eine Windmühle, die vermutlich am Gänsemarkt erstellt wurde. Im Jahr 1539 brach die Mühle am Reesendamm zusammen, sie wurde nicht wieder aufgebaut.
An der Lombardsbrücke, die 1626 als Holzbrücke errichtet wurde, standen zwei Windmühlen (nach einer Radierung von D. Findorff aus dem Jahr 1763). Die Mühle auf der Westseite der Lombardsbrücke wurde 1620 mit der Einstellung der Mühle am Oberdamm errichtet. Im Jahr 1773 wurde sie abgebrochen, weil sie weder zu verkaufen noch zu verpachten war. Die zweite Windmühle auf der anderen Seite der Lombardsbrücke brannte 1801 nieder, sie wurde wieder aufgebaut. Mit dem Bau der neuen Lombardsbrücke östlich der alten Lombardsbrücke wurde 1865 auch diese Mühle abgebrochen und später wieder aufgebaut (Archivbilder zeigen die Mühle im Jahr 1890)

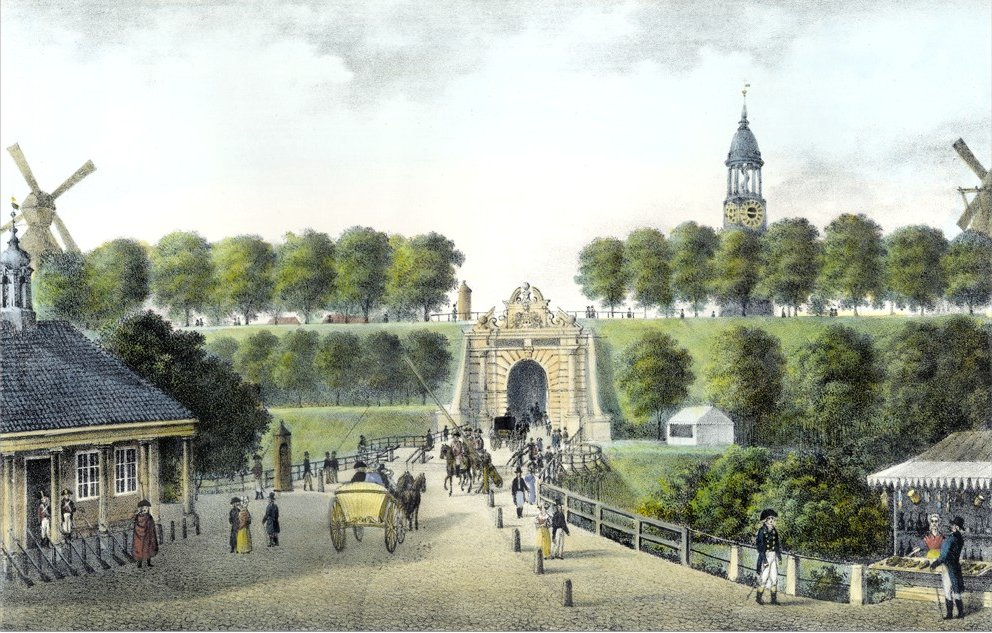
Stadtaußenseite des Millerntors um 1840
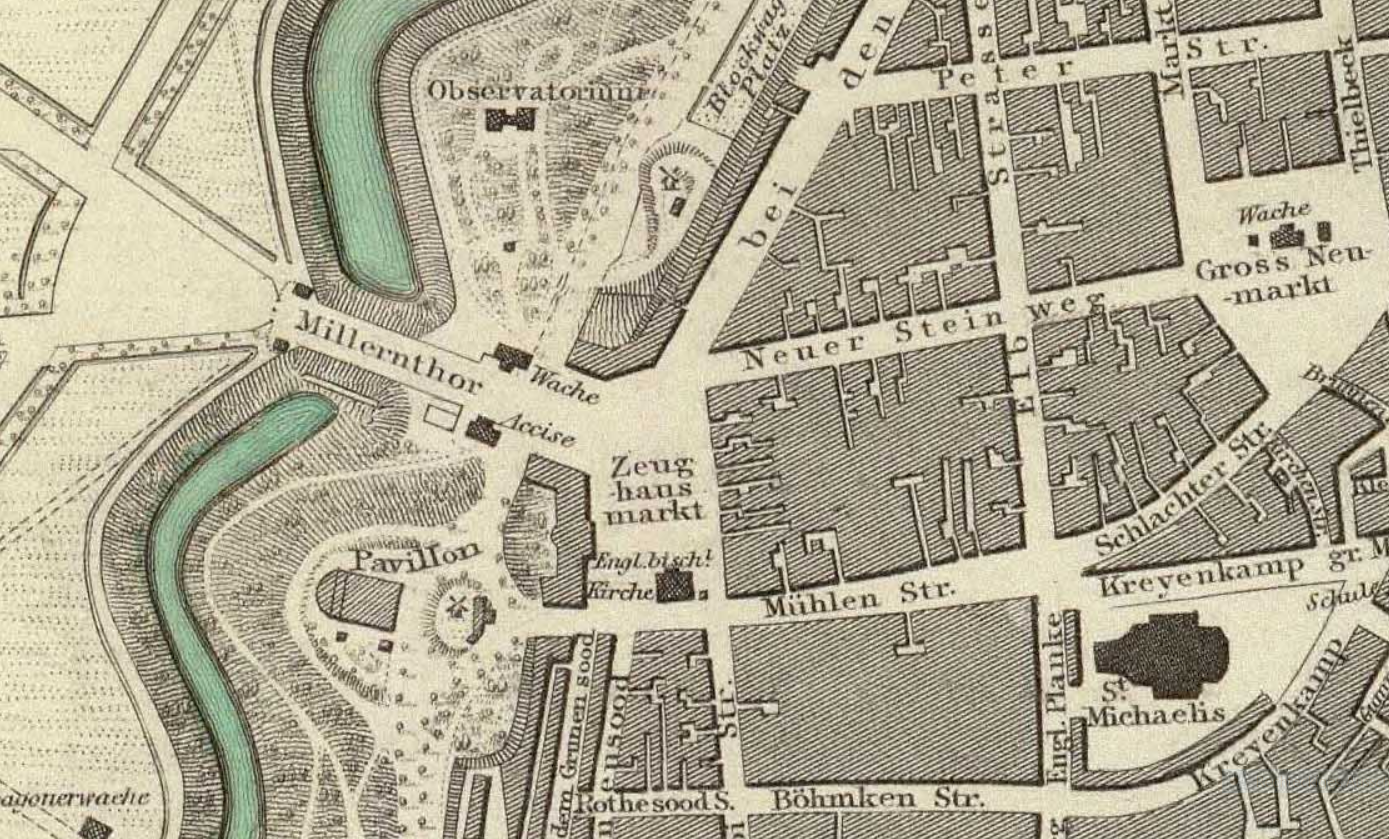
Karten-Ausschnitt Hamburg von 1841 mit den Mühlen auf den Bastionen Casparus und Henricus
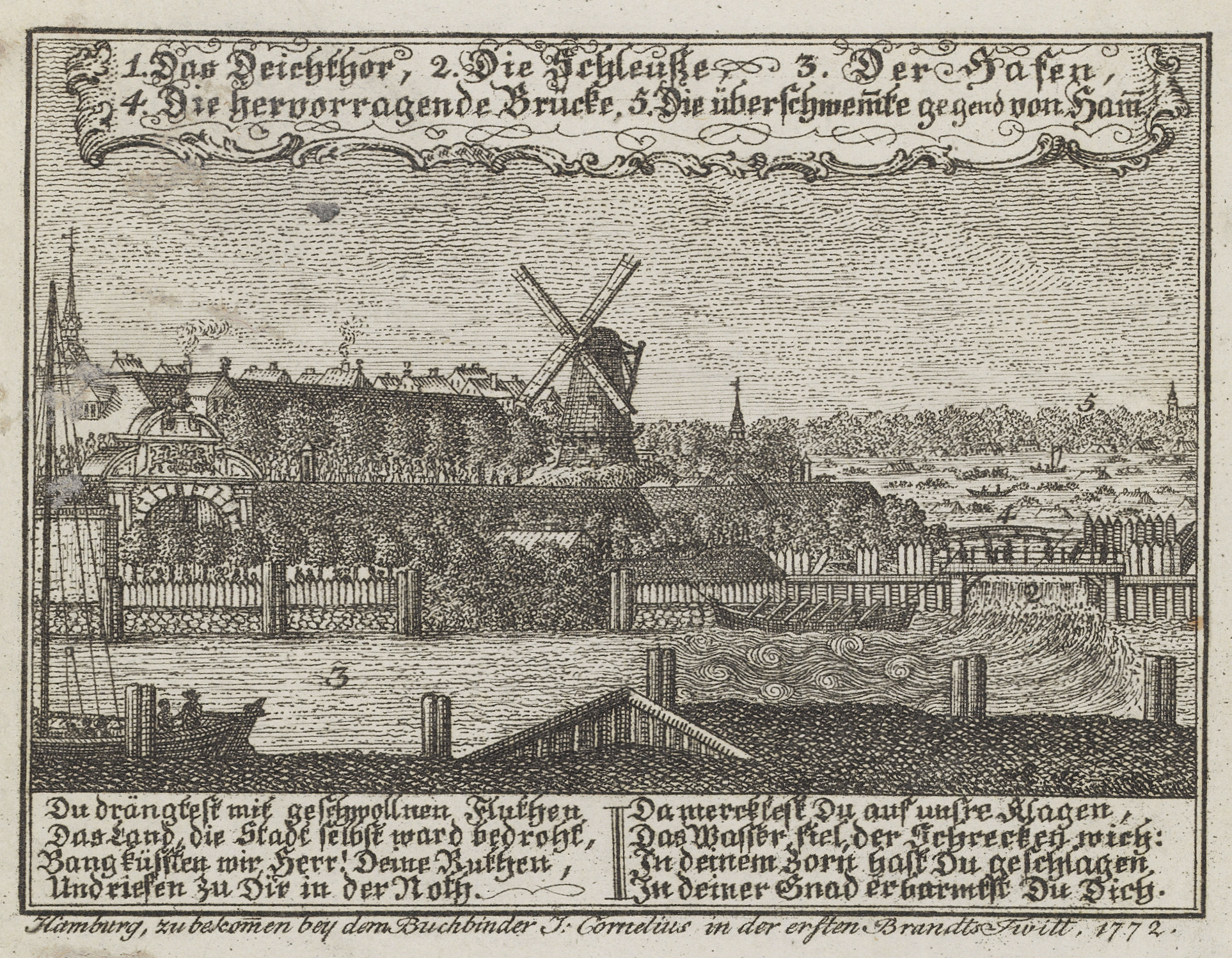
Deichtor mit der Mühle auf der Bastion Bartholdus von 1772
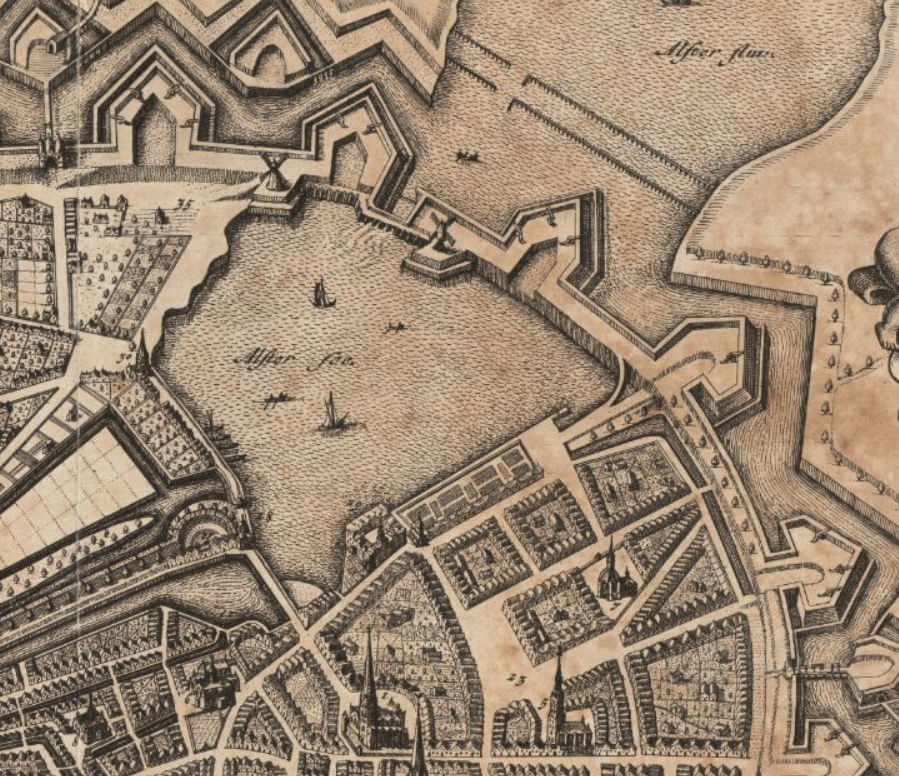
Zwei Windmühlen an der Lombardsbrücke von 1651
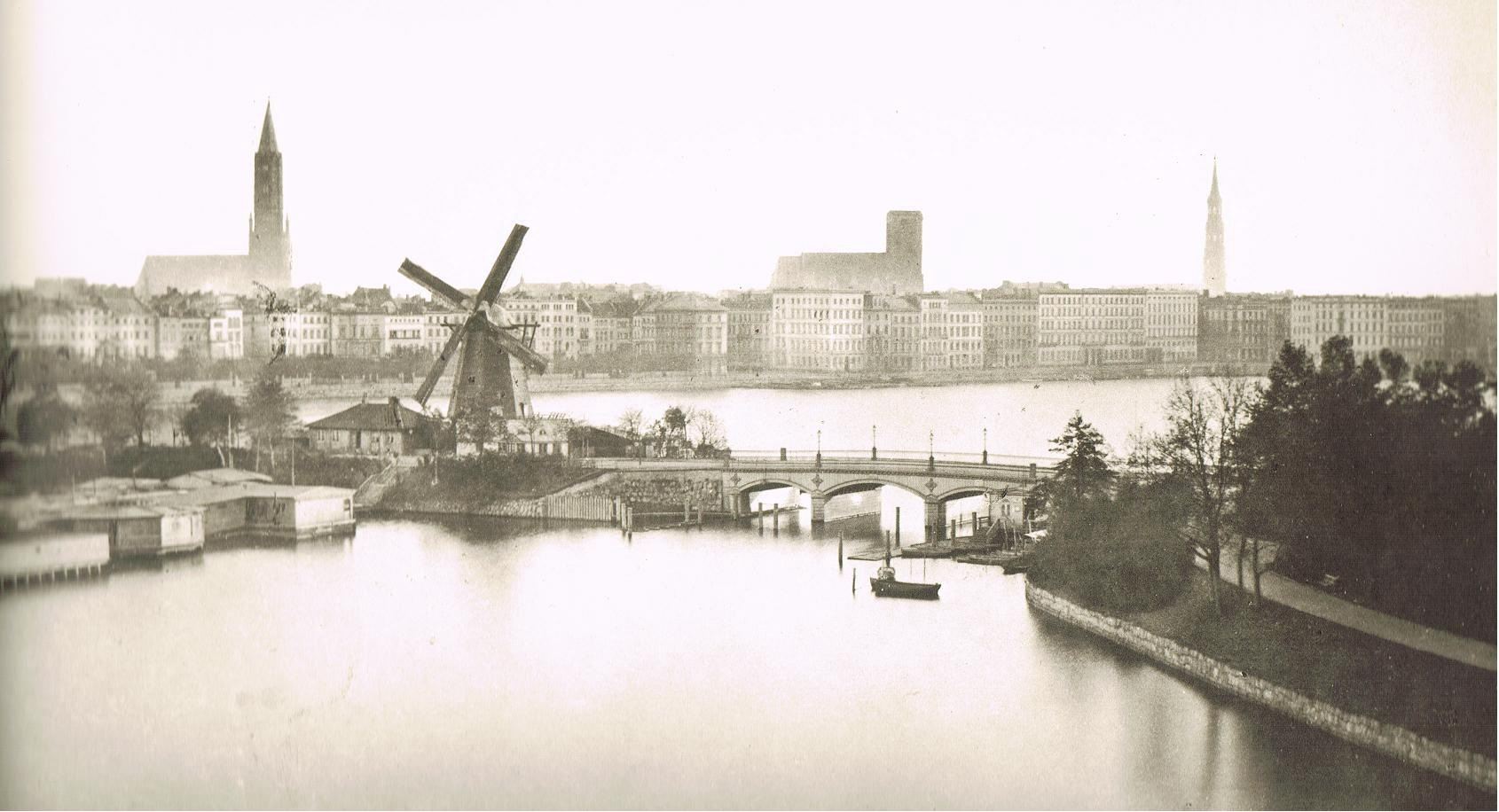
Windmühle an der Lombardsbrücke um 1860

### St. Georg und St. Pauli
Im 17. Jahrhundert, als es in der Stadt Hamburg zu eng wurde, nahm die Zahl der Betriebe außerhalb der hamburgischen Wallanlagen zu. Auch die Gerber mussten Hamburg verlassen und ihre Lohmühle um 1642 an der Außenalster, im zweiten Stadtwall von St. Georg, wo heute die Lohmühlenstraße beginnt, errichten (siehe auch Lithografie der Lohmühle von Wilhelm Heuer aus dem Jahr 1846).
Auf dem Heiligengeistfeld, an der Feldstraße in St. Pauli befand sich eine Windmühle (Bockmühle), die als Getreidemühle genutzt und 1715 von der Kammer verpachtet wurde, 1936 wurde sie abgetragen. Auch eine Ölmühle befand sich dort, die bereits vor 1609 errichtet worden war.

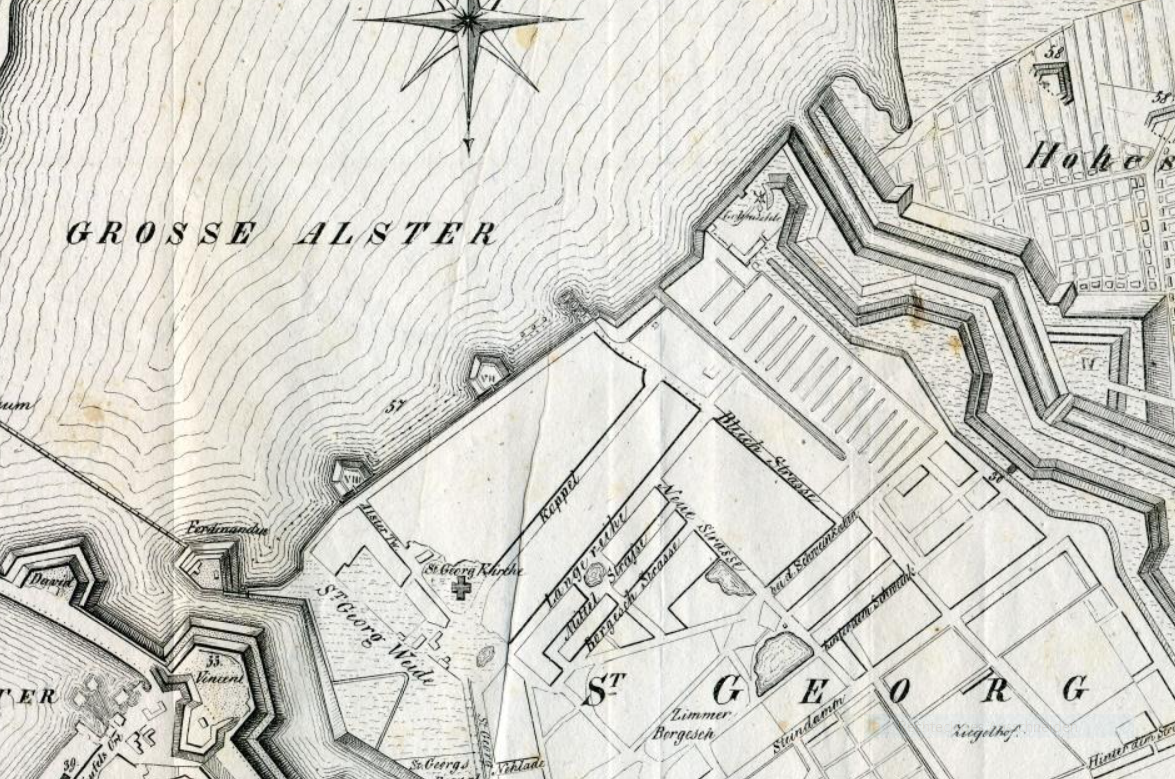
Lohmühle in St. Georg am zweiten Stadtwall von 1813
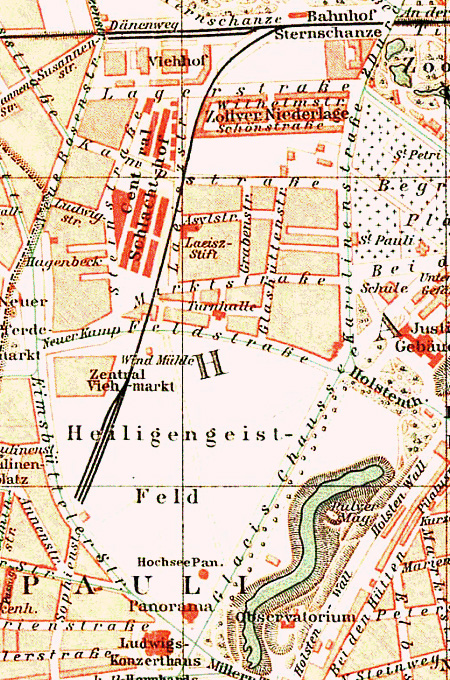
Windmühle auf dem Heiligengeistfeld um 1890

### Altona
Im 17. Jahrhundert gab es in Altona, am Ende der Elbstraße vier Windmühlen, eine an der Mühlenstraße, die zweite an der späteren Mörken Straße und zwei zu beiden Seiten des Langenbalken. 1663 wurde ein Streit zwischen Dänemark und Hamburg um den Besitz einer neuen Windmühle am Elbstrand, unweit von Altona ausgetragen. In dieser Zeit besaß auch ein Altonaer Bürger, Abraham de Voß eine Windmühle, am Elbhang, nahe dem Baurs Haus, die er auf einem dreistöckigen Haus errichten ließ. In den Jahren 1678 und 1679 brannte die Mühle ab.
Im Jahr 1718 ließ der dänische König Friedrich IV. zur Versorgung der Altonaer Bewohner mit Getreide drei Windmühlen errichten, die sich im Besitz des Königs befanden.
Die Hamburg-Karte von 1789 bis 1796 zeigt 5 Mühlen in Altona, eine Mühle in Ottensen sowie zwei auf den Hamburger Wallanlagen am Millerntor.
Um 1913 gab es im Luna-Park am Diebsteich eine Windmühle.

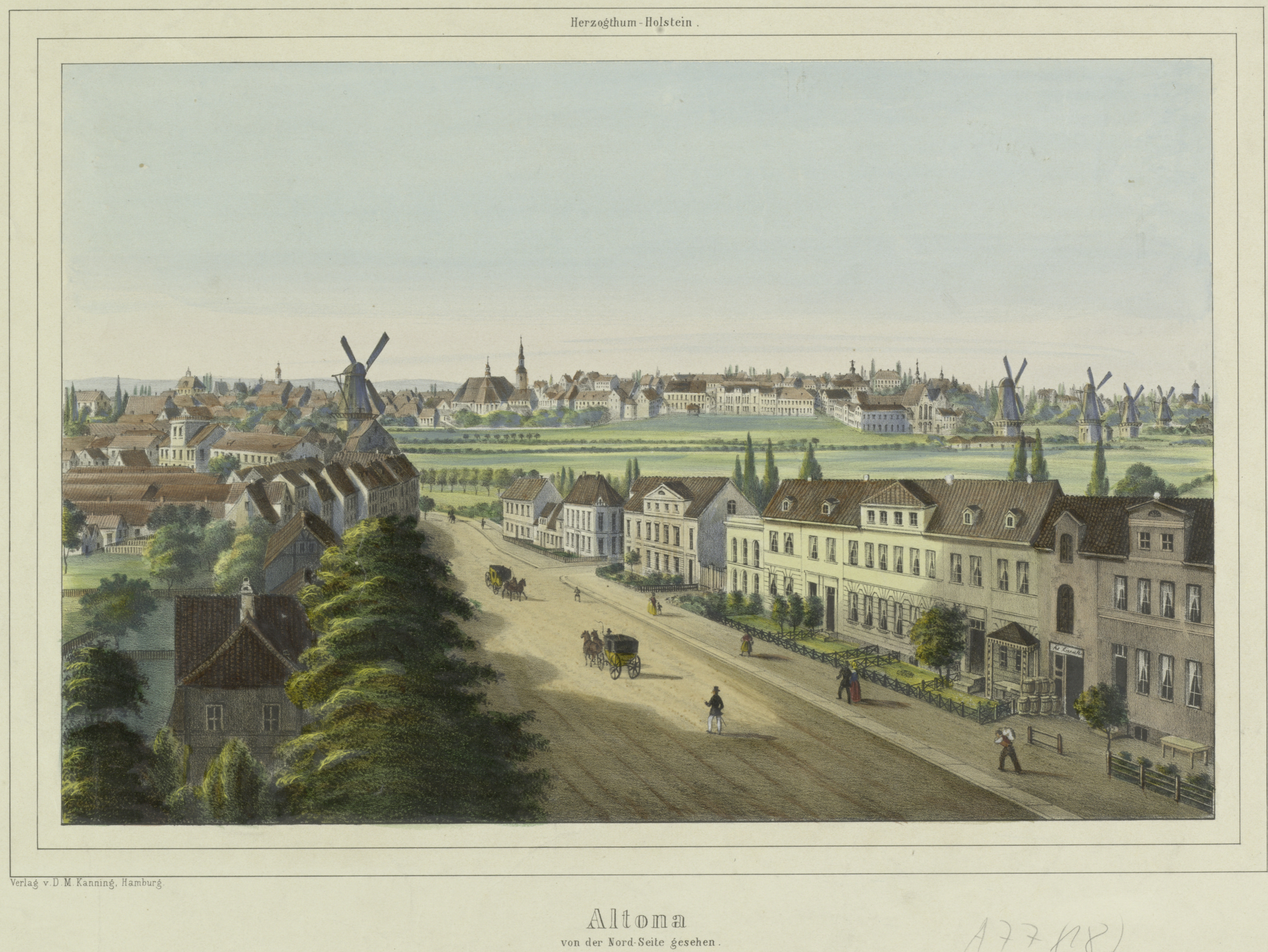
Altonas Windmühlen von 1860 (aus der nördlichen Sicht).
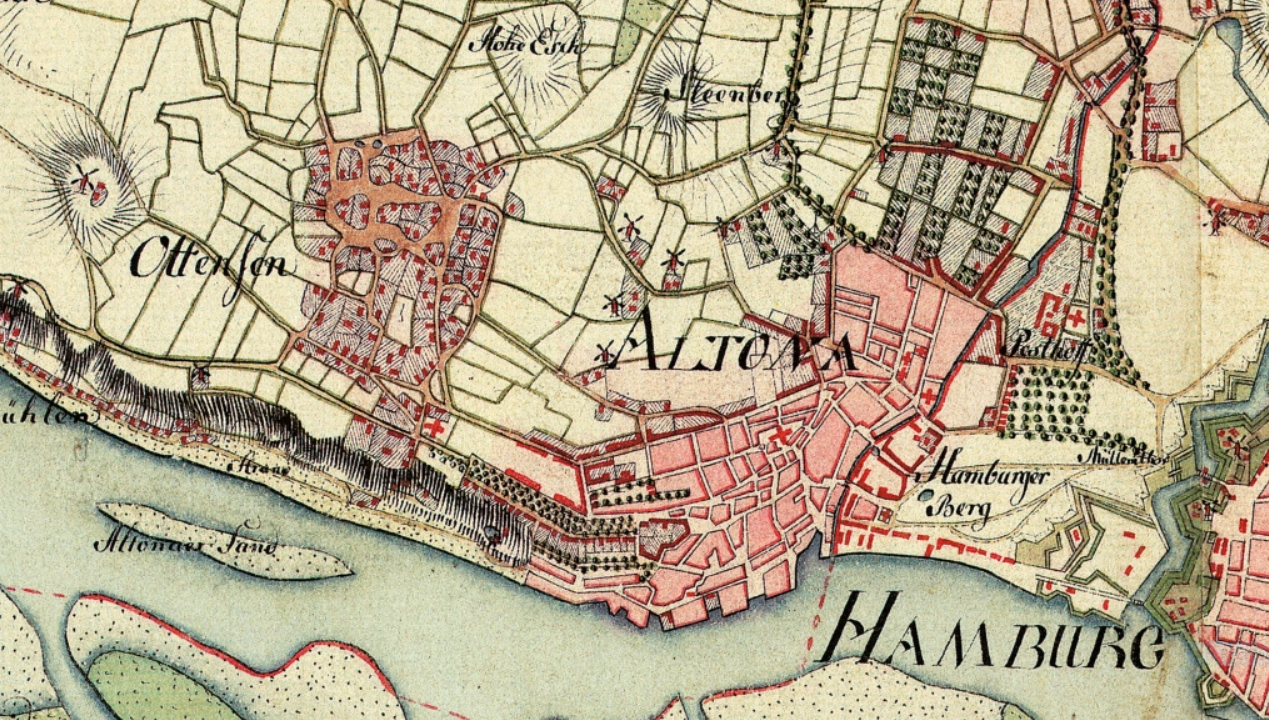
Windmühlen in Ottensen, Altona und auf den Hamburger Wallanlagen am Millerntor um 1789
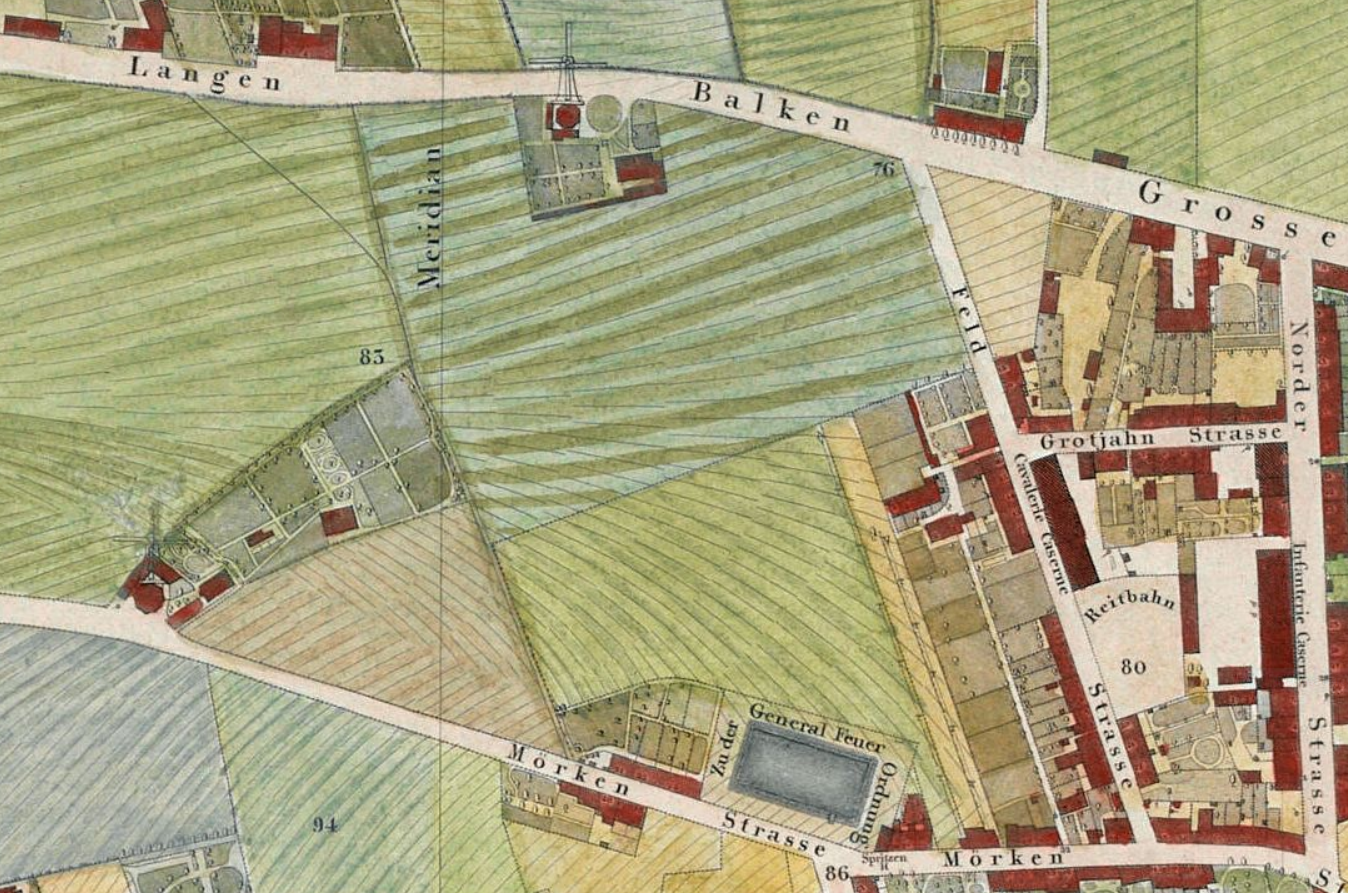
Zwei Windmühlen in der Mörken Straße und Langen Balken um 1836.

### Elbvororte
Die Rolandsmühle in Ottensen wurde 1610 von dem Rechtsgelehrten Rutger Ruland erbaut. Sie wurde nach über 200 Jahren Betrieb 1953 abgerissen.
Die Flottbeker Windmühle wurde 1887 anstelle einer niedergebrannten älteren Windmühle wieder aufgebaut. Die Mühle, die zuletzt als Diskothek genutzt wurde, brannte in der Nacht von 22. auf den 23. Juni 1995 durch Brandstiftung ab. Die Straßennamen Windmühlenweg, Windmühlenstieg und Bei der Flottbeker Mühle erinnern noch an sie.
Die Osdorfer Windmühle, eine Galerieholländer-Mühle, stammt ursprünglich aus Büttel in Schleswig-Holstein, wo sie abgetragen und 1888 in Osdorf wieder aufgebaut wurde. Da wiederholt die Flügel der Mühle durch Sturm beschädigt wurden, entschied sich der Inhaber kurz vor dem Zweiten Weltkrieg die Flügel nicht mehr in Stand zu setzen und baute stattdessen einen Antriebsmotor ein. Nach dem Zweiten Weltkrieg wurde die Osdorfer Mühle stillgelegt und diente bis in die 1960er-Jahre als Lager. 1982 wurde die Mühle zu einem Restaurant umgebaut, nachdem sich dort bereits zuvor eine Diskothek befunden hatte.
In Dockenhuden, am Mühlenberg (heutiger Straßenname, angrenzend am Hirschpark) stand im 19. Jahrhundert eine Windmühle.
Darüber hinaus stand im heutigen Blankenese nördlich der Rissener Landstraße am Schierenholt, und damit früher ebenfalls zu Dockenhuden gehörend, nahe der gleichnamigen heutigen Straße Röttgers Mühle, eine Windmühle, die von Heinrich Röttgers errichtet worden war.

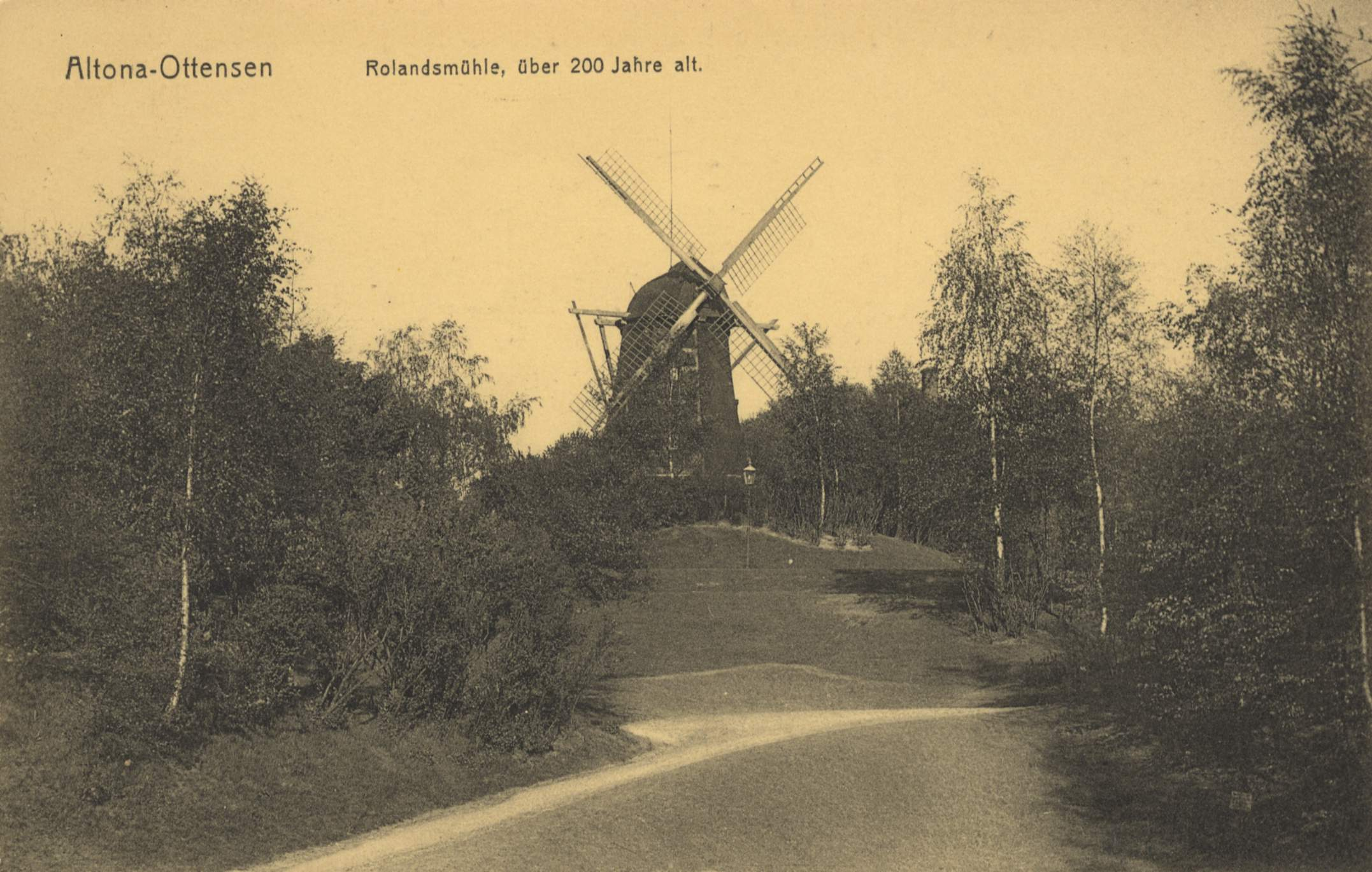
Rolandsmühle in Ottensen um 1930
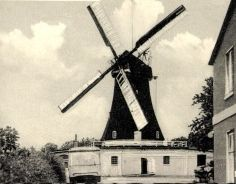
Flottbeker Mühle (1995 abgebrannt)
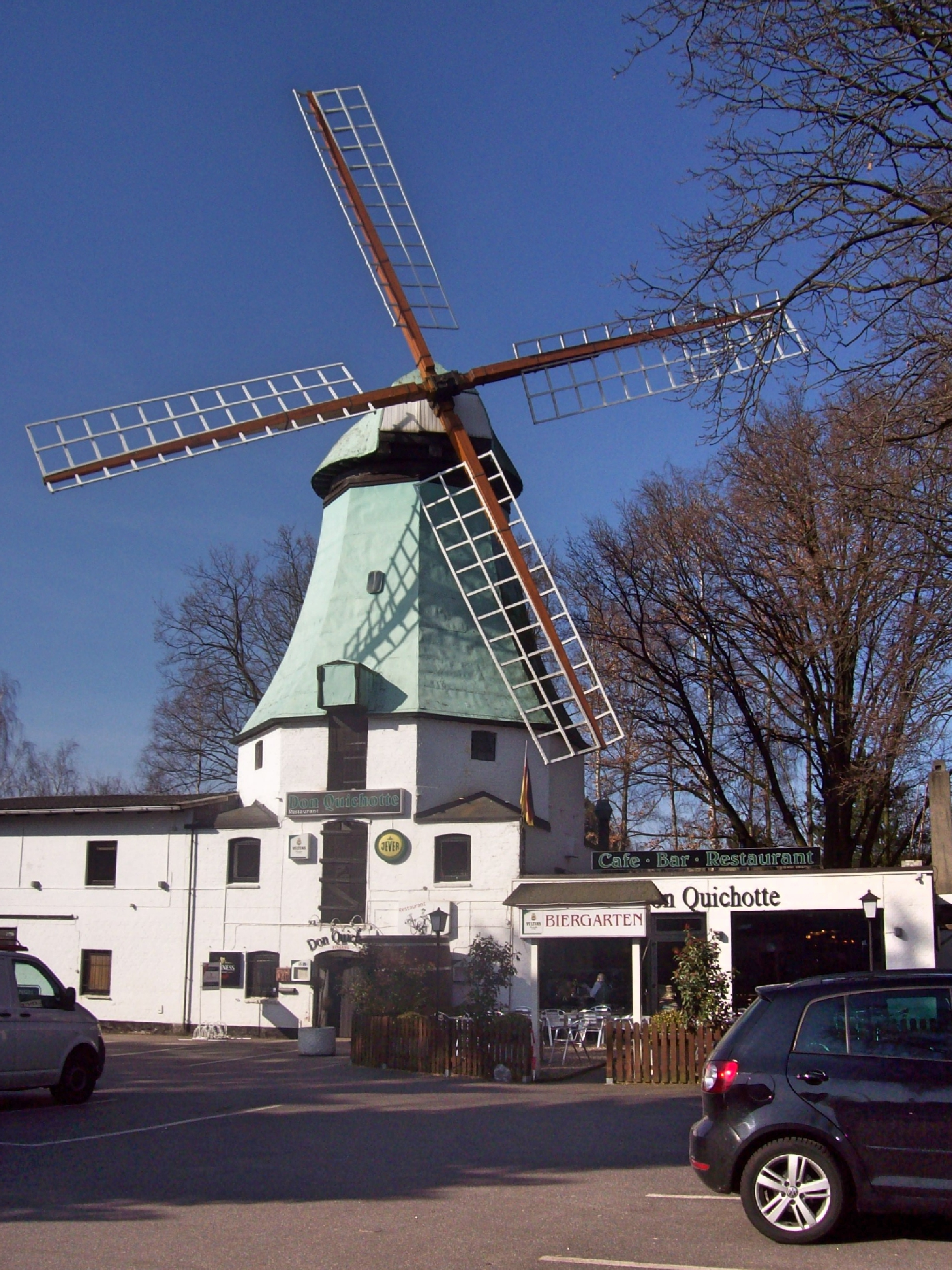
Osdorfer Windmühle an der Osdorfer Landstraße 162

### Eidelstedt und Schnelsen
Im Jahr 1707 wurde auf dem Küselberg in Eidelstedt eine Windmühle nahe der Eidelstedter Wassermühle (an der Mühlenau) errichtet. In den wasserarmen Zeiten sollte sie die Arbeit der Wassermühle ergänzen bzw. ersetzen. 1820 wurde eine zweite Windmühle gebaut, die 1825 durch einen Blitzschlag zerstört wurde. An gleicher Stelle wurde daraufhin eine weitere Mühle gebaut. Für alle Bauern der umliegenden Dörfer herrschte Mühlenzwang, der 7152 Zwangsmahlgäste betraf, bis dieser 1854 aufgehoben wurde. In den Jahren 1936 und 1940 wurde das Flügelwerk der Mühle durch Sturm jeweils schwer beschädigt, das nicht wieder aufgebaut wurde. Stattdessen wurde in die Mühle – jetzt ohne Flügel – ein elektrischer Motor zum Antrieb des Mahlganges installiert. Im Zweiten Weltkrieg, wurde 1943 die Mühle durch Phosphorbomben in Brand gesetzt, der aber gelöscht werden konnte. Bis 1960 setzte die Mühle ihren Betrieb fort. Seit 1984 diente das Mühlengebäude nur noch als Möbellager, bis es 2004 abgerissen wurde.
Die Schnelsener Windmühle, eine Holländerwindmühle wurde 1888 von Dorfvogt und Eigner der Mühle Peter Timm erbaut. Sie befindet sich in der Peter-Timm-Straße in Schnelsen, die nach dem damaligen Erbauer benannt wurde. Später wurde sie als Dampfmühle betrieben.

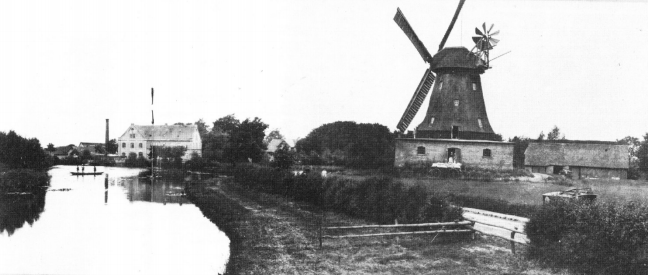
Eidelstedter Windmühle am Mühlenteich um 1910
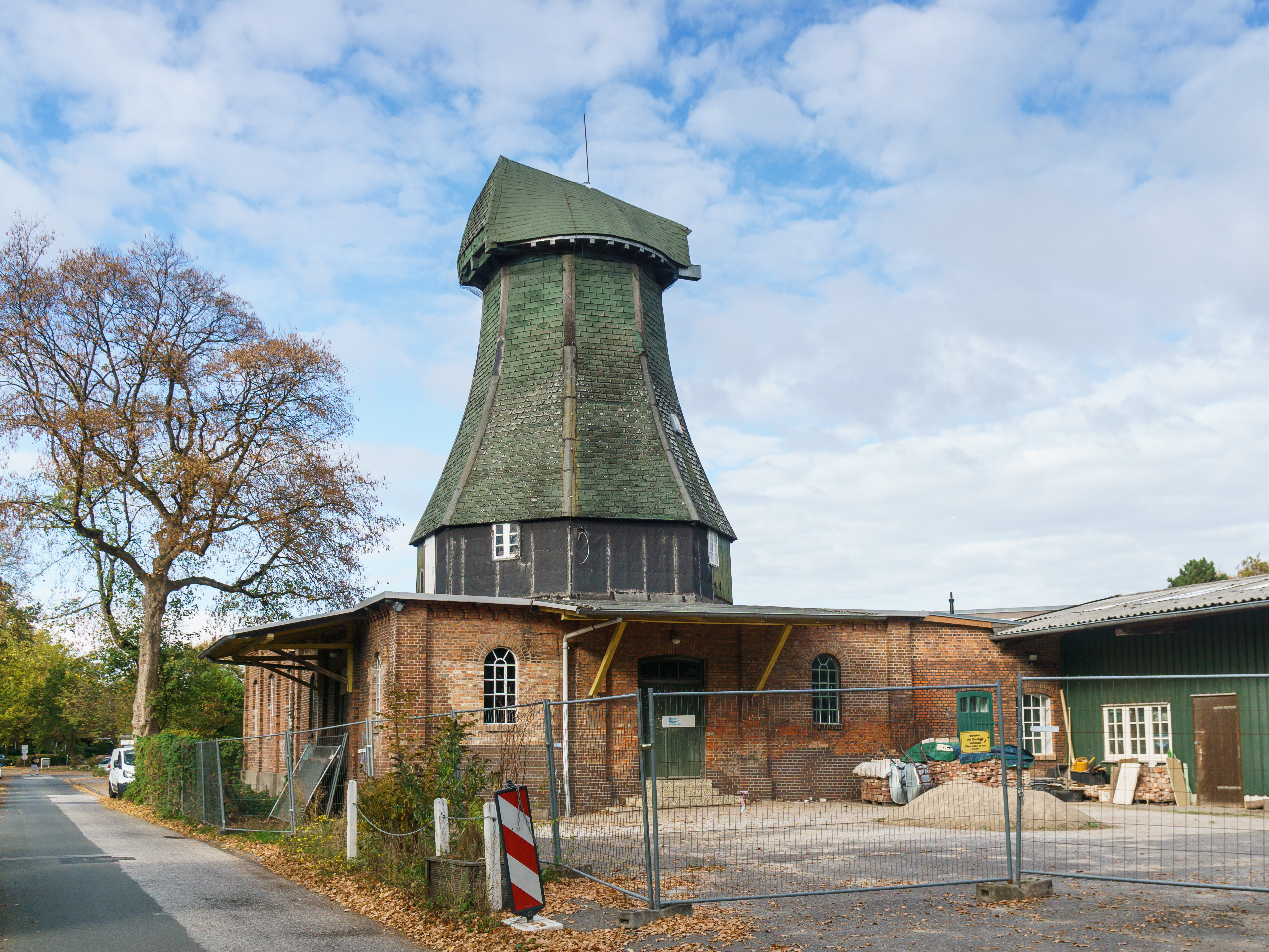
Schnelsener Windmühle, 2018

### Barmbek
Nach alten Flurnamen im Dorf Barmbek wird angenommen, dass es bereits im 14. Jahrhundert eine Mühle gegeben hat. Danach besaß das Dorf über lange Zeit keine eigene Mühle, was jedoch den Bauern den Vorteil gab, nicht dem Mühlenzwang zu unterliegen. Sie konnten sich ihren Müller aussuchen und ihr Getreide zur nahe gelegenen Kuhmühle in Hohenfelde oder zur Fuhlsbütteler Mühle bringen, die leistungsfähiger als die gängigen Windmühlen waren. Erst 1769 wurde auf dem Friedrichsberg eine Windmühle errichtet, die 1864 abbrannte.
1822 errichteten die Barmbeker Bäcker Köpke und Haas eine Windmühle an der Fuhlsbüttler Straße, nahe dem heutigen Barmbeker Bahnhof. Ab 1873 wechselte sie zweimal ihre Besitzer, bis sie 1889 abbrannte.
Eine weitere Windmühle gab es in Barmbek, in der Hamburger Straße Nr. 3, die 1851 von Heinrich H. N. Ausborn errichtet wurde. Nach seinem Tod, am 28. Juni 1861 übernahm
der Bäcker J. F. Grabbert die Windmühle. Mit ihren Mühlenflügeln überragte sie die zu der Zeit niedrigen umstehenden Häuser, so dass der Wind die Mühle ungehindert erreichen konnte. Bei der Standortwahl der Mühle musste sie so weit von der Straße zurückgesetzt werden, dass die Pferde auf der Straße nicht durch die Geräusche der mit Rautensegeln versehenen Flügel gescheut würden. In den 1870er Jahren wurde die Windmühle durch eine Dampfmühle ersetzt.

### Wellingsbüttel

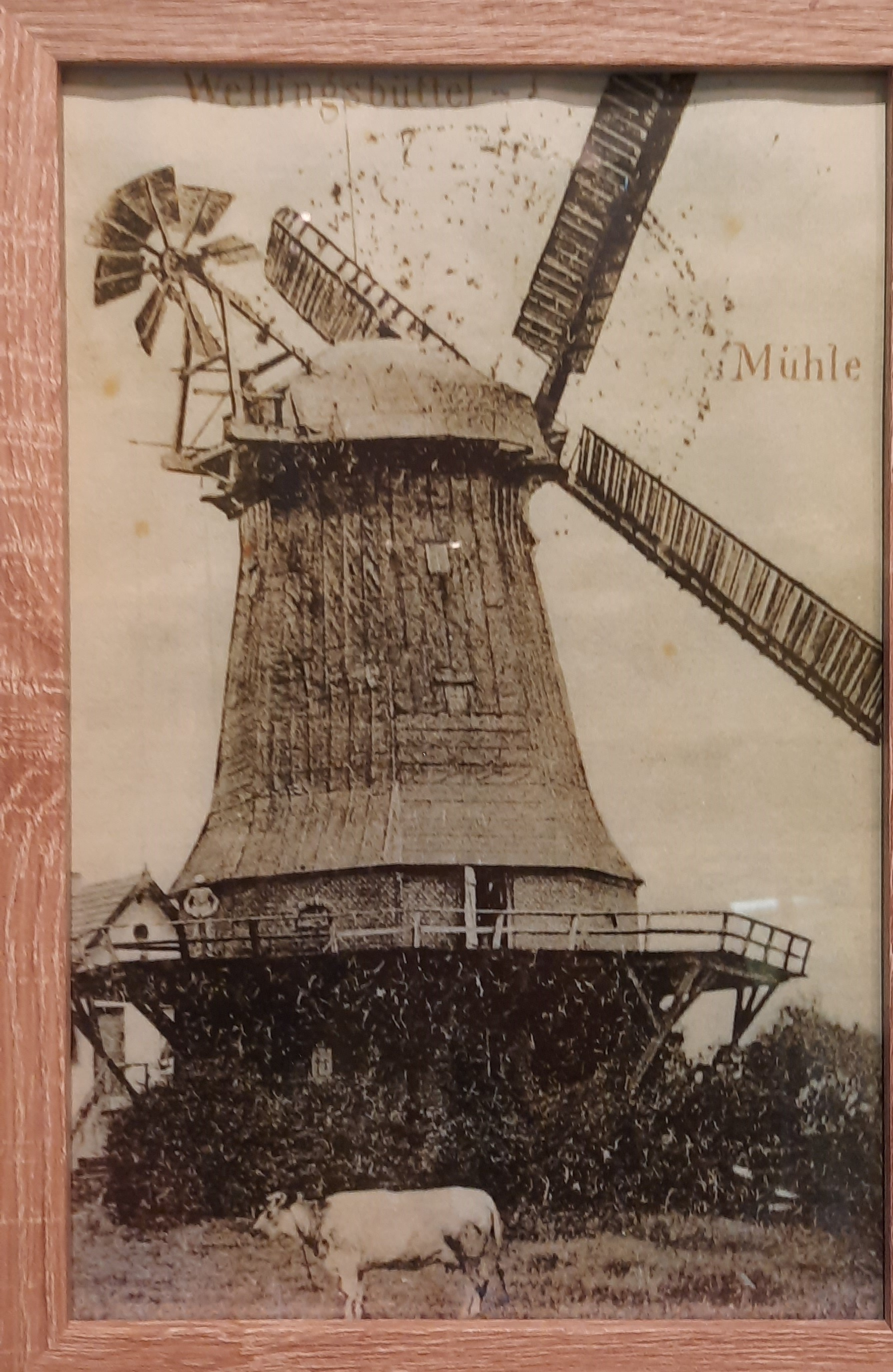
Windmühle in Wellingsbüttel von 1866–1918

In Wellingsbüttel gab es 1769 eine Windmühle, nahe dem Landhaus „Grüner Jäger“, das Teil des Rittergutes Wellingsbüttel war (heute zwischen Waldingstraße und Grotmoor). Als diese 1797 abbrannte, wurde oberhalb der Bantschowstraße / Mölendannen (alter Mühlenweg) eine neue Mühle errichtet. Diese brannte 1866 ab, wurde wieder aufgebaut und bis Ende des 19. Jahrhunderts betrieben, 1918 wurde sie abgebrochen.

### Bergedorf, Vier- und Marschlande
Der Hamburger Bezirk Bergedorf in seinen Stadtteilen Bergedorf, Altengamme, Curslack, Kirchwerder und Reitbrook (in Vier- und Marschlande) verfügt über die meisten noch erhaltenen historischen Windmühlen Hamburgs. Das flache Land der Vier- und Marschlande zeichnet sich als Mühlenstandort mit einem stetigen Wind und einer günstigen Verkehrslage an der Elbe für den Transport von Getreide besonders vorteilhaft aus.
Die Bergedorfer Mühle, mit dem Namen „Glück Zu“, wurde 1831 als einstöckige Gallerieholländer Mühle zum Mahlen von Eichenrinde (Lohe) erbaut und befindet sich auf einer kleinen Anhöhe in der Chrysanderstraße in Bergedorf. Nach dem Niedergang der Lohgerberei wurde sie 1880 zur Kornwindmühle mit drei Mahlgängen umgebaut. 1926 wurde zusätzlich zum Mühlenantrieb ein 25-PS-Dieselmotor installiert. Bis 1967 fand der Mühlenbetrieb statt. Vom 1995 gegründeten „Verein Bergedorfer Mühle“ wurde die Bergedorfer Mühle restauriert und steht heute unter Denkmalschutz.
Die Altengammer Mühle, die auch Borghorster Mühle genannt wird, befindet sich in Altengamme, am Altengammer Elbdeich. Sie wurde 1876 von Peter Timmann als eine Galerieholländer Mühle gebaut und als Kornmühle mit vier Mahlgängen betrieben. Gemahlen werden konnte bis zu Windstärke 5, wobei die Mühlenflügel eine Leistung bis zu ca. 80 PS erbringen konnten. Als 1927 ein Sturm die Flügel der Mühle zerstörte, wurden diese demontiert und der Betrieb auf einen elektrischen Antrieb umgestellt. Gleichzeitig wurde der Mühlenbetrieb auf zwei Mahlgänge reduziert, von 1957 bis 1969 war nur noch ein Mahlgang aktiv. Der Mühlenbetrieb wurde bis 1995 fortgesetzt.
Die Kokerwindmühle Curslack befindet sich im Vierländer Freilichtmuseum Rieck Haus, am Curslacker Deich 284. Sie war als Pumpmühle am Ochsenwerder Norderdeich und Teil der 1924 errichteten Ent- und Bewässerungsanlage, mit der das von Deichen umschlossene Land zweckmäßig ent- und bewässert werden konnte. Um 1880 gab es in Ochsenwerder noch 39 Entwässerungsmühlen, von denen nur noch die Kokerwindmühle im Freilichtmuseum erhalten ist. Die Pumpwirkung der Mühle erfolgt über eine Wasserschnecke, die von den Segelflügeln der Mühle angetrieben wird.
Die Riepenburger Mühle, eine zweistöckige Galerieholländer Mühle mit Jalousieflügeln und Windrose, befindet sich am Kirchwerder Mühlendamm 75a in Kirchwerder. Mit dem Baujahr 1828 ist sie die älteste erhaltene Kornwindmühle Hamburgs. Bis 1863 herrschte Mühlenzwang, in dem die Bewohner von Bergedorf, Geesthacht und den Vierlanden verpflichtet waren, hier ihr Korn mahlen zu lassen. Ihr Mühlenstandort wurde bereits 1318 erwähnt.
Die Reitbrooker Mühle ist eine im Jahr 1870 erbaute Galerieholländer Mühle mit Jalousieflügeln (die originalen Flügel von 12,50 m Länge sind heute noch erhalten). Die Mühle befindet sich am Vorderdeich 11 in Reitbrook am Ufer der Dove Elbe. Das Mahlen mit Windantrieb erfolgte bis 1938/39; danach erhielt die Mühle einen elektrischen Antrieb. Im Jahre 1942 wurde das Bauwerk unter Denkmalschutz gestellt. Die Mühle wird heute noch – mit elektrischem Antrieb – zum Mahlen von Getreideerzeugnissen genutzt. Seit 1773 gab es an dieser Stelle bereits eine Schrotmühle mit Windantrieb (nach einem Gemälde von Wilhelm Jury, 1818, war sie eine Bockwindmühle). Als die Mühle 1870 niederbrannte, wurde sie durch die heutige Windmühle ersetzt.

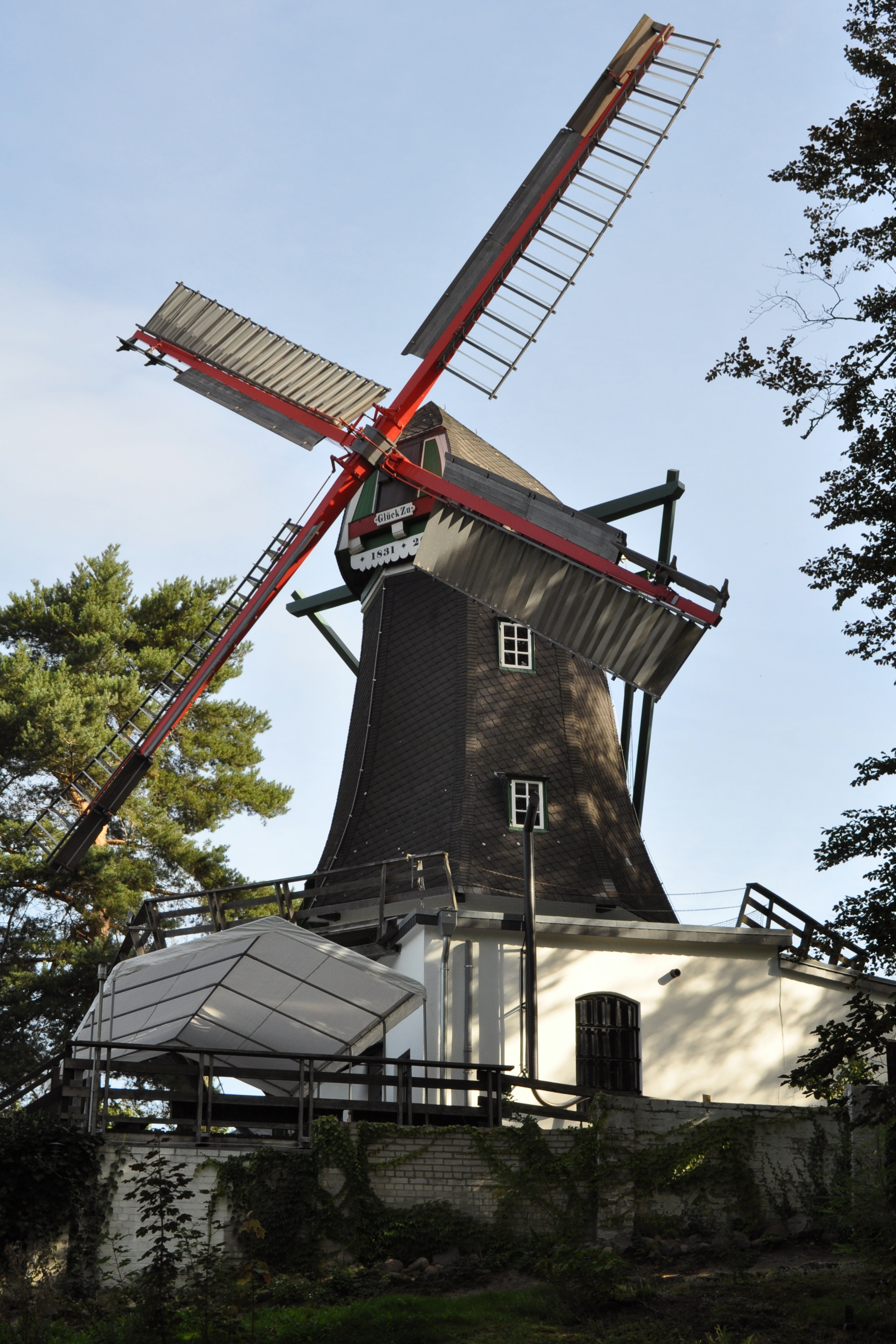
Bergedorfer Mühle
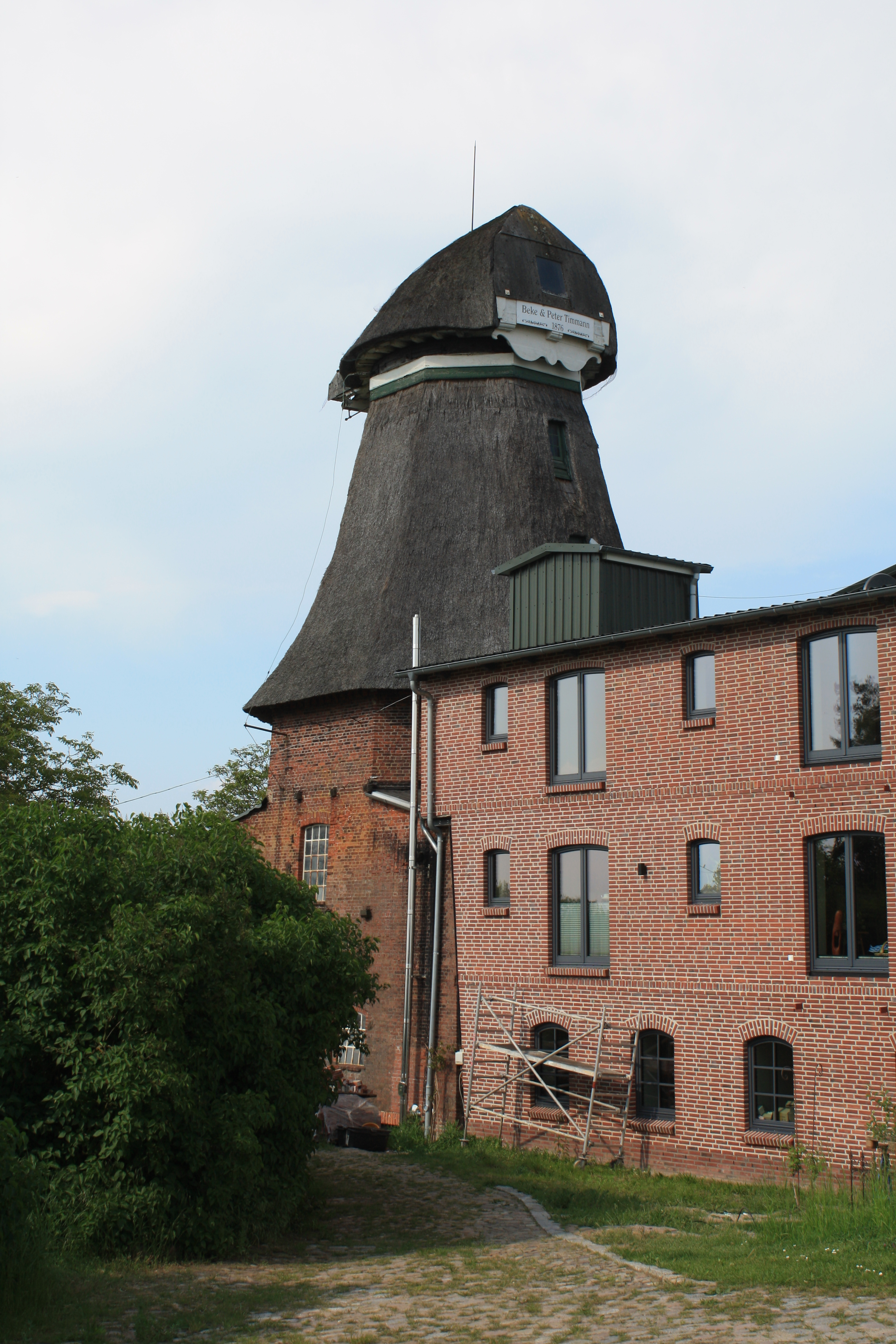
Altengammer Mühle
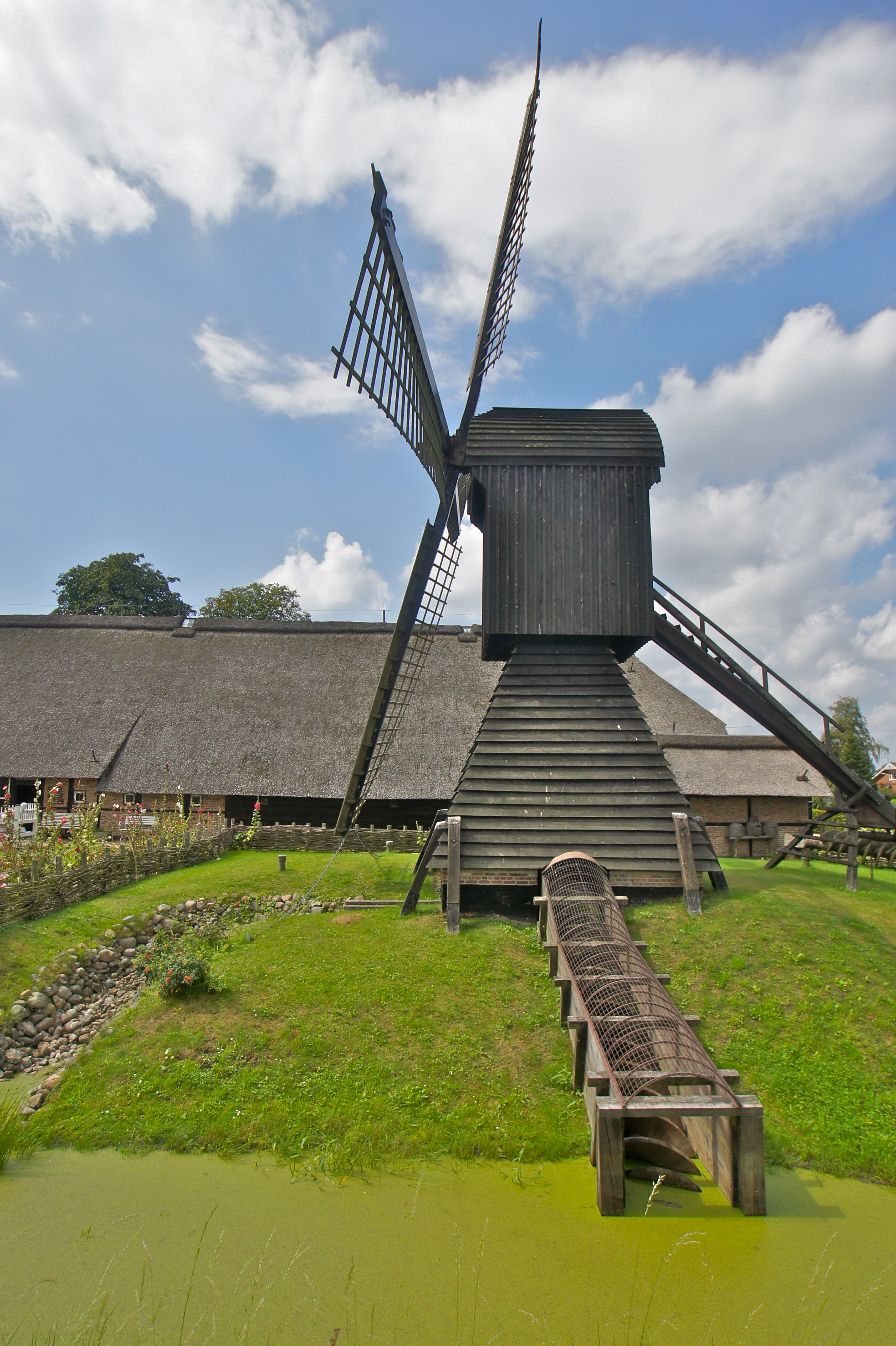
Kokerwindmühle Curslack mit Wasserschnecke
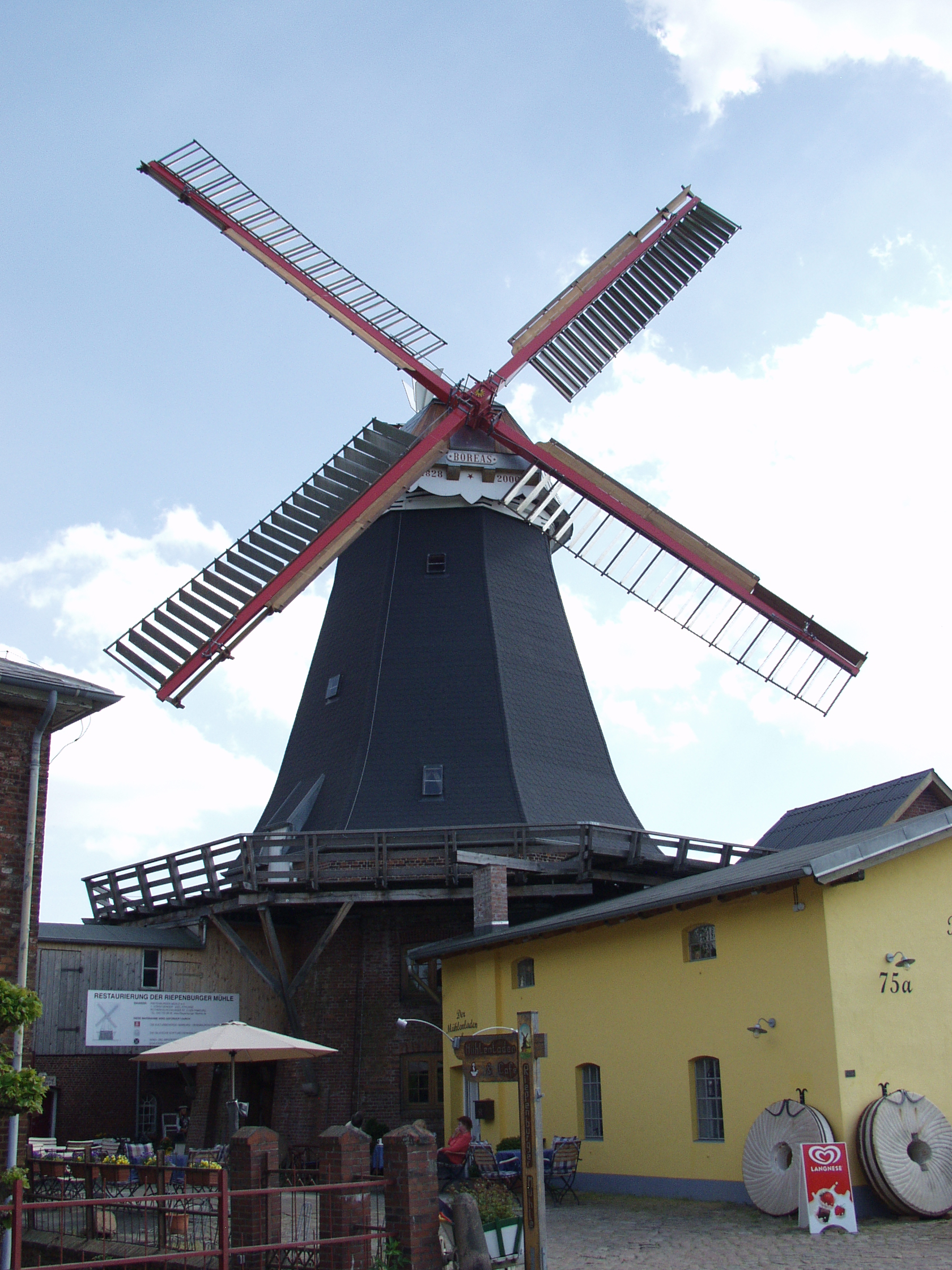
Riepenburger Mühle
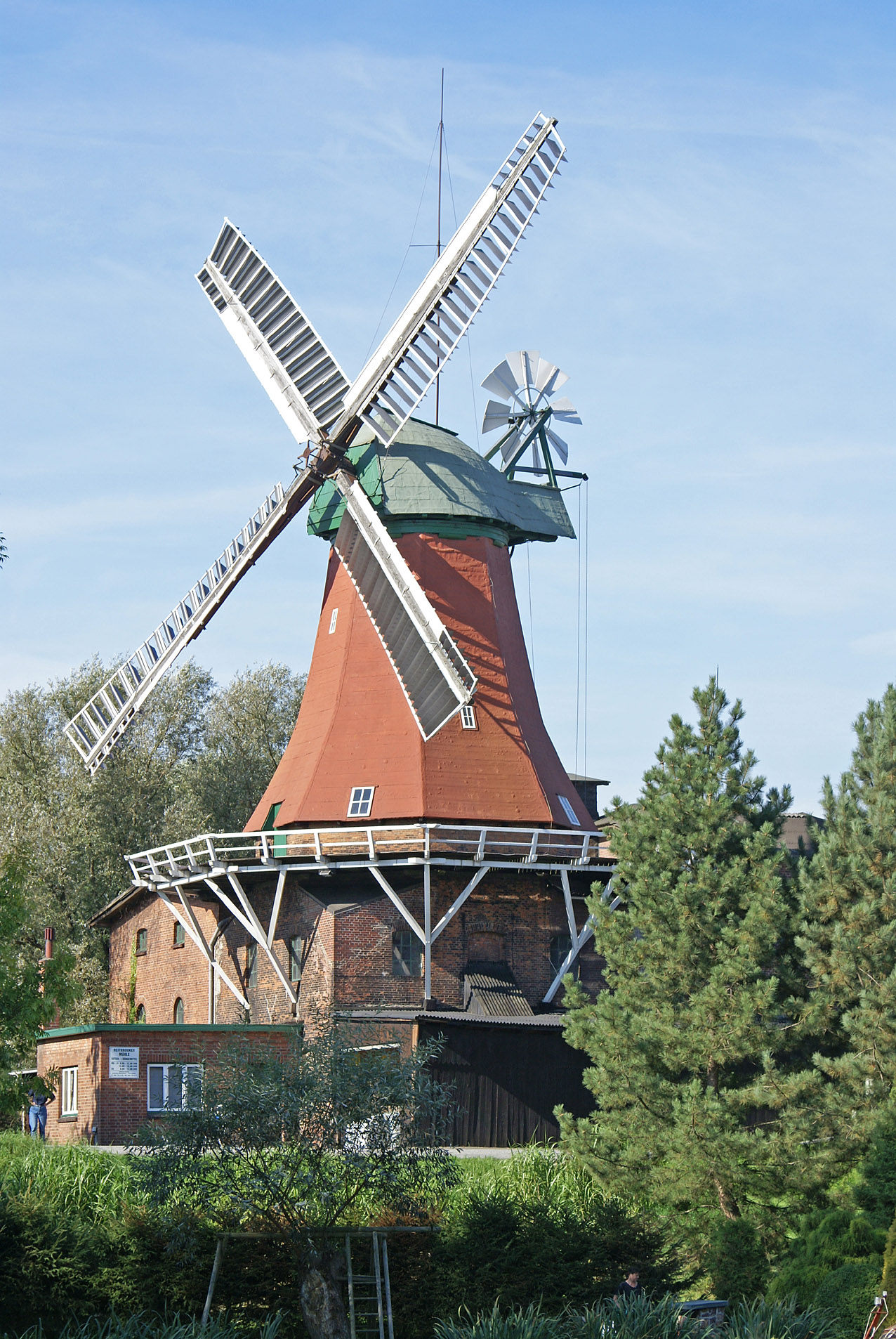
Reitbrooker Mühle

### Harburg, Wilhelmsburg und Waltershof
Die Eißendorfer Windmühle ist eine von Hugo Thalenhorst erbaute Holländer Mühle (nach einer Postkarte von 1908), die von 1865 bis 1922 an der Bremer Straße in Eißendorf, Bezirk Harburg stand. Der von der Bremer Straße abgehende Eißendorfer Mühlenweg wurde 1952 nach der Mühle benannt, der vorher nur Mühlenweg hieß.

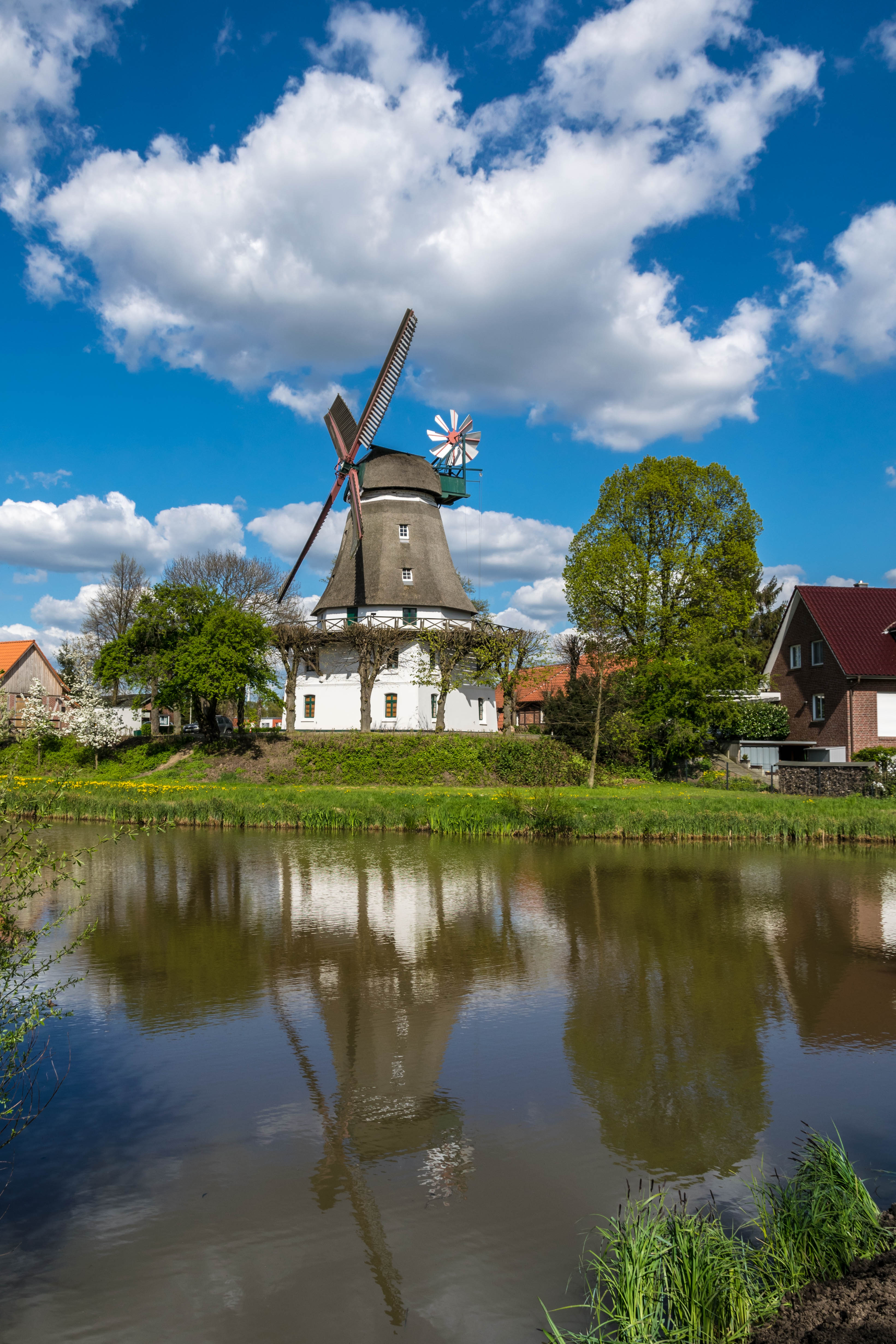
Windmühle Johanna

Die Windmühle Johanna ist eine im Jahr 1875 erbaute Holländerwindmühle an der Schönenfelder Straße 99a in Wilhelmsburg, die noch heute in ihrer ursprünglichen Form erhalten ist. An diesem Ort hat es schon seit 1585 vier Vorgängermühlen gegeben. 1585 wurde auf der Insel Stillhorn die erste Mühle als eine Bockwindmühle gebaut. 1705 wurde die baufällige Mühle abgerissen und durch eine neue Bockwindmühle ersetzt. Diese fiel 1718 einem Feuer zum Opfer. Ein Jahr später erfolgte der Wiederaufbau der Bockwindmühle. Am 9. März 1813 brannten die napoleonischen Truppen bei der Belagerung Hamburgs die Mühle und die Müllerwohnung nieder. Das gleiche Schicksal ereilte die Mühlen auf der Veddel, in Ochsenwerder und Billwerder. 1815 wurde statt der bisherigen Bockwindmühlen erstmals eine Galerie-Holländer Mühle gebaut. Nach fast 60 Betriebsjahren, 1874 wurde auch diese Mühle Opfer eines Mühlenbrandes. Ein Jahr später wurde die heutige Windmühle im Auftrag des Wilhelmsburger Müllers Christoph Cordes durch den Baumeister F. Dobbertin aus Boizenburg als Galerieholländer errichtet. Die letzten Betreiber der Mühle, Erwin Sievers und seine Ehefrau Johanna, die spätere Namensgeberin der Windmühle, installierten einen Elektromotor, womit die zwei Mahlgänge wahlweise mit Wind oder Strom angetrieben werden konnten. In der Mühle wurden Futterschrot für Kühe und Schweine (aus Hafer, Gerste, Erbsen und Bohnen), Backschrot aus Roggen für Schwarzbrot sowie Weizen- und Roggenflocken hergestellt. Zu Kunden gehörten neben den Wilhelmsburger Bauern auch Spediteure (mit Pferdefuhrwerken) und eine Brotfabrik. 1961 wurde die Mühle stillgelegt, da kein nachfolgender Müller gefunden werden konnte, die Mühle ging in den Besitz der Freien und Hansestadt Hamburg über. Nach Erwerb der Mühle durch den Wilhelmsburger Windmühlenverein e. V. am 1. Mai 1997 konnte ein Jahr später erstmals nach 37 Jahren wieder mit Windkraft Getreide geschrotet werden.
Die Windmühle auf Rugenbergen (Waltershof) wurde 1738 erbaut. Später wurde sie zusätzlich durch eine Dampfmaschine angetrieben. Die Karten von 1789 und 1820 zeigen den Mühlenstandort am Deich von Rugenbergen zum Köhlbrand (heute am Rugenberger Damm und Köhlbrandbrücke).

### Uhlenhorst
Im Kammergut Uhlenhorst wurde im Jahr 1766 von sieben Interessenten, darunter drei Zuckerfabrikanten, eine Papiermühle am linken Ufer der Alster erbaut. Das neue Werk wurde durch eine Windmühle betrieben. Ein Gemälde des Malers Emanuel Krolau ist erhalten, das zwischen 1770 und 1780 entstand. Hier wurde hauptsächlich das dicke blaue Papier zum Einwickeln der Zuckerhüte hergestellt. 1790 wurde auf dem Gelände eine Kattunfabrik errichtet. Zwischen 1830 und 1837 betrieb der Papiermacher Carl Peter Josua Quark hier abermals eine Papiermühle. Danach wurde das Grundstück von August Abendroth zum Zweck der Parzellierung erworben.

## Hamburgs Roßmühlen

### Standorte der Roßmühlen
In Hamburg gab es 1839 sechs Roßmühlen, zwei am Deichthor (im Staatseigentum), am Rödingsmarkt, Schopenstehel, Niedernstraße, Kleine Bäckerstraße, Am Grünendeich, welche im Privateigentum waren. Weitere Roßmühlen gab es beim Bauhof (nahe der Bastion Ericus), auf der Bastion Bartholdus, am Holzdamm in St. Georg, in Hummelsbüttel und in Billwerder an der Grünen Brücke, wo die Roßmühle zu einer Grützmacherei gehörte.
Die Roßmühlen waren auch für den Fall vorgesehen, dass alle anderen Mühlen nicht malen konnten. Brauereien nutzten Roßmühlen zum Schrotmahlen zur Herstellung von Malz.

### Grützmühle in Hummelsbüttel

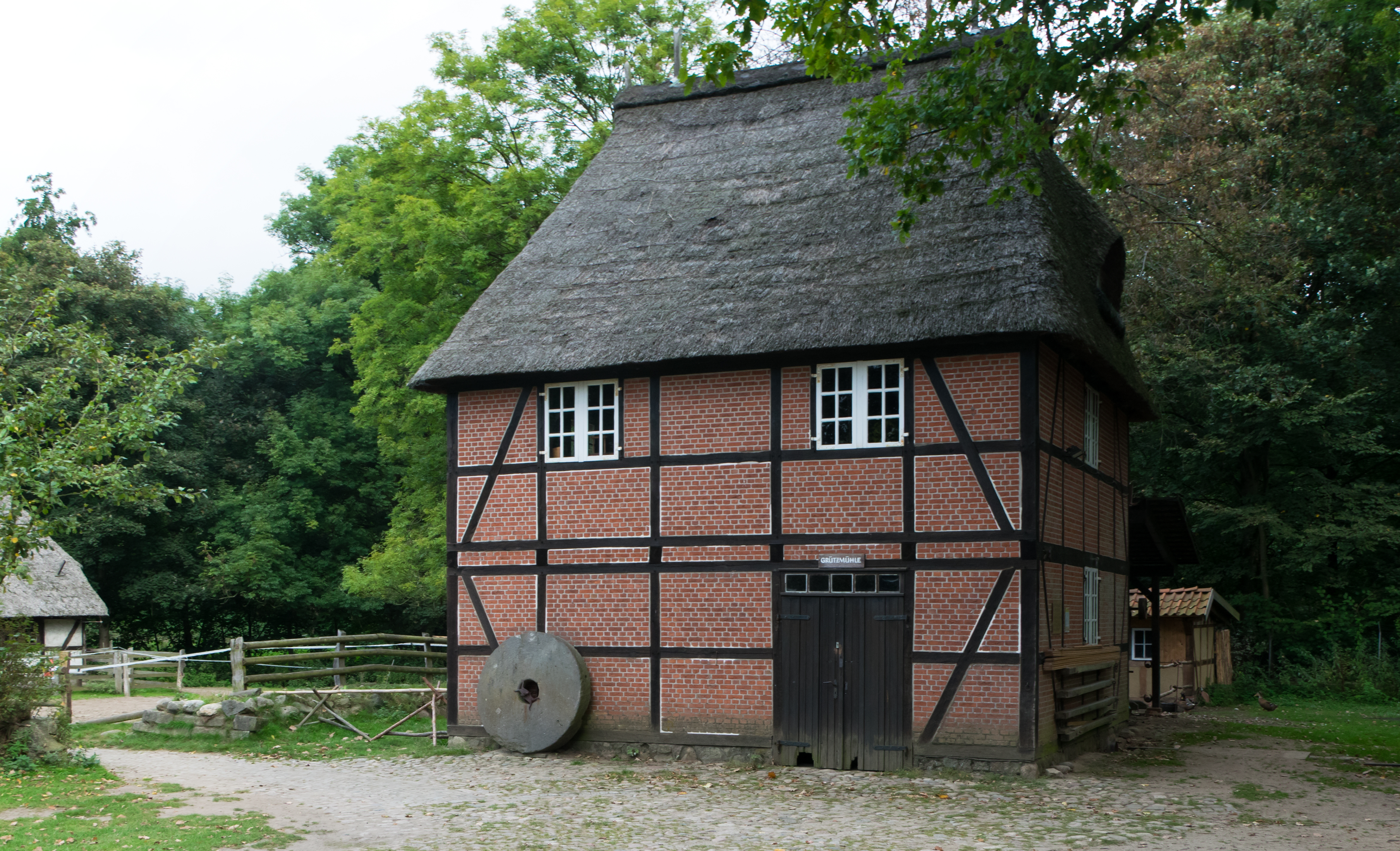
Rekonstruierte Grützmühle im Museumsdorf Volksdorf

In Hummelsbüttel gab es eine Roßmühle, die 1841 errichtet und als Grützmühle betrieben wurde. Das Mühlengebäude bestand aus zwei Stockwerken und diente nur dem Mahlbetrieb. Im Erdgeschoss befand sich der Pferdegöpel zum Mühlenantrieb, im Obergeschoss waren zwei Mahlgänge sowie die gesamte zum Mühlenbetrieb erforderliche Ausrüstung vorhanden.
Bis 1885 wurde die Mühle betrieben. Danach verfiel das Gebäude und musste 1962 abgerissen werden. Vor dem Abriss wurde das Mahlwerk aufgemessen, geborgen und vorübergehend im Harderhof, damals städtischer Bauhof, eingelagert. 1966/67 wurde das Gebäude der Grützmühle im Museumsdorf Volksdorf nach alten Plänen rekonstruiert. Das originale Mahlwerk wurde betriebsfertig hergerichtet und wieder eingebaut. Noch heute erinnert der Straßenname Grützmühlenweg in Hummelsbüttel an die Mühle.

## Hamburgs historische Dampfmühlen

### Erste Hamburger Dampfmühlen
Mit der fortschreitenden Entwaldung und Kultivierung der Einzugsgebiete der Hamburger Flussläufe im 18. Jahrhundert litten die Flüsse zunehmend an Wassermangel, der den Betrieb der Wassermühlen immer mehr einschränkte. Durch die Abnahme der Mühlenleistungen konnte das Hamburger Stadtmühlenwesen im 19. Jahrhundert den Mehlbedarf der Hamburger nicht mehr decken. Dieses führte vermehrt zum Bau von Windmühlen sowie zur Einführung von Dampfmühlen („Antrieb mittels Feuermaschinen“).
Die erste Dampfmühle wurde 1817 im ehemaligen Hornwerk errichtet und bestand aus zwei Mahlgängen, die von einer Dampfmaschine nach dem Woolf`schen Prinzip (nach Arthur Woolf) mit 18 Pferdestärken angetrieben wurden.

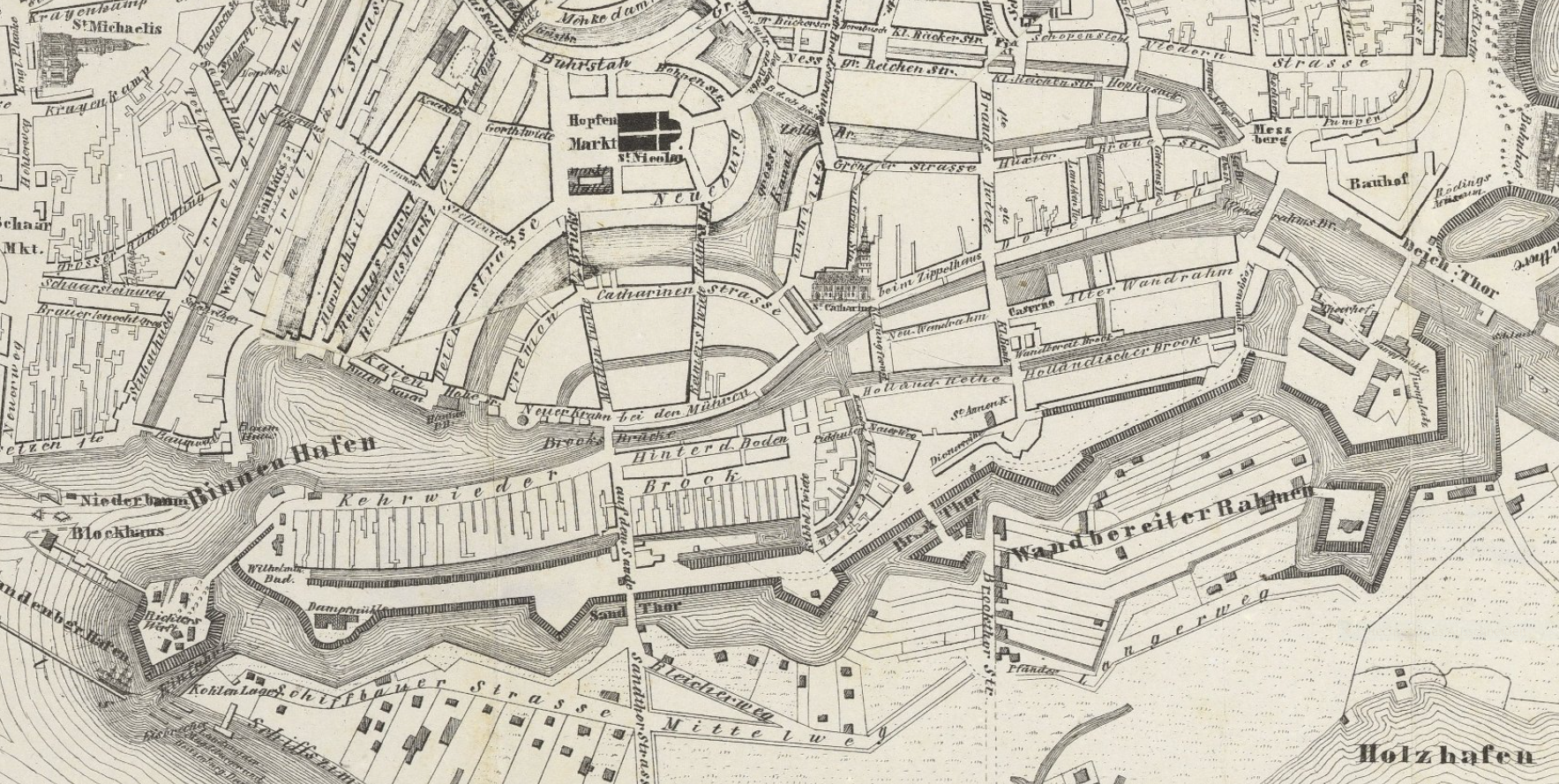
Dampfmühlen auf der Bastion Ericus (gegenüber Deich Thor) und am Kehrwiederwall (Karte von 1844)

1824 folgte auf der Bastion Ericus eine Dampfmühle mit 7 Mahlgängen und einer Maschine von Hall and Son‘s in Dartford, ebenfalls nach dem Woolf`schen Prinzip.
1828 wurde am Kehrwiederwall auf der Bastion Hermannus eine Dampfmühle mit 8 Mahlgängen gebaut. Die Maschine, nach dem Watt`schen Prinzip (nach James Watt) wurde von Maudslay, Sons and Field in London gefertigt. Sie trieb zusätzlich eine Holzschneidemühle mit 5 Sägen an. Das Mühlenwerk und die Schneidemühle wurden von der Firma I. Freund in Berlin erstellt.
1831 wurde bei der Elbwasser-Kunst auf dem Hamburger Berg eine Dampfmühle mit zwei Mahlgängen errichtet, deren Maschine nach dem Watt`schen Prinzip 12 Pferdestärken besaß.
In der Vorstadt St. Pauli gab es eine Dampfmühle mit einer Woolf`schen Hochdruck-Dampfmaschine.
Mit der Einführung der Dampfmühlen konnte zur Herstellung von feinerem Mehl statt der bisher großen rheinischen Mahlsteine kleinere französische Steine eingesetzt werden, um den zunehmenden Forderungen nach einer höheren Qualität des Mehls nachzukommen.
In Altona gab es drei Großmühlen:
- Dampfmühlenwerke H. W. Lange
- Korndampfmühle J. P. Lange
- Hedrich'sche Mühle in Neumühlen

### Dampfmühlenwerke H. W. Lange

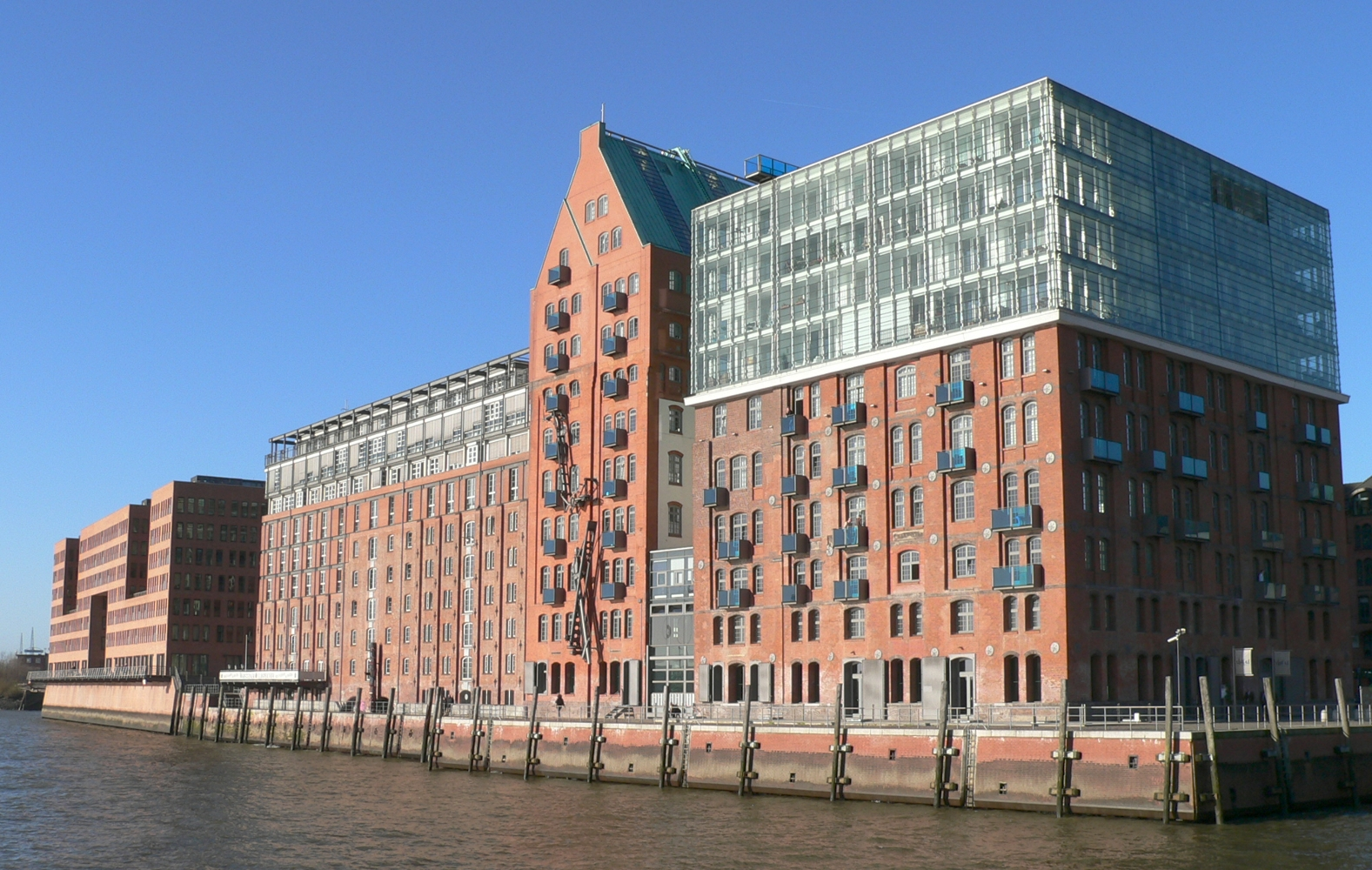
Ehemalige Hafengroßmühle von 1880

Der Kaufmann Heinrich Wilhelm Lange gründete 1841/42 eine Dampfmühle an der Großen Elbstraße 27 unter dem Namen „Mehlbehandlung und Schiffsbrodt-Fabrik“. Sie war eine der ersten in Norddeutschland mit Maschinenkraft produzierenden Mühlen.
1879 wurde die Mühle durch einen Brand zerstört. Der Neubau mit einem Maschinenhaus-Anbau und Schornstein wurde nach Plänen des Architekten A. Petersen durchgeführt.
1903–1904 wurde der Bau eines Silogebäudes von den Architekten Raabe & Wöhlecke ergänzt. Das Unternehmen wurde 1907 in eine Aktiengesellschaft umgewandelt. Die eingesetzten Dampfmaschinen kamen 1904 vom Hersteller Görlitzer Maschinenbauanstalt und Eisengießerei AG und 1917 von der Ascherslebener Maschinenbau AG. Mit etwa 100 Arbeitskräften wurden um 1900 täglich 2.400 Ztr. Getreide produziert.
Von 1998 bis 2001 wurde das Stadtlagerhaus nach Plänen des Architekten Jan Störmer zu einem Wohngebäude mit einer Gesamtgeschoßfläche von 18.000 m² umgebaut.

### Korndampfmühle J.P. Lange Söhne

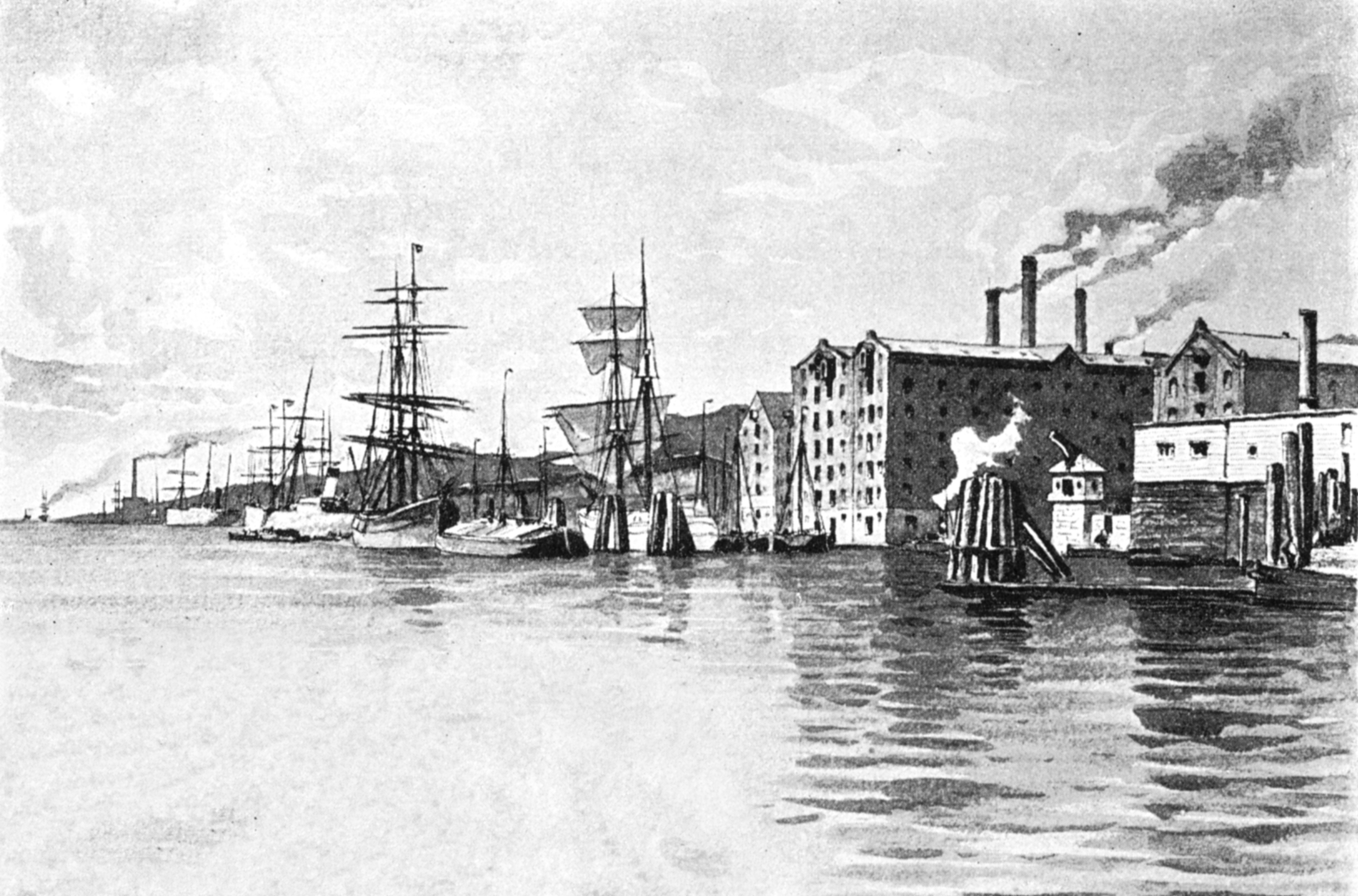
Langesche Mühle in Altona an der Elbe, Zeichnung von Georg Burmester um 1895

Die Firma J.P. Lange Söhne mit Hauptsitz in Uetersen gründen 1874 eine Korndampfmühle als Zweigniederlassung in Altona. Später wurde der neue Standort der Hauptsitz der Firma, die von dem Kaufmann und Müller Werner Lange (* 10. Juni 1917 in Hamburg-Altona; † 2. Oktober 1979 in Uetersen) zusammen mit seinem Bruder Alexander Lange (1909–1984) geleitet wurde und sich zu dem größten Mühlenbetrieb in Norddeutschland entwickelte.

### Hedrich'sche Mühle in Neumühlen
Vom Mühlenunternehmer Heinrich-Carl Hedrich übernahm zunächst sein jüngerer Sohn Eugen Hedrich die Hedrichsmühle in Neumühlen mit der Firmenbezeichnung C. Hedrich Dampfmühlenwerke und Nahrungsmittelfabrik. Im Januar 1892 brannte die erst 1885 erbaute Dampfmühle vollständig ab. Die mehr als 100 Arbeiter der Mühle verloren dadurch zunächst ihren Arbeitsplatz. Die Mühle wurde im selben Jahr jedoch vergrößert wieder aufgebaut und im Jahre 1913 zu einer Aktiengesellschaft.
1937 wandelten die Eigentümer die C. Hedrich AG in eine KG um. Haupterzeugnisse der Mühle waren Gerstengraupen, Haferflocken und Getreidekaffee (dem sogenannten Muckefuck). Im Jahr 1940 wurde die Mühle von der nationalsozialistischen Stadtverwaltung enteignet um Platz zu schaffen für die geplante Elbuferumgestaltung.

## Mahlmengen Hamburger Mühlen
Mahlmengen Hamburger Mühlen in den Jahren zwischen 1830 und 1841 im Getreidemaß Last (1 Last = 3,2 m³):
| Betriebsjahr       | 4 Wassermühlen 13 Gänge Oberdamm | ! 4 Wassermühlen 12 Gänge Niederdamm | 1 Wassermühle 3 Gänge Poggenmühle | 4 Windmühlen *) 9 Gänge Am Wall | 2 Dampfmühlen 20 Gänge Kehrwiederwall |
| ------------------ | -------------------------------- | ------------------------------------ | --------------------------------- | ------------------------------- | ------------------------------------- |
| 1830               | 2642                             | 1984                                 | 240                               | 1159                            | -                                     |
| 1831               | 1733                             | 1460                                 | 299                               | 963l                            | -                                     |
| 1832               | 1415                             | 1285                                 | 271                               | 1016                            | -                                     |
| 1833               | 1636                             | 1426                                 | 265                               | 919                             | -                                     |
| 1834               | 1484                             | 1262                                 | 306                               | 919                             | -                                     |
| 1835               | 1438                             | 1235                                 | 282                               | 937                             | -                                     |
| 1836               | 2883                             | 1047                                 | 295                               | 991                             | -                                     |
| 1837               | 2750                             | 1540                                 | 310                               | 812                             | 6155                                  |
| 1838               | 2076                             | 1350                                 | 222                               | 882                             | 6376                                  |
| 1839               | 1935                             | 1641                                 | 220                               | 797                             | 3835                                  |
| 1840               | 1655                             | 1443                                 | 232                               | 776                             | 3698                                  |
| 1841               | 1828                             | 1320                                 | -                                 | -                               | 4042                                  |
| Summe              | 23.475                           | 16.993                               | 2.942                             | 10.171                          | 24.106                                |
| Jahresdurchschnitt | 1.956                            | 1.416                                | 267                               | 925                             | 4.821                                 |

*) Windmühlen: 2 am Millerntor, 1 an der Lombardsbrücke und 1 am Deichthor.
Die Summe der Jahresdurchschnittswerte beträgt 9.385 Last (entsprechend 30.032 m³ = 15.016 t Mehl) und liegt über dem Mehl-Bedarf der Hamburger im Jahr 1840 von 23.000 bis 26.000 m³.